# 反對逃犯條例修訂草案運動過程 (2020年2月至4月)
| 2019年          | 尚未開始 | 尚未開始 | 3月至6月 | 3月至6月 | 3月至6月 | 3月至6月 | 7月 | 8月 | 9月    | 10月   | 11月   | 12月 |
| 2020年          | 1月      | 2月至4月 | 2月至4月 | 2月至4月 | 5月      | 6月      | 7月 | 8月 | 9月    | 10月   | 11月   | 12月 |
| 2021年          | 1月      | 2月      | 3月      | 4月      | 5月      | 6月      | 7月 | 8月 | 9-11月 | 9-11月 | 9-11月 | 12月 |
| 2022年1月或以後 |          |          |          |          |          |          |     |     |        |        |        |      |

該場社會運動於2020年1月下旬漸漸受2019冠状病毒病疫情肆虐所影響，大部份於農曆新年期間舉行的行動被多個主辦單位取消，運動因而暫時進入凍結期，爭取五大訴求之公眾集會及遊行減少舉行，而抗疫相關的行動（如駿洋邨用作隔離營風波）則逐漸增加。
在2月份和3月份，因為香港市民在為元朗襲擊事件、太子站襲擊事件、周梓樂墮樓事件和陳彥霖死亡事件去世的人悼念過程中遭到防暴警察驅趕，導致衝突不斷。
到4月臨近反修例運動一週年，多區的大型商場舉行多次「和你唱」活動，警員以違反限聚令為由多次進入商場驅散市民，並檢控部分市民。

## 2月

### 3日

#### 中環和你Lunch

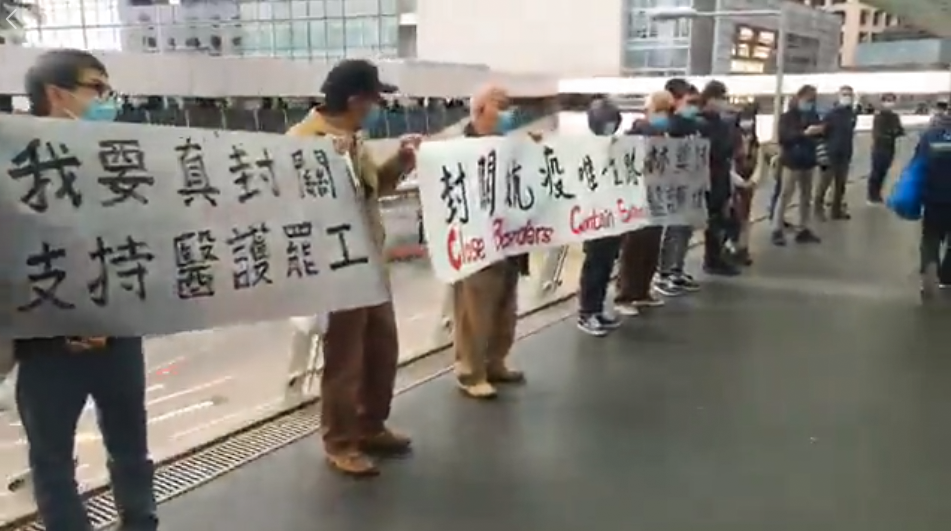
和你Lunch參加者都戴上口罩，支持醫護罷工

中午時分，百多人於中環國際金融中心內聚集，參加「和你Lunch」活動，並高呼「支持醫護罷工」、「封關抗命，唯一出路」和其他反修例口號。有參加者向路人派發白絲帶，亦有學生以「full gear」參加「和你Lunch」活動。

### 4日

#### 中環和你Lunch

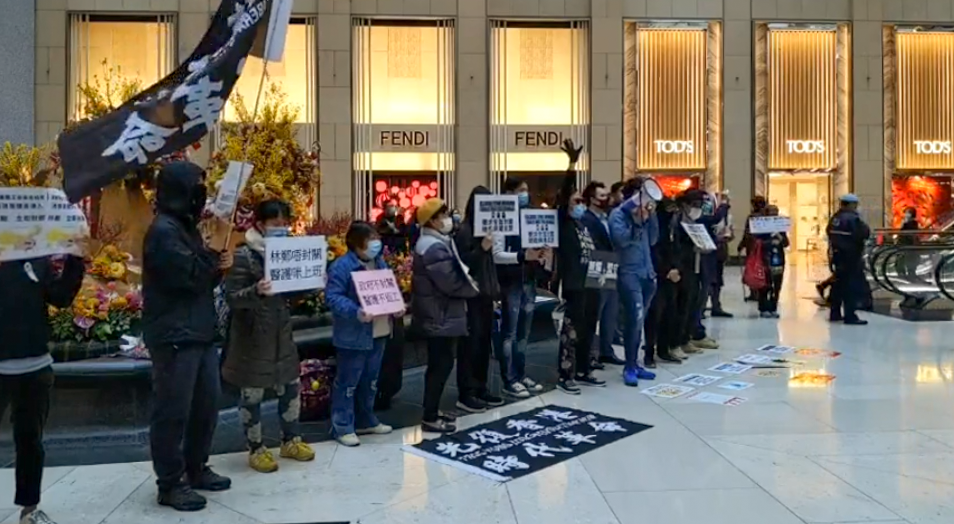
網民在中環置地廣場發起「中環和你Lunch」，支持醫護罷工行動，促請政府盡快全面封關，並回應民間五大訴求

有網民在中環置地廣場發起「中環和你Lunch」，支持醫護罷工行動，促請政府盡快全面封關，並回應民間五大訴求，設獨立調查委員會徹查警暴問題。

#### 5人涉向油麻地馬路掟汽油彈
5名17歲至20歲被告，被控晚上11時許向油麻地馬路掟汽油彈，一人當場被休班警長拘捕。警方其後搜查他們租用的Casa Deluxe Hotel酒店單位，在房間內搜出汽油彈並拘捕4人，之後再拘捕1人。他們均被控縱火等罪名，其中兩名分別26歲和28歲男子在2022年5月30日在區域法院承認縱火及管有物品意圖摧毀財產。法官練錦鴻指自己身為普通市民，可以推斷本案件為2019年社會動盪的餘波，指被告不清楚如何建立新政府，反而以為單靠破壞可以推翻目前的政治架構，認為各被告是想將暴力灰燼「死灰復燃」，最後兩人被判監禁4年2個月。而同案的中四生早前認罪被判入勞教中心，其他被告繼續保釋。而案中唯一不認罪的20歲女被告，經審訊後被裁定縱火、管有物品意圖損壞或摧毀財產 2 罪罪成。到2022年10月12日法官練錦鴻判刑時指被告與同案行為，「顯然是希望把熄滅的暴力活動，從灰燼中再次燃起」。考慮被告母親是賭徒和患有精神病，在15歲起便工作，加上誕下女兒後時任男友失聯和同案被告影響犯案，決定採較低量刑起點及行使酌情權減刑，最後監禁34個月。而旁聽的4歲女兒向被告的媽媽做心形手勢，並數度細聲地喚「媽媽」。

### 7日

#### 支聯會悼念武漢疫情「吹哨人」
當晚香港市民支援愛國民主運動聯合會在中环遮打花园为李文亮举行悼念晚会，紀念今次武漢疫情的「吹哨人」，並且希望透過吹響哨子讓當權者知道香港市民對言論自由的支持。

### 8日

#### 周梓樂逝世3個月悼念會 百多人被捕

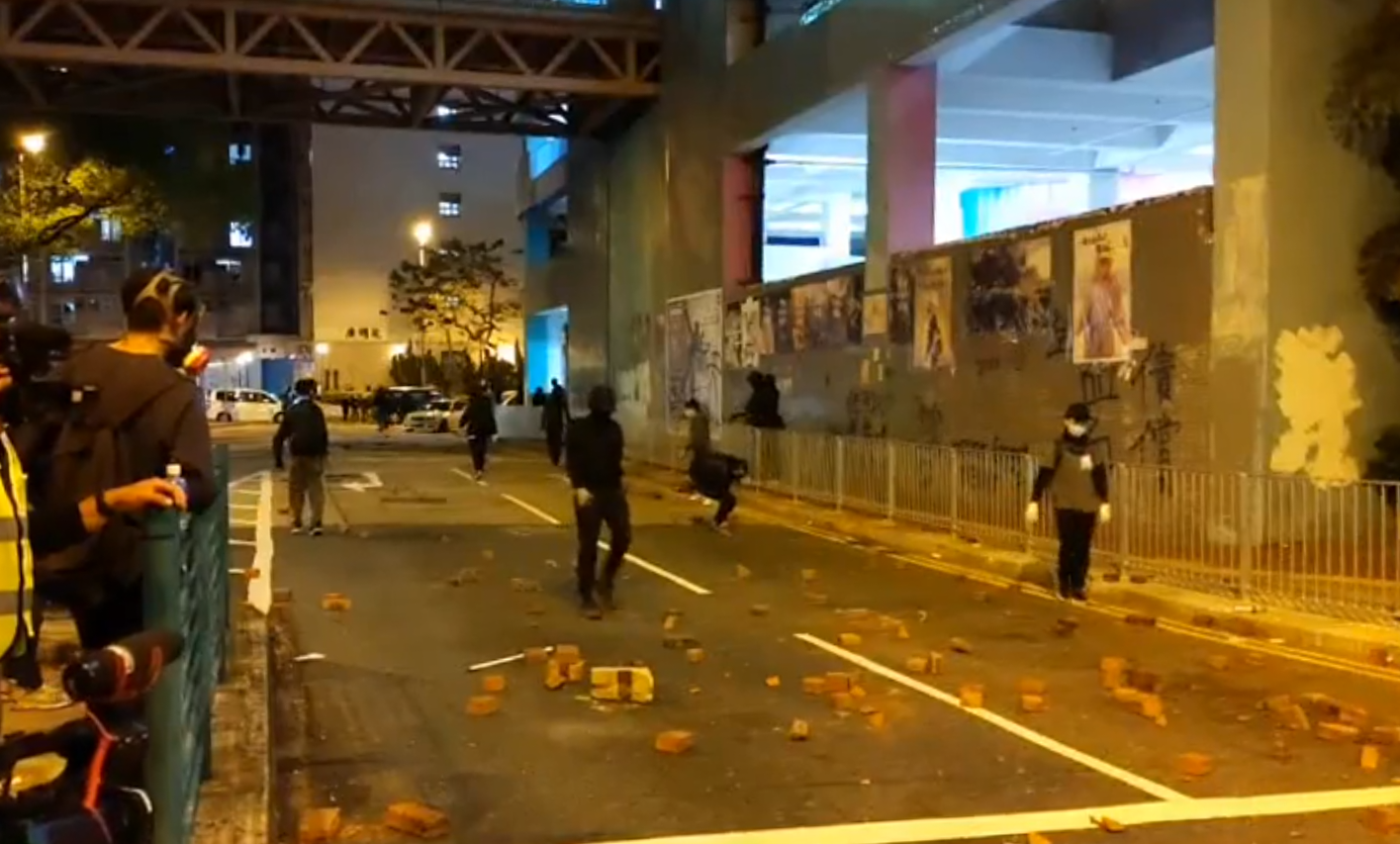
示威者在尚德邨出入口利用磚頭作路障

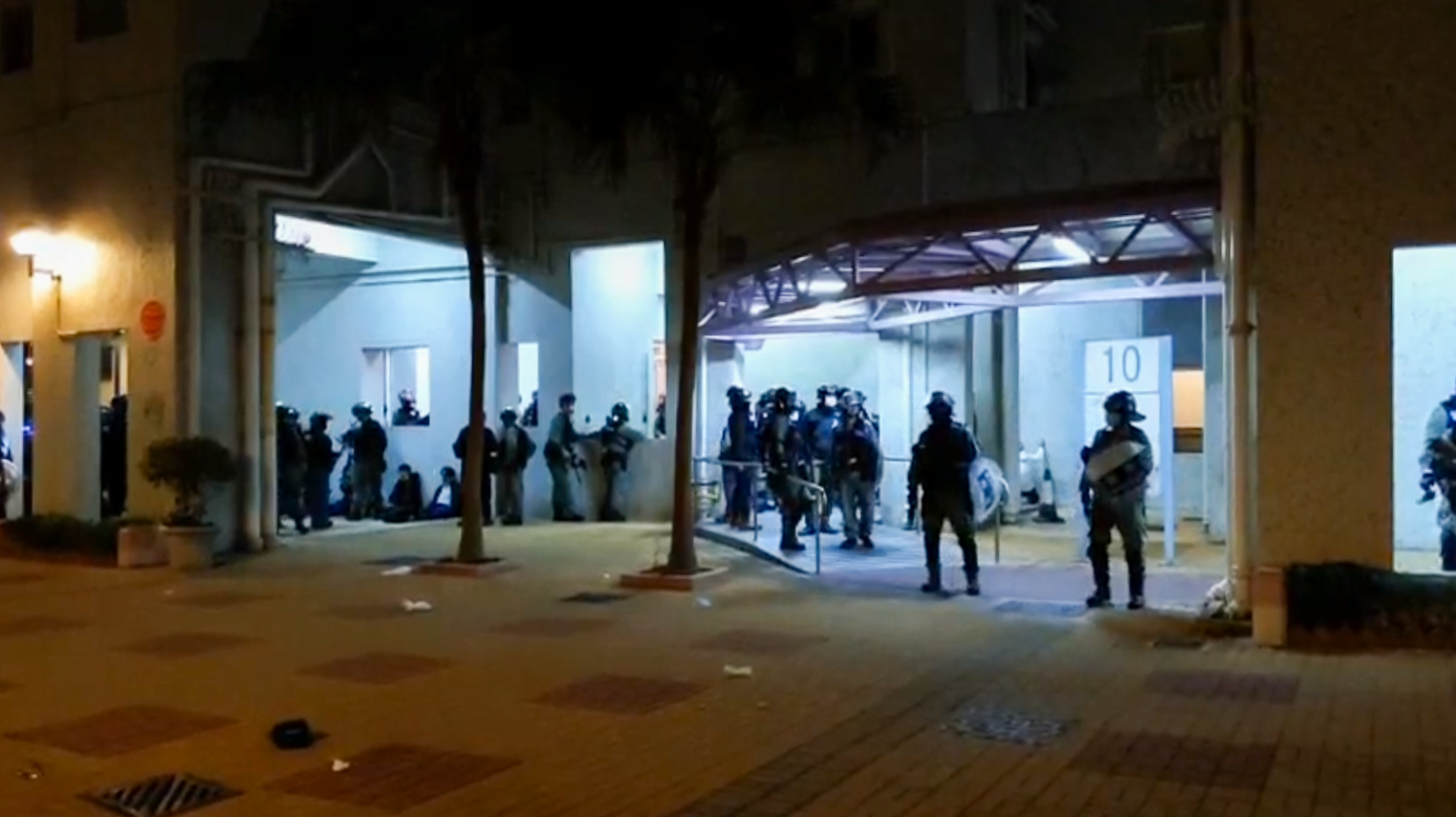
凌晨時分，大批市民在富康花園屋苑範圍被捕

周梓樂逝世3個月，逾百市民到尚德邨停車場悼念。同時，因在將軍澳寶寧路的普通科門診診所，成為治理COVID-19疫情輕症的指定診所，引起多區居民反對。晚上9時許，開始有人於尚德廣場外以單車和其他雜物堵路後，警員多次衝入尚德邨和富康花園濫捕市民。當日有119人被捕，年齡介乎13歲至48歲，包括3名記者及5名區議員。

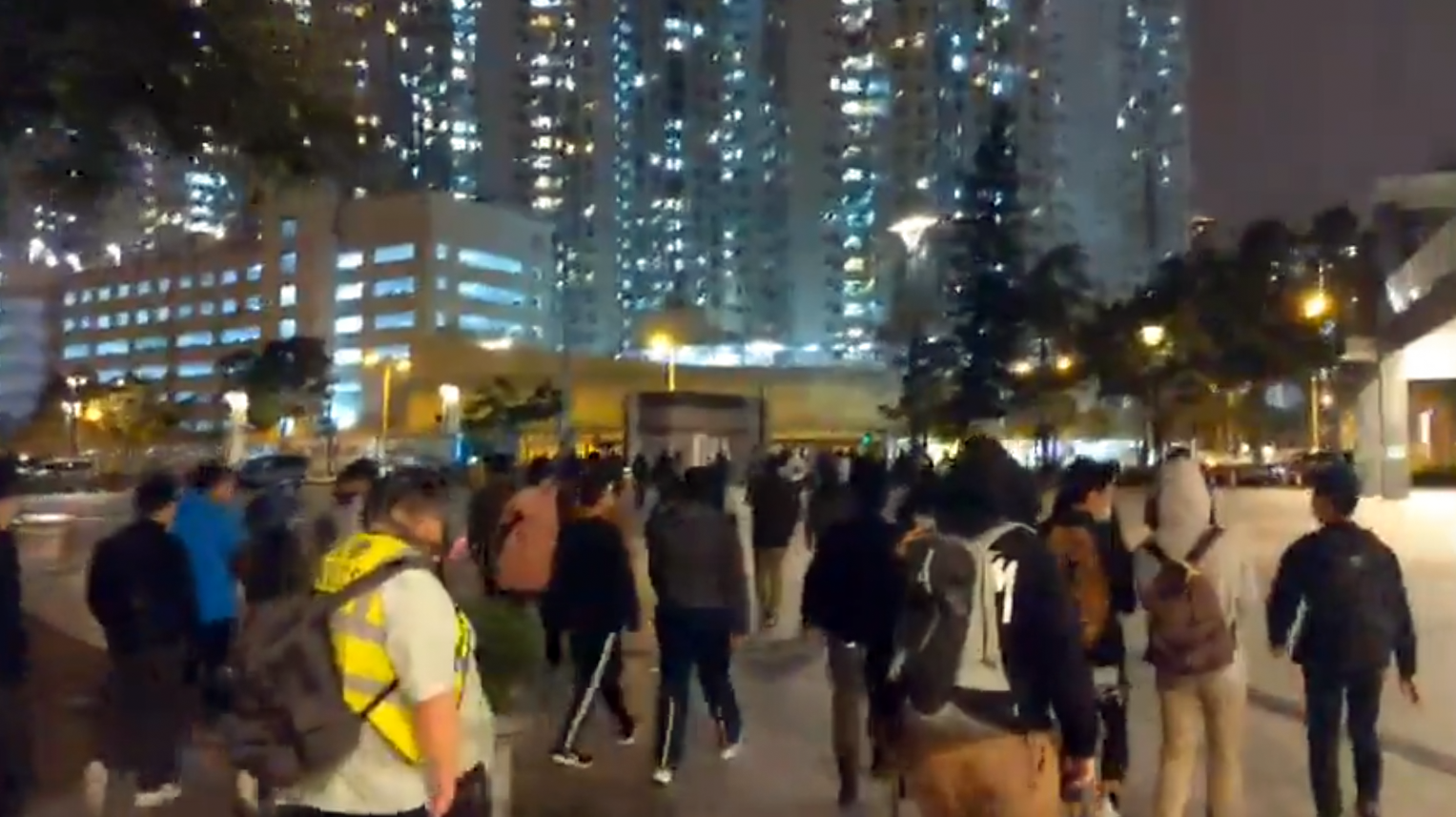
參與遊行人士路過將軍澳運動場
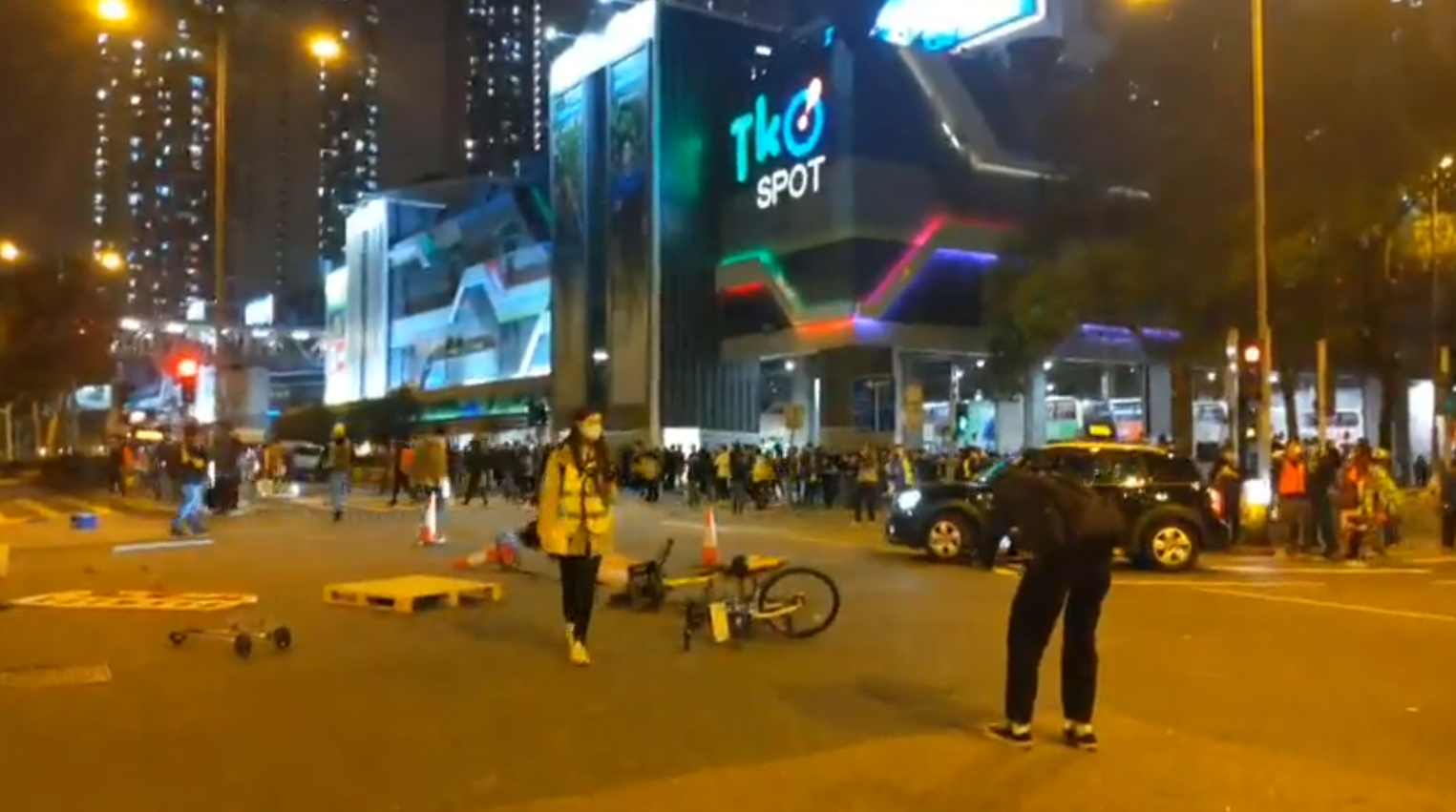
有人在尚德十字路口擺設路障
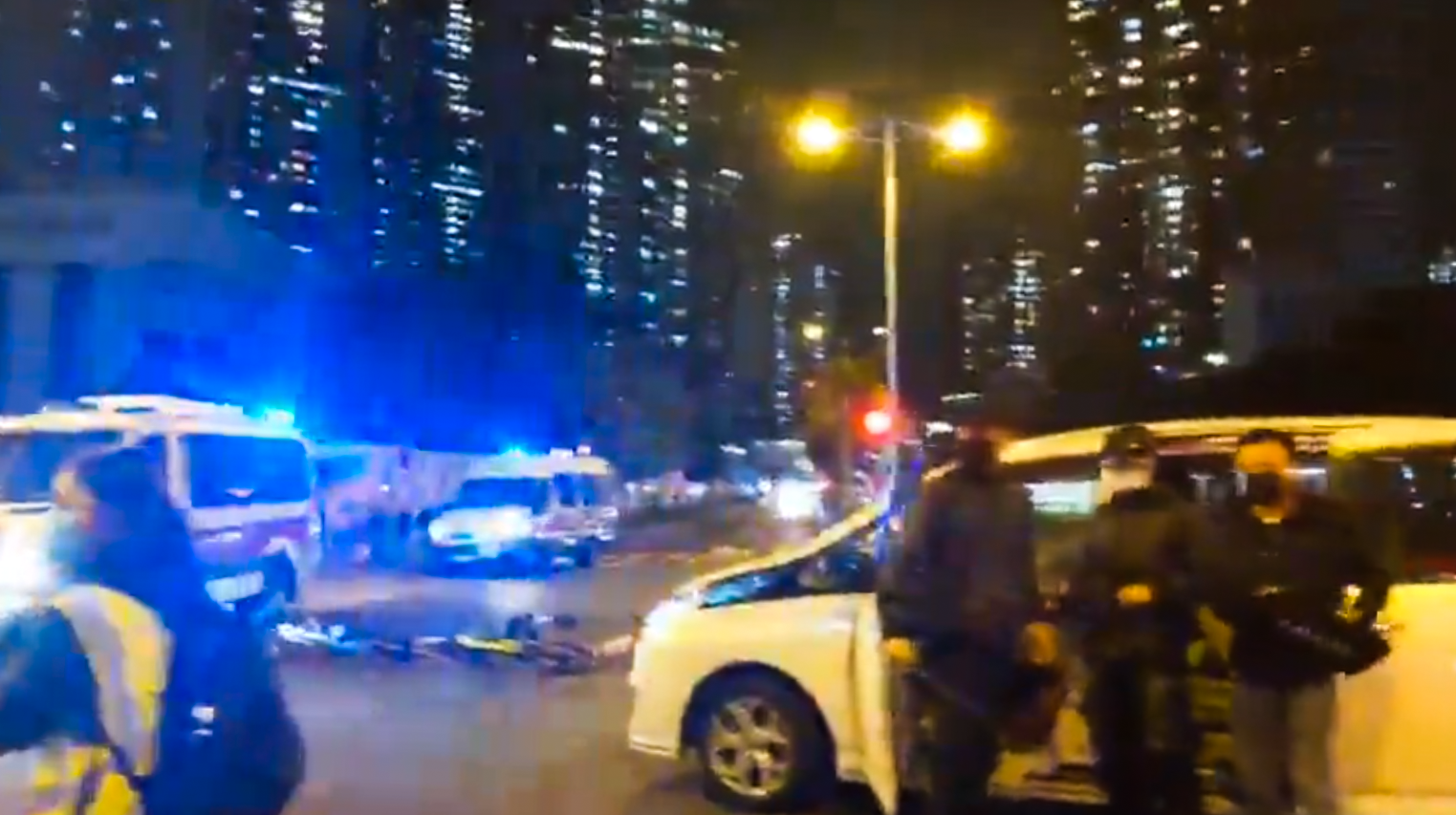
便衣警員和防暴警察到尚德十字路口
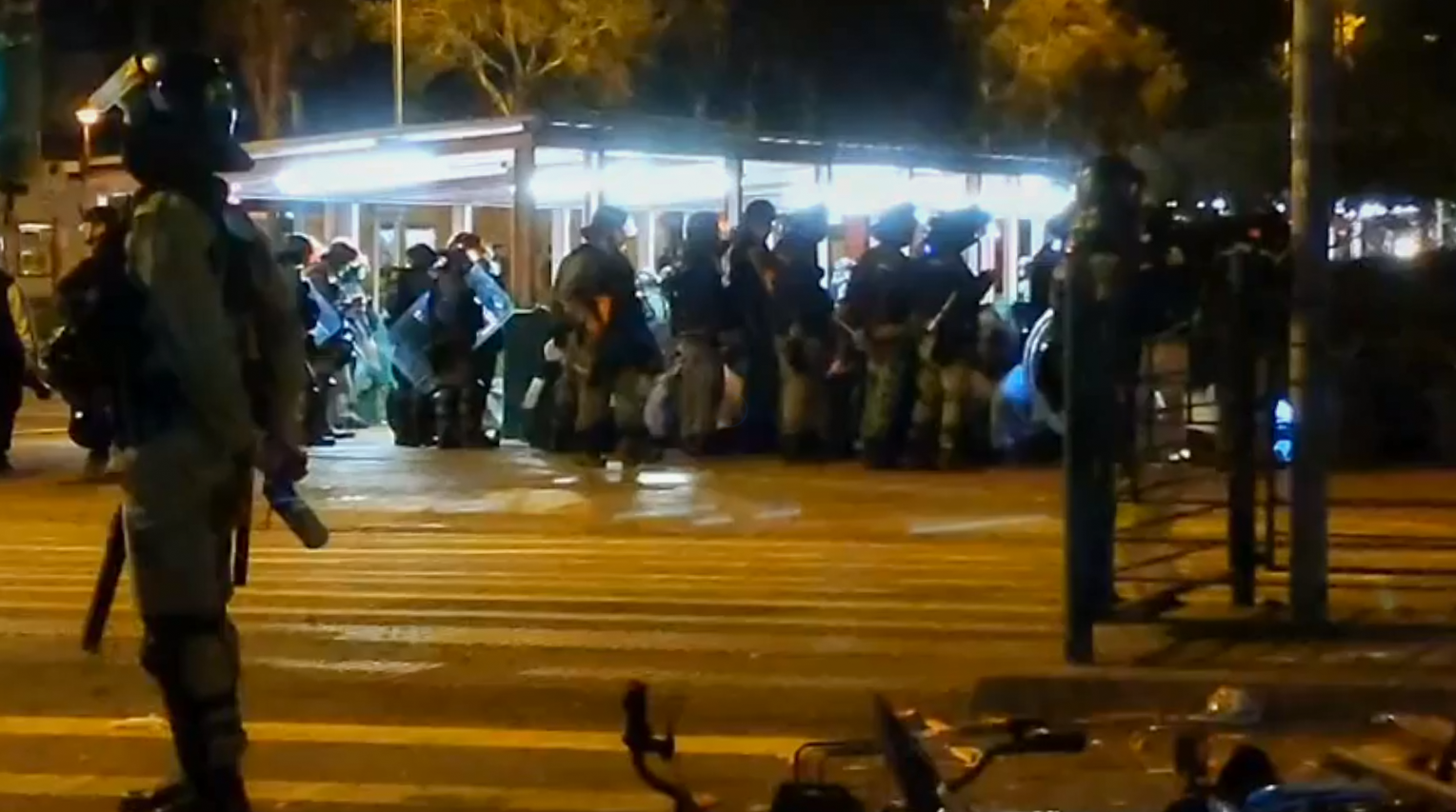
警方包抄行人路，20多名市民被拘捕
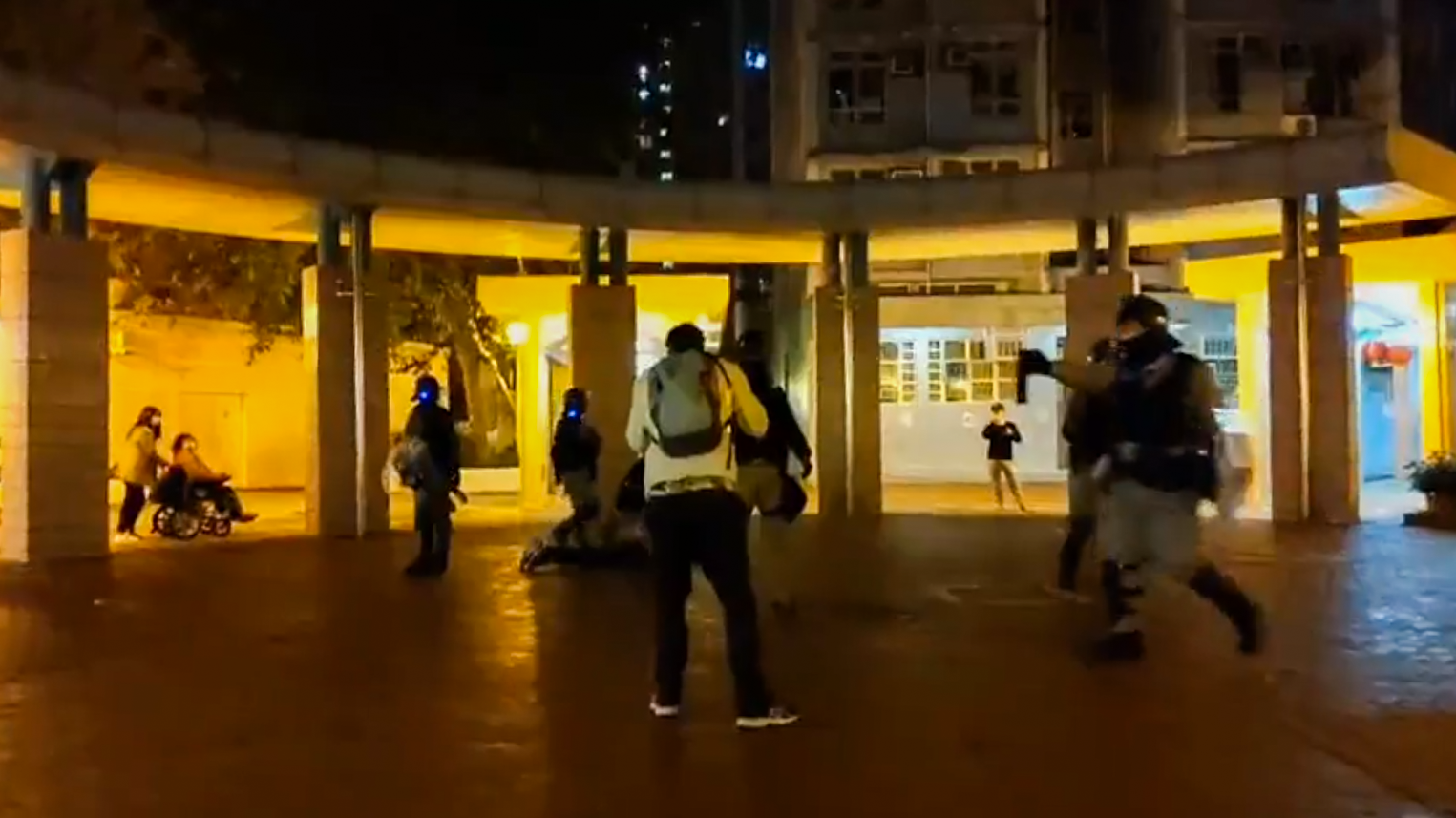
凌晨時分，多名防暴警員跑入廣明苑制服一人，並舉起胡椒噴霧驅趕攝影記者
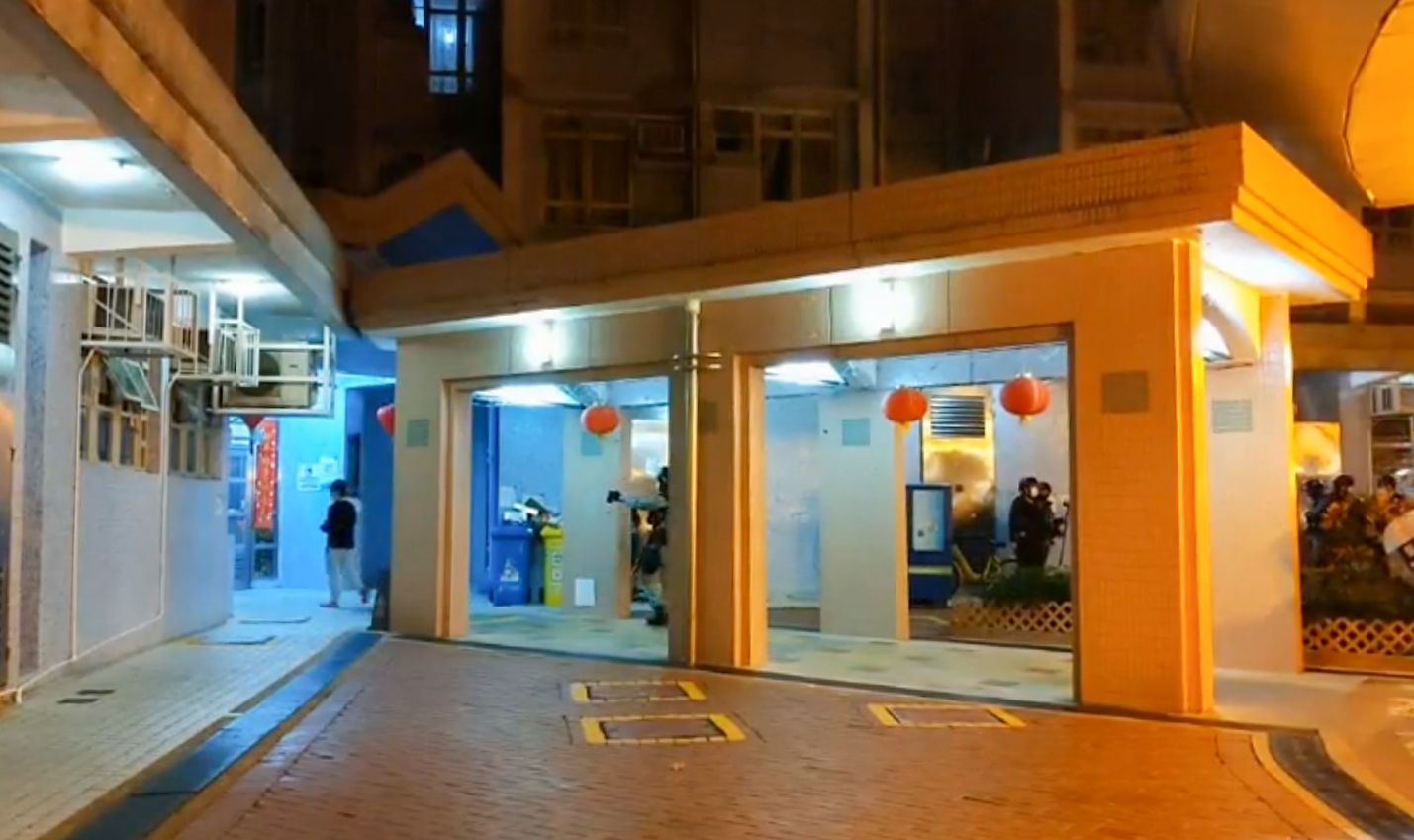
防暴警員舉起胡椒噴霧驅趕屋苑住客

#### 便衣警員在大埔超級城拘捕多人
晚上8時，有人發起在大埔超級城商場舉行參與悼念科大男生周梓樂的活動。多名便衣警員在商場內制服市民，而不少街坊舉起手機直播時被警員遮擋及截查搜身。其後大埔區議員周炫瑋在facebook專頁表示，同區區議員文念志和連桷璋也被警方拘捕及截查。事後文念志及蘇揚浚被控非法集結罪成，判監3個月及就無牌管有無線通訊器罰款1500元。

### 12日

#### 民主派遊行至中聯辦悼念李文亮
公民黨、社民連及支聯會發起聯署和遊行，由西區警署遊行至香港中聯辦，期間高叫「我要言論自由」、「我要新聞自由」、「反對打壓」和「還我真相」等口號，並手持李文亮黑白照和百合花花束，團體抵達中聯辦後默哀一分鐘和獻花，又以吹哨回應口號，悼念今次疫情「吹哨人」李文亮的「頭七」。幾個政黨同時發起聯署，聲明支持國內民眾在艱難的時刻，為自己的自由，人權而發聲、表態，希望「言論自由從今天開始」，也譴責行政長官林鄭月娥應對疫情「不作為」，與市民、醫護為敵。

### 13日

#### 夏寶龍兼任港澳辦主任
根據中國政府網顯示，張曉明被免去國務院港澳事務辦公室主任職務，改任國務院港澳辦分管日常工作的副主任，港澳辦主任由全國政協副主席夏寶龍兼任，駱惠宁、傅自應兼任國務院港澳事務辦公室副主任。

### 14日

#### 「和你過情人節」撐在囚手足集會

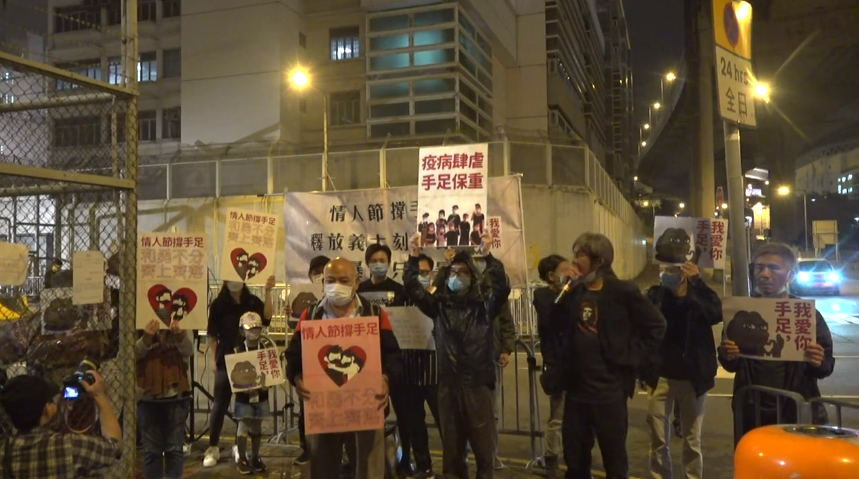
社民連趁情人節在收押所外發起「手足，和你過情人節」，聲援被還押的抗爭者

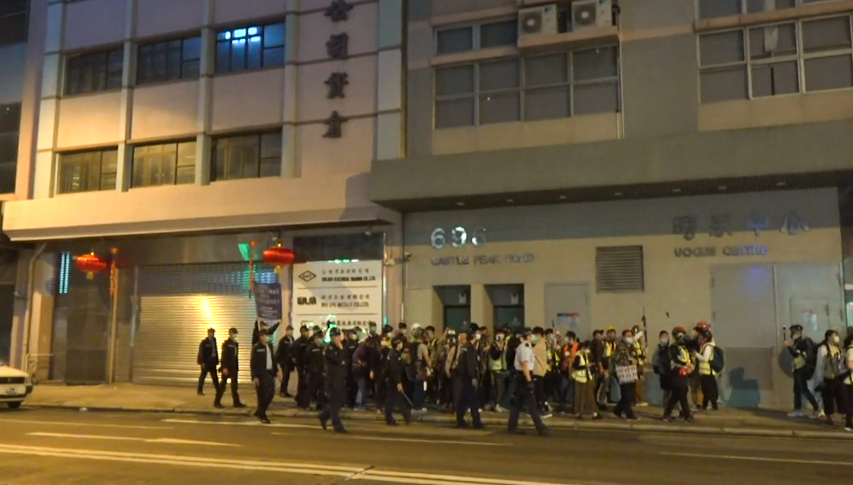
軍裝警員驅趕參加者和記者

適逢2月14情人節，社民連發起到荔枝角收押所外，聲援被捕的反修例示威者。晚上8時，逾500人響應社民連號召，到荔枝角收押所外參與「手足，和你過情人節」活動。不少人將心聲寫上標語或明信片，亦有人高舉光復香港及香港獨立等旗幟，並高叫「手足我愛你」、「釋放義士，還我公義」、「香港獨立，唯一出路」等口號。活動在9時半結束，有軍裝警員呼籲現場人士離開，近10時防暴警到場舉藍旗作出警告，並驅趕參加者和記者。其後有人於馬路上以花盆、垃圾桶等雜物擺設路障，迅即有防暴警及速龍小隊警員趕到清理，並喝斥現場人士，其後群眾陸續散去。

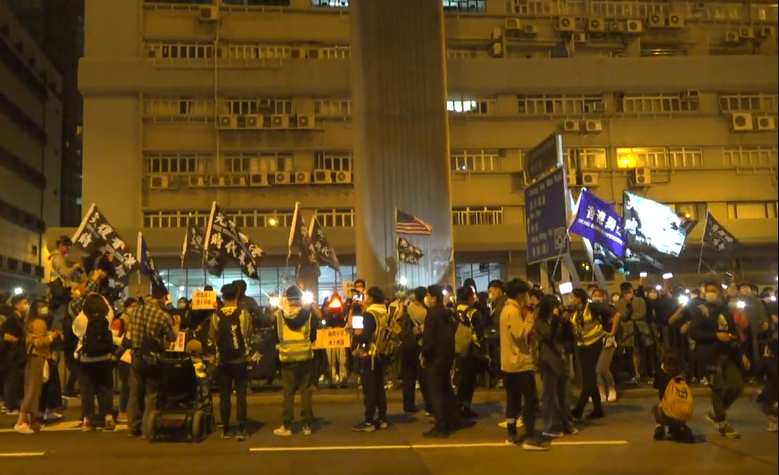
有人高舉光復香港及香港獨立等旗幟
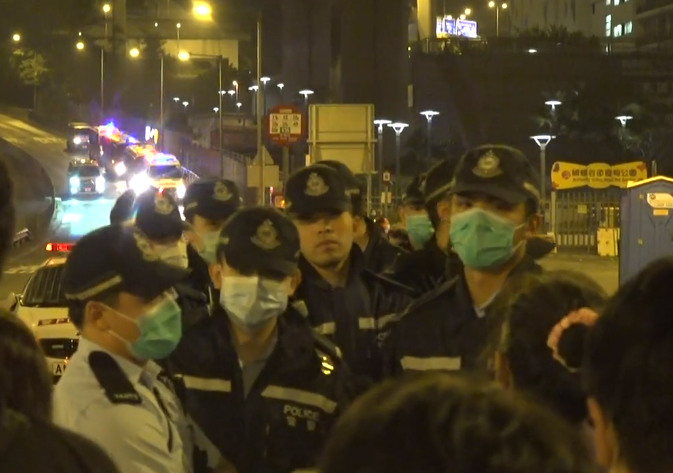
活動在9時半結束，有軍裝警員呼籲現場人士離開
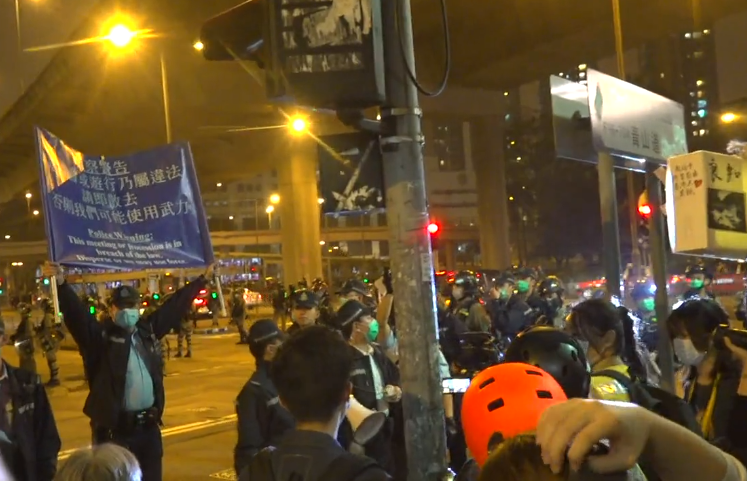
有軍裝警員舉藍旗作出警告
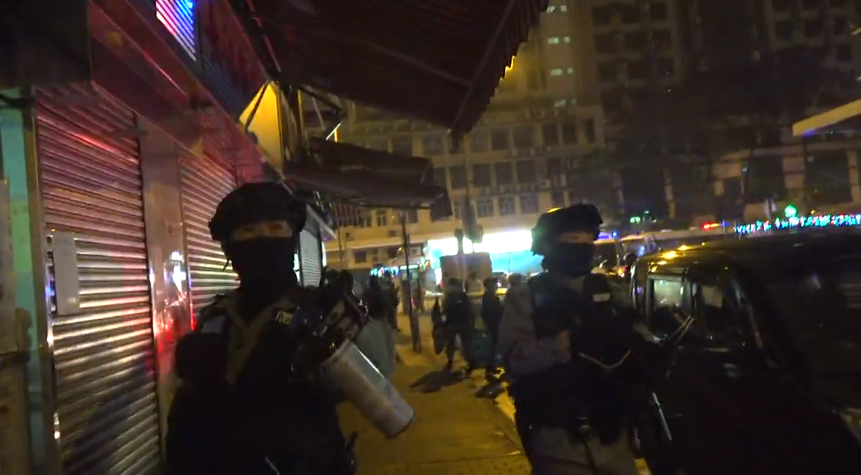
防暴警察對記者舉胡椒噴霧

### 19日

#### 中環和你Lunch

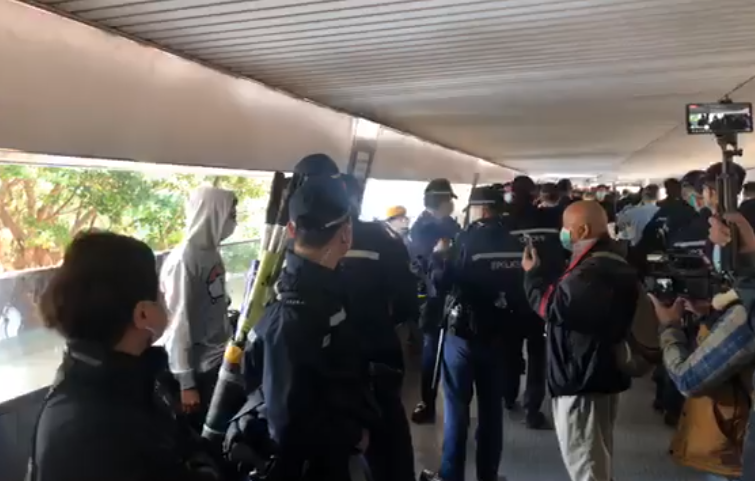
軍裝警員在行人天橋上前截查市民

有網民召集「和你Lunch」集會，於下午1時許，逾10名市民在中環國際金融中心商場內集合，手持文宣及大叫政治訴求口號，然後開始唱歌，其後參加者增至約50人。至1時40分，人群步出商場沿行人天橋遊行，至康樂廣場對開，有軍裝警員上前截查其中3人，檢查他們隨身袋及登記資料後，然後將他們放行，期間有警員手持攝錄機拍攝遊行情況。人群稍後繼續前行，至交易廣場對開行人天橋位置停下，大叫口號。至下午2時，活動結束，人群和平散去。

#### 公民廣場流水式集會

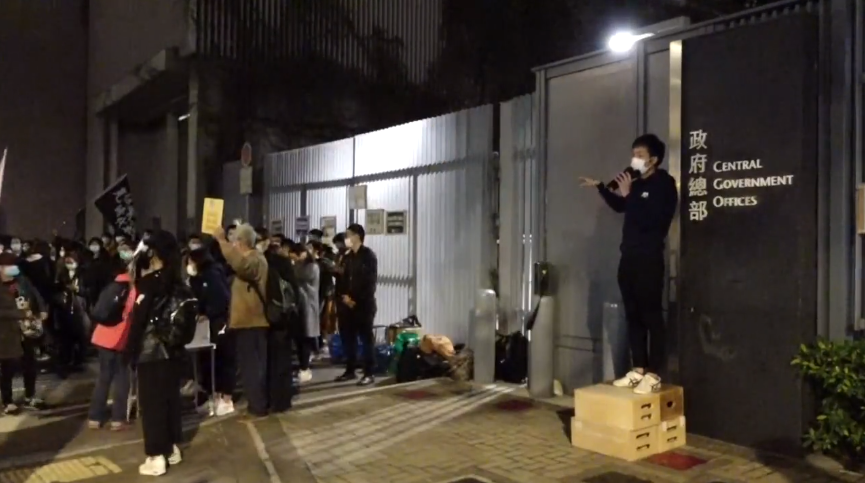
傍晚，新公務員工會在金鐘政府總部公民廣場發起「流水式集會」

傍晚，新公務員工會在金鐘政府總部公民廣場發起「流水式集會」。現場所見，有近1000名市民參加集會，他們手持感謝醫護人員的文宣及高叫「香港人自救」口號。期間，有市民走到政府總部的閘口貼上「公務員抗疫，政府放疫」的字句，表達對政府對抗疫不力的不滿。至晚上7時許，大會宣布集會結束，市民陸續散去，未見有衝突發生。

### 21日

#### 元朗襲擊事件七個月

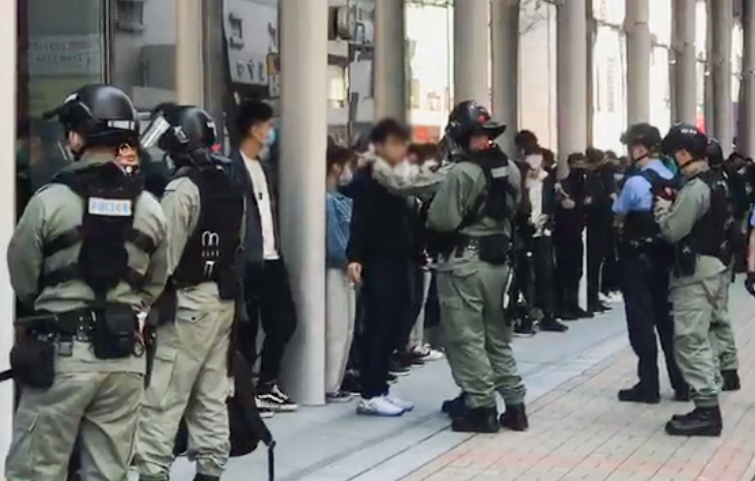
在觀塘，數十名市民參與和你Lunch被截查

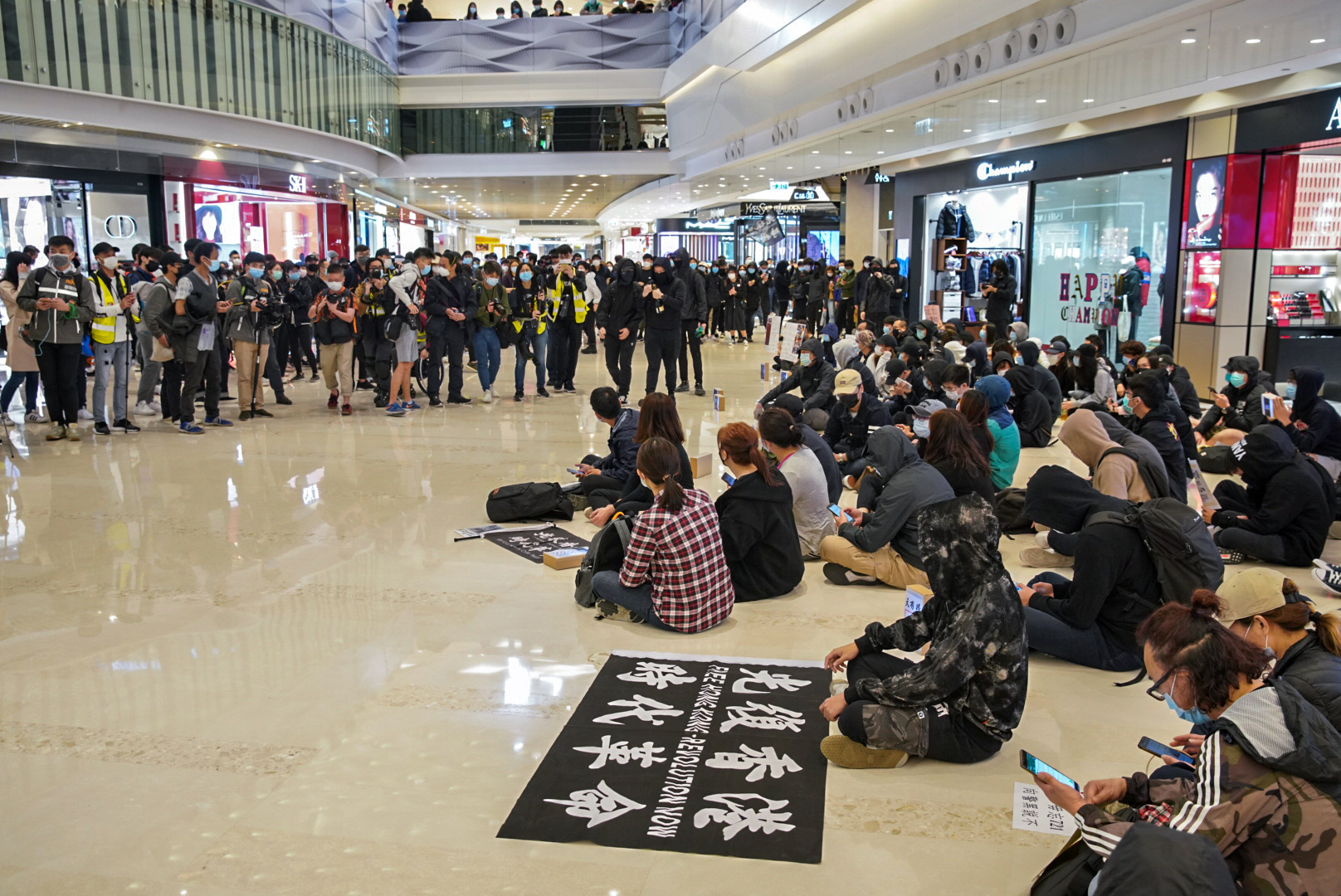
YOHO MALL 形點商場中庭位置有近百名市民聚集

中午，有網民發起多區和你lunch，呼籲市民抗疫的同時毋忘7.21元朗襲擊事件。因應有警員確診COVID-19疫情，各區有市民帶備香檳或啤酒，更有市民高叫「最緊要人有事」等口號。不過警方也加強戒備，在多區截查聚集人士，有5人被捕。另外，在銅鑼灣時代廣場外，20多名愛國人士手持五星紅旗及多支小旗幟，又播放國歌，惹來在場市民不滿，雙方爆發衝突大打出手，有人跌倒。警方以涉嫌在公眾地方打架拘捕一男兩女，並追緝涉案的另一名中年男子，有傷者需送院治理。事後「香江情．中國心」發起人宋晞綸一度被法庭裁定非法打鬥罪成，被判罰款3,000元。其後被告向高等法院提出定罪及判刑上訴。到2022年5月30日，法官杜麗冰頒下判詞，指呈堂片段顯示宋晞綸曾經用手推人，不過沒有引發打鬥。法官批評原審裁判官忽略宋晞綸其實是「遇襲者」，裁定她上訴得直，即時撤銷定罪及判刑。
晚上，市民響應網上號召，在元朗及銅鑼灣站和馬鞍山站集會。港鐵於下午5時提早關閉西鐵元朗站。晚上7時許，YOHO MALL 形點商場中庭位置有近百名市民聚集，不過到晚上8時許，超過100名防暴警察突然到場，在商場多個出入口戒備。大批市民得悉消息後陸續離開，場面一度混亂。元朗區議員伍健偉與防暴警察溝通後，表示警方將有機會進入商場。到晚上10時有多名市民從地下巴士站出口離開時被防暴警員截查。

### 28日

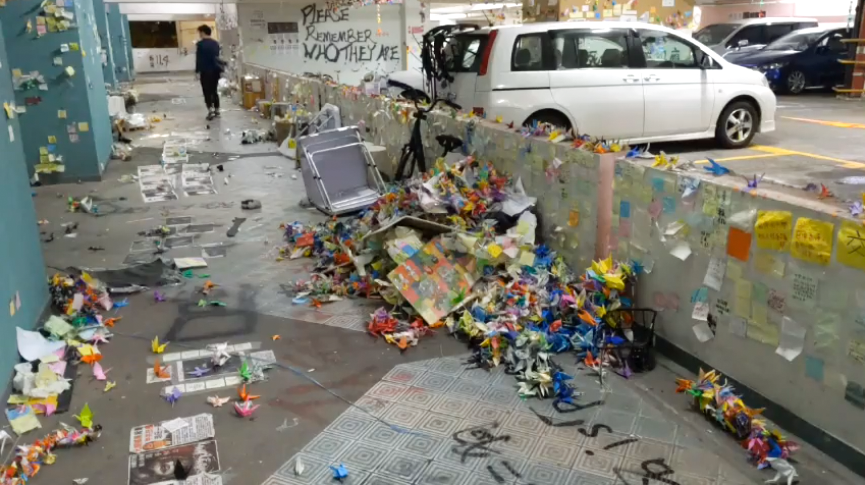
周梓樂和陳彥霖的祭壇被防暴警察清拆後，物件散滿一地

#### 黎智英涉恐嚇記者及非法集結被捕
警方大批重案組探員在早上7時半到何文田嘉道理道壹傳媒集團創辦人黎智英寓所拘捕黎智英並帶往九龍城警署，民主黨前主席楊森及支聯會主席李卓人分別被帶往西區警署及長沙灣警署。三人各被控在2019年8月31日於港島參與「未經批准集結」，黎智英另被一項在2017年6月4日的刑事恐嚇《東方日報》記者，案件於5月5日在東區裁判法院提堂。

#### 警方終止調查撐警人士襲擊林卓廷案
立法會議員林卓廷於2019年6月30日撐警集會期間於金鐘海富天橋遇襲，其後他報案並向警方提供拍攝到施襲者面容的片段。2月28日，他接獲警方通知因未能認出施襲者，案件已終止調查。林卓廷批評警方選擇性執法。

#### 警方被指毁壞祭壇
晚上11時，大批防暴警察到尚德邨停車場2樓清拆周梓樂和陳彥霖的祭壇，用作悼念的紙張及便利貼被撕毁，散滿一地。同時將一些磚頭、氣油罐和玻璃樽等物品放進多架超市手推車內。防暴警員一度稱「我一定會尊重死者先。」防暴警到凌晨約12時離去。到2月29日早上，市民在該處重設祭壇，對警方的行為感到憤怒。

#### 法庭提堂
1名女律師於2019年9月3日在旺角太子道西和園藝街交界地下故意阻撓及襲擊警員鄭則安。被控阻差辦公和襲警2項罪名。2020年2月28日於屯門裁判法院提堂，她獲准保釋至4月24日再訊。

### 29日

#### 太子站襲擊事件六個月悼念活動 防暴警察以胡椒球槍和催淚彈驅散

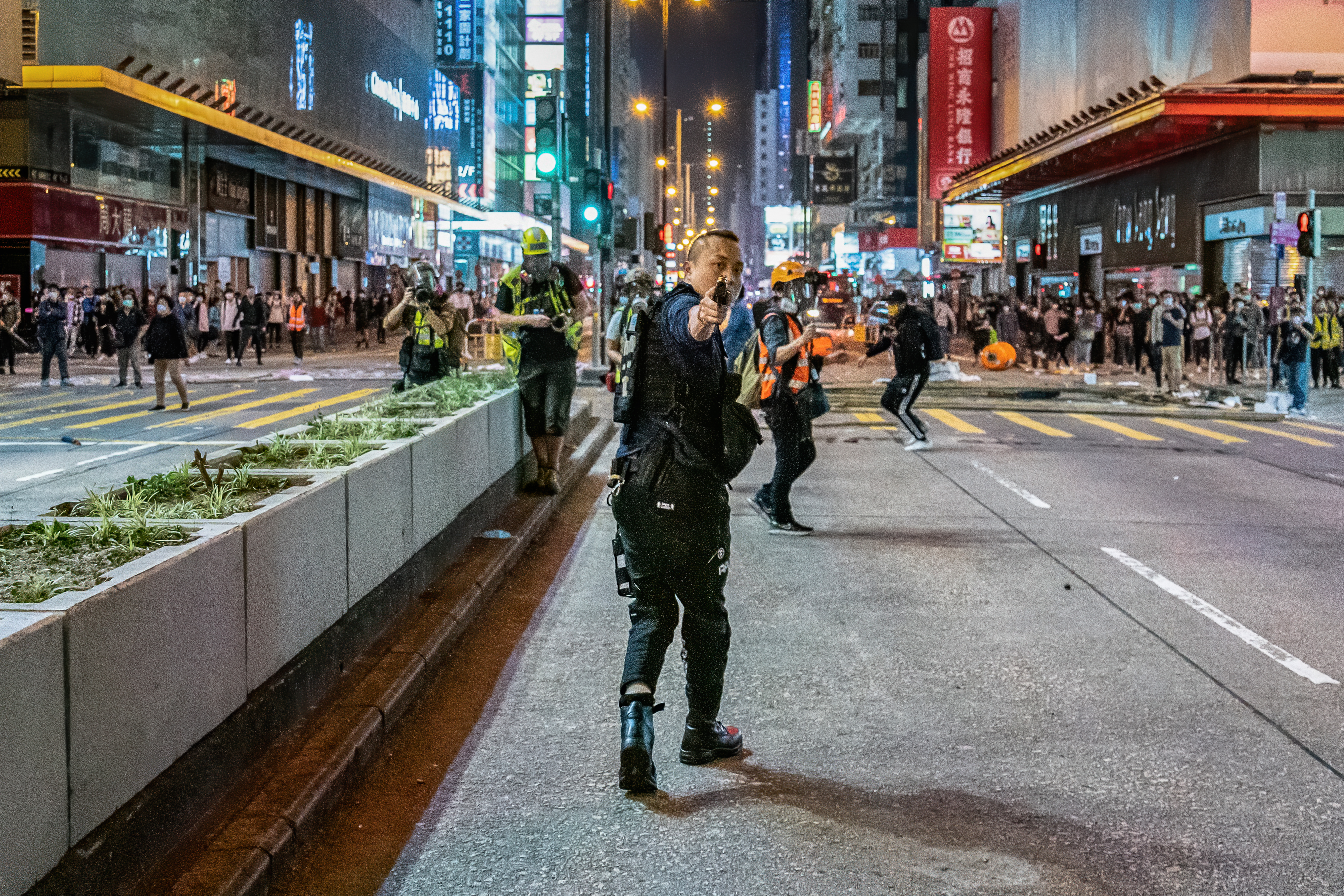
晚上近11時，一名便裝警員在彌敦道拔出其 Glock 配槍指向記者

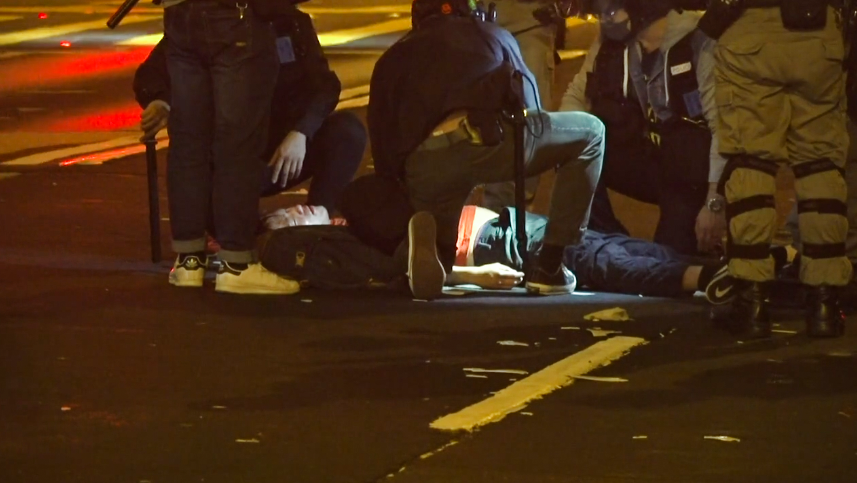
凌晨1時許，一名男子被防暴警察追截至亞皆老街及彌敦道交界時被警察撲倒，被多名警察以警棍襲擊，頭中多棍失去意識

太子站襲擊事件發生半週年，下午起已有市民在車站出口外擺放鮮花，不時有軍裝警員到場清走花朵。其後再有市民獻花。到晚上8時15分，有人在聯合廣場對開一段彌敦道堵路和燃點雜物後，防暴警員在太子道西及彌敦道交界隨即發射最少兩枚催淚彈。防暴警員也向站在街上的市民和記者施放胡椒噴劑，多人感到不適。其後有人在旺角站出口和街道縱火，消防員趕至救熄。到晚上近11時，一名便裝警員在彌敦道隨即拔出其 Glock 配槍，指向記者及圍觀的市民。其後警方驅散示威者和圍觀的市民，並不讓任何人離開，再次無差別向現場的人士發射胡椒球槍進行驅散，多人感到不適，有記者中彈。警方在3月1日公佈共拘捕115人，被捕人士當中年紀最細的只有15歲。另外包括拘捕了一名休班輔警、葵青區區議員郭子健及兩助理。攝影記者協會強烈譴責警方襲擊記者。

#### 民間集會團隊網上集會
民間集會團隊發起網上集會，以「疫症當前，警暴蔓延」為題，場地在荔枝角的工廈單位內舉行。嘉賓包括多名區議員、中大學生吳傲雪和教大學生會會長梁耀霆等。開始時，民集發言人劉頴匡帶領嘉賓為反修例示威的犧牲者默哀一分鐘，直播高峰時有約5000人收看。

## 3月

### 2日

#### 「美國領事館請願」集會
數十名市民下午3時30分中環遮打花園集合，手持五星旗和橫額到美國領事館抗議，批評在黎智英被捕及落案起訴後，美國反華分子干涉香港事務。

#### 警務處處長鄧炳強稱對警員不當行為作出訓斥

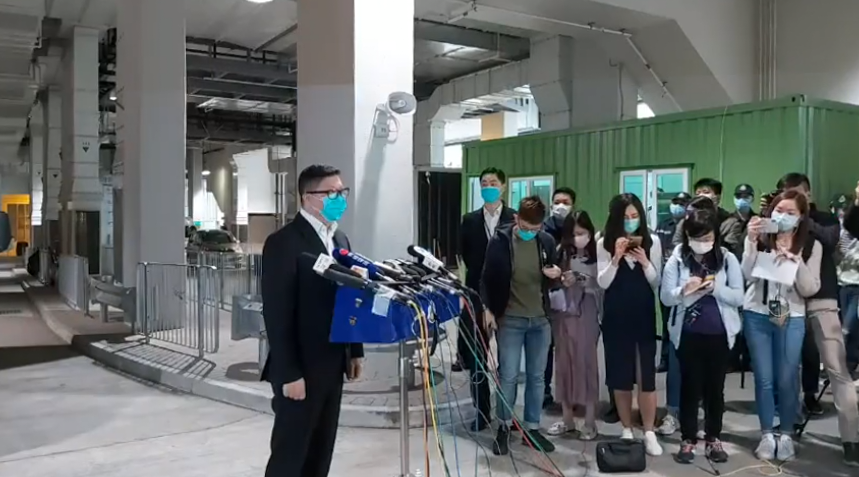
警務處處長鄧炳強在火炭駿洋邨作視察後見記者

警務處處長鄧炳強在火炭駿洋邨作視察後見記者時稱，投訴警察課接獲1,639宗投訴個案與反修例相關，125宗的投訴個案已完成調查並交予監警會，另有21宗警察行為不當的案件已作出訓斥，包括11月11日有電單車衝人群及兩次鏡頭前展示身份證，其中4宗進行紀律覆檢。但不包括對721元朗襲擊事件的投訴。民主黨立法會議員涂謹申認為警方以訓斥處理毫無阻嚇性，也沒回應市民對警員使用過量武力的指控。

#### 15歲少年高空向警掟腐蝕液 被判監禁4年半
3月2日，一名15歲少年在牛頭角上邨常盛樓一單位高處向高級警員淋潑腐蝕性液體，導致警員手臂和大腿被濺中受傷。其後警員搜屋時發現他藏有3把鎚、生果刀、兩罐打火機燃料及一副手銬。之後被控「管有物品意圖摧毀財產」及「管有攻擊性武器」等4項罪名，但他否認其中兩項控罪，包括「意圖造成身體嚴重傷害而淋潑腐蝕性液體」及「串謀縱火」。經審訊後，到2022年3月11日他被裁定4項罪名全部成立，被判監禁4年半。

### 8日

#### 炸彈案多人被捕
3月7日深夜到凌晨，多區都出現拘捕行動。其中在大埔廣福邨廣禮樓的拘捕，便衣警員沒有經保安登記，稱「我係CID」後，便上21樓單位。大埔區議員姚鈞豪接獲消息後也到場了解。期間涉事單位窗簾全關，並無任何燈光。到凌晨2時許，消防員到場指單位有人被困，未有人受傷，其後才有人出示警察委任證，引起大量居民圍觀和起哄不滿。約半小時後，一批防暴警員到21樓將區議員、記者和居民趕離該層，最後拘捕4名年青男女，押上警車離開，其中3名是圍觀的居民。而被搜屋的男子涉嫌製造炸彈，但未有發現任何易燃物品。到3月11日，連桷樟、姚鈞豪其後被警方以涉嫌「串謀阻礙警務人員執行職務」為由拘捕。而連桷樟、姚鈞豪以及另一名大埔區議員文念志，以及三人的助理在3月8日曾被捕。
另外，在3月7日晚上11時，有乘客拍攝到一名男子在港鐵青衣站月台被多名便衣警員制服後被捕。而凌晨2時許，油塘油麗邨亦發生懷疑便衣警員拘捕市民事件，有人拍攝到一名女子被捕後，高呼救命，而男子表示「影乜嘢，差人做嘢呀。」

#### 周梓樂逝世4個月悼念活動

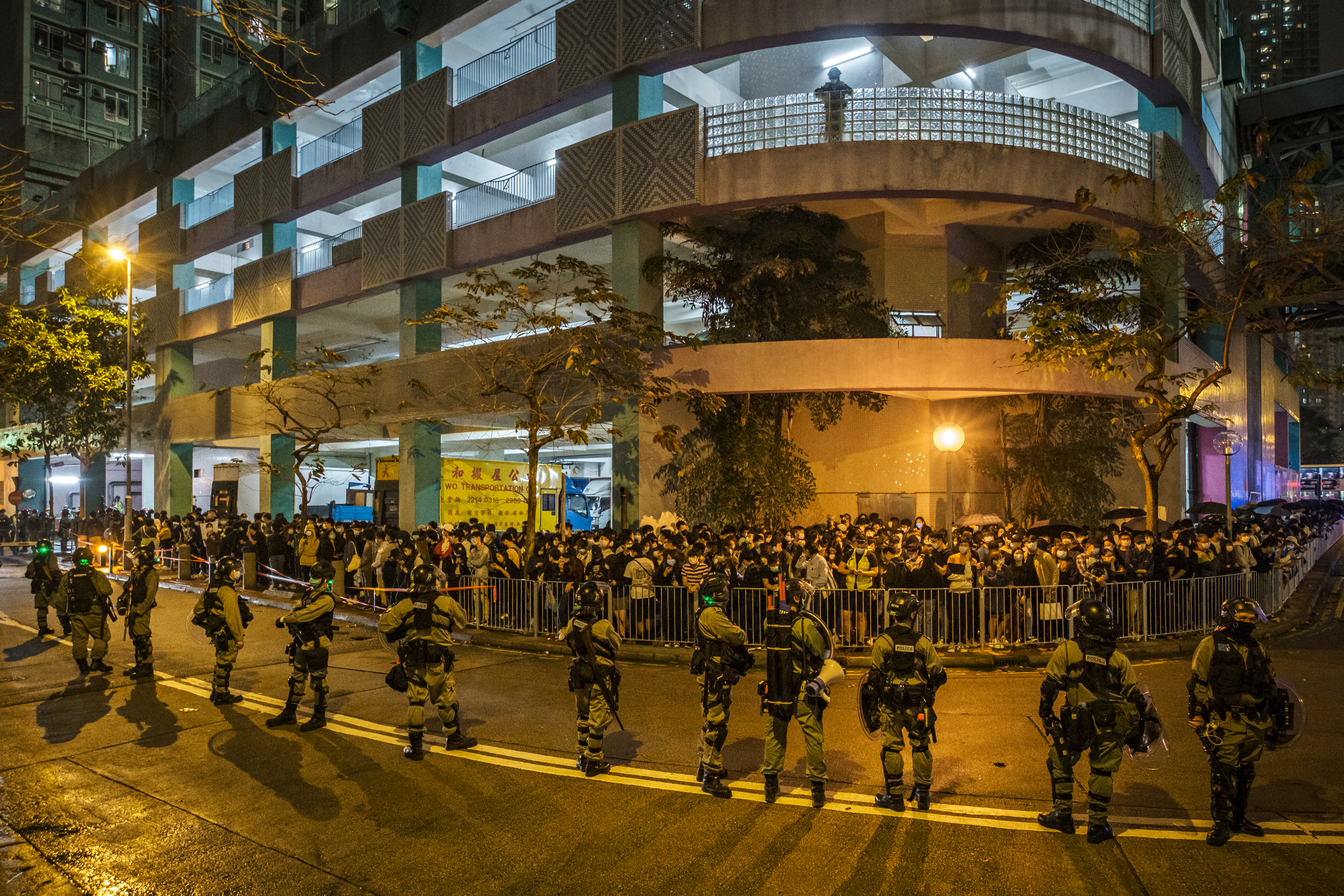
市民在晚上8時15分默哀一分鐘後，尚德停車場外有近300名市民和記者遭警方排隊逐一搜查

在活動開始之前，大批防暴警員已經在尚德停車場，將軍澳站和調景嶺站周邊巡邏及截查市民，有人被捕。晚上約7時半，有過百名市民到尚德十字路口的祭壇悼念。晚上8時15分，大批市民在默哀一分鐘後，警方突然封鎖停車場外的祭壇一帶，指現場人士參與未經批准集結，並驅趕市民及記者，後更舉起藍旗，其後更一度有近300名市民和記者遭警方排隊逐一搜查，包括歌手阮民安及離島區區議員王進洋等。立法會議員許智峰曾經到場，但也被警員指責他煽動在場人士，期間有數人被制服帶走。到深夜11時51分，警方突然衝入廣明苑及尚德邨範圍進行圍捕，期間一名有線記者採訪時，被一名防暴警員從後用盾牌推跌，需接受急救治理。多名在場逗留的街坊被要求坐在地上，其中一名男子雙手遭反綁。當日共拘捕46男17女，年齡介乎14歲至37歲，涉嫌非法集結、藏有仿製槍械、藏有攻擊性武器。
另外，在大埔超級城晚上亦有悼念活動。多名便衣警員在商場內制服市民，而不少街坊舉起手機直播時被警員遮擋及截查搜身。其後大埔區議員周炫瑋在facebook專頁表示，同區區議員文念志和連桷璋也被警方拘捕及截查。事後文念志及蘇揚浚被控非法集結罪成，判監3個月及就無牌管有無線通訊器罰款1500元。

#### 法庭提堂
於3月8日大埔反對新冠肺炎指定診所遊行中被捕的3名大埔區議員姚鈞豪、文念志、連桷璋，以及兩名分別是22歲姓蘇和29歲姓文議員助理，警方起訴他們非法集結，襲警及無牌管有無線通訊器具罪。2020年9月17日於粉嶺裁判法院提堂。
在同日晚上，大埔區區議員姚鈞豪及前區議員文念志、連桷璋等5人因在大埔超級城參與悼念科大男生周梓樂的活動中被捕，其後分別被控參與非法集結、無牌管有無線通訊器具及襲警。到2021年7月，裁判官蘇文隆裁定全部罪成，文念志及蘇揚浚被判監禁3個月，他們亦要就無牌管有無線通訊器具罰款1500港元。而同案的37歲攝影師上訴至高等法院得直，無罪釋放。律政司到2022年7月11日在終審法院申請上訴許可，認為攝影師在場的身分時構成法律錯誤，案件排期至11月29日審訊，攝影師獲准保釋外出，並不得離港。到審訊當日，律政司一方認為攝影師有犯罪意圖，甚至認為牽涉起底。刑事檢控專員更指要視乎案發情况，認為被告採訪亦可同時參與非法集結。答辯方指出被告僅是拍攝記錄香港發生的事，特別是關注警員不當執法。案件押後裁決，其間該名攝影師准續保釋外出。到同年12月16日，終院一致裁定律政司上訴得直，回復原審裁判官對蔡的定罪和判刑，蔡需即時還押。判詞指，當蔡加入其他被告的群組，一起近距離追隨便衣警便構成非法集結，而蔡在非法集結中攝錄便衣警，顯然並非屬於純粹身處現場、或是由一名不知情的旁觀者作出即興攝錄。至於被告的參與意圖，判詞指毫無疑問，蔡知道其他參與者的行為，並在與其他被告一同參與集結期間，意圖作出被禁止的行為，即對便衣警進行攝錄。

### 10日

#### 謝振中出席葵青區議會

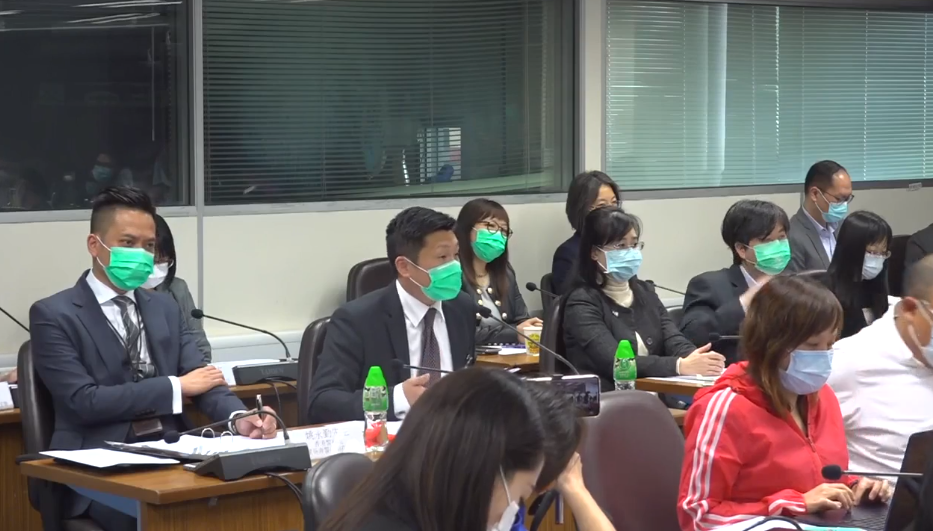
葵青警區指揮官謝振中出席葵青區議會會議

葵青警區指揮官謝振中出席葵青區議會，代表警隊在會上匯報葵青區去年的治安情況，並回應議員的提問。多名葵青區議員關注區內發生的警民衝突，質疑警方執法使用暴力不合理。他表示，不同意警暴的指控，強調警方執法時必定是有暴力事件發生。有區議員不滿防暴警員日前在將軍澳要求路過的市民向警員道歉，才准放行，要求謝振中道歉。謝振中回應說，警方光明正大執法，不用道歉。

### 11日

#### 爆炸品案提堂 部分被捕後留院和投訴遭警方恐嚇
警方早前破獲爆炸品案，落案起訴其中6人。6名被告年齡介乎24至35歲，其中兩人要留醫缺席提堂，辯方在庭外稱其中一人被捕時遭警方使用過分武力，引致骨折受傷。另外四人由警車押送到沙田裁判法院，多輛警車及防暴警察戒備。警方日前破獲大批爆炸品，拘捕17人，相信跟1月深圳灣口岸、港鐵羅湖站和明愛醫院男廁等發現炸藥有關。六名被告被控一項「串謀導致相當可能會危害生命或財產的爆炸罪」，另外三人加控一項「管有任何物品意圖摧毀或損壞財產罪」。有被告投訴遭警方威脅「搞你女友」及「其他人打得好慘，係咪想試？」，更在警員脅迫下交出手機及單位大門的密碼。裁判官拒絕另外4人的保釋，還押至6月26日再訊。

#### 香港眾志等逾50團體聯署美國要求啟動制裁
根據《香港人權與民主法案》，美國國務院須就香港自治情況撰寫報告，首份年度認證報告即將發表。香港眾志聯同近100個民間團體向美國國務卿蓬佩奥發公開信，要求美方調查反修例運動以來的警暴行為和制裁相關港府官員。香港眾志秘書長黃之鋒表示，近期受COVID-19疫情、美國總統初選及環球經濟等影響，認為美國未必能美國實施即時制裁，但會繼續推動美國戰線。同時發起網上聯署，呼籲市民參與，簽名會呈交予美國當局。

#### 美國人權報告批警暴
美國國務院發表2019年人權報告，涉港部分提到去年「反送中」風波期間的警暴問題，香港特區政府則批評外國政府不應干預香港內部事務。之後世界正義工程公布2020年法治指數排名，香港的世界排名第16位，而在基本人權的全球排名則下跌五位至第38位，落實法規方面的全球排名亦下跌兩位至第12位，但秩序與安全排名上升兩位至第2位。

### 12日

#### 全港多區放映會 警方嚴陣以待

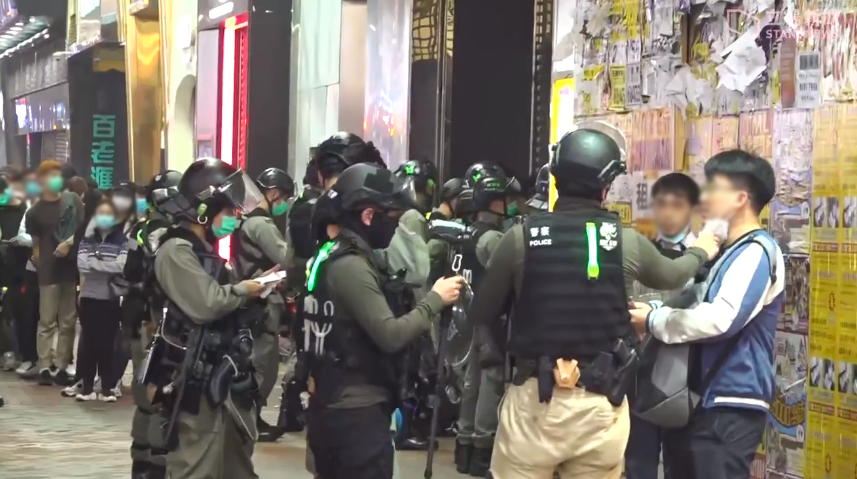
被截查的市民搜身完畢後，需要拿着身份證企立，被警方鏡頭拍攝後才可離開，有警員拉開市民的口罩

網民發起晚上7時30分在全港多區放映會，警方卻對此嚴陣以待，多區都有防暴警察戒備。其中在旺角有大批防暴警巡邏，不時截查市民。在晚上9時放映會結束後，有人突然在西洋菜南街近豉油街一帶利用紙皮箱等雜物製造路障。防暴警看到後隨即到場設封鎖線，要求記者返回行人路，其間多次推撞和指罵在場記者，更一度舉起胡椒噴霧恐嚇。警方也在西洋菜南街封鎖線內截查20多名市民，被截查人士出示身份證和拍攝大頭照才可放行，有6人被捕。
到晚上10時許，有人在山東街近西洋菜南街縱火，多名防暴警到場用水將火救熄，其後消防到場調查。

#### 民主派議員辦事處遭建制派砸場 報案者反被逮捕
民主派的公民黨區議員劉家衡和李民浩辦事處因為早前貼上「藍絲與狗不得內進」引起支持建制派人士的不滿，連日來糾眾到辦事處外抗議，期間更闖入辦事處砸場，劉家衡與女友潘小姐都曾因此受傷，但是警方12日早上卻搜查劉家衡和潘小姐的寓所，更將潘小姐逮捕。根據潘小姐社交網站上載的影片顯示，深水埗警區反黑組探員在早上7時不到以及拍門劉家衡和潘小姐的住所外，警員手持搜屋令，期間沒有透露因什麼罪行而需要搜屋。 

### 17日

#### 新闻自由程度满意净值创有纪录新低
香港民意研究计划公布「市民对新闻传媒的评价」报告，新闻自由程度满意净值较2019年8月急剧下跌39%至负21%，是自1997年有纪录以来新低。香港市民对香港新闻传媒公信力的评分，也下跌了0.3分至5.5分，创2002年以来新低。

### 18日

#### 路透社引述外交官消息 曾到香港的武警多達4,000人
路透社引述外交和民主黨立法會議員涂謹申消息指，在2019年反修訂運動期間，中國武警曾經參與香港警方的前線工作，多達4,000人，主要擔任觀察的工作為主。國務院新聞辦公室及香港中聯辦未有回應報道。而香港警務處亦否認，表示沒有任何內地執法部門曾經到訪或觀察事件。

### 19日

#### 中環和你Lunch

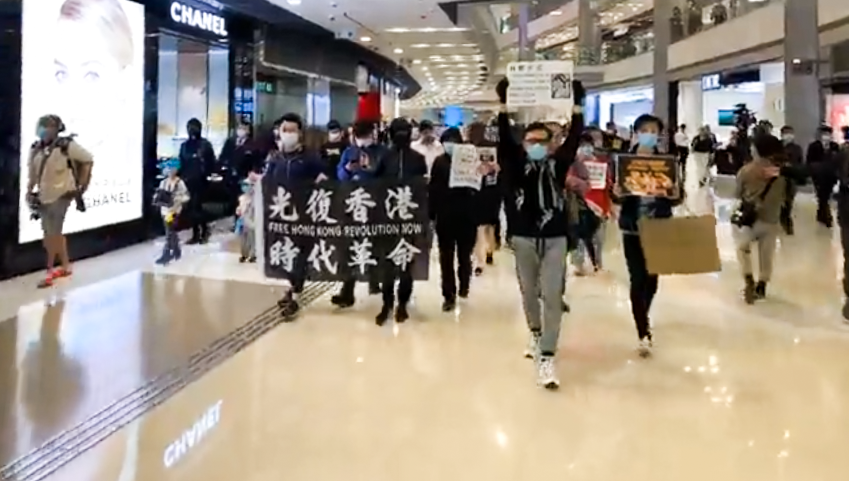
參與者在國際金融中心商場遊走

有市民繼續發起「和你Lunch」活動，約1時許在國際金融中心商場有約30名市民聚集，有人手持標語及文宣，然後開始唱歌及大叫「五大訴求，缺一不可」等的口號。約20分鐘後，在場人士開始於商場內遊行。有市民在交易廣場被截查。至下午2時，人群和平散去。

### 21日

#### 元朗襲擊事件八個月

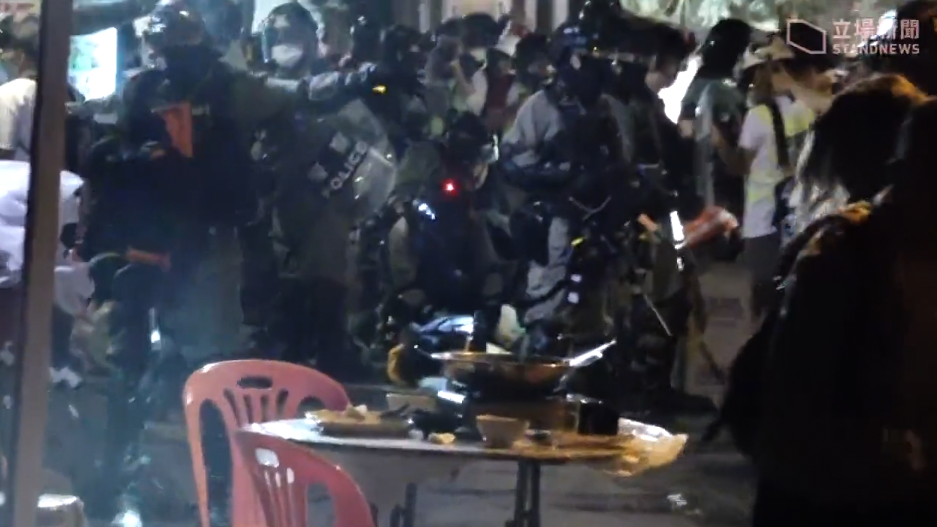
10多名黑衣年輕人由又新街逃跑到建業街大排檔期間，被速龍小隊及防暴警員追捕

元朗襲擊事件發生八個月，港鐵沒有封閉元朗站，大量警員在下午已經在站內戒備，其後一名年輕人在站內被捕。晚上7時許，十多名市民到元朗站G出口連儂牆撕走藍絲海報，但很快多名防暴警察到場驅散聚集的市民和截查途經的人士。到晚上9時許，人群轉至元朗又新街一帶聚集，其間有人在大棠路千色廣場一帶堵路及投擲汽油彈後，防暴警在沒有舉旗下突然施放多枚催淚彈，其後約30名速龍小隊成員追趕聚集人士，多人被按地制服，警員其後包抄和追捕方式截查及拘捕多名市民，並拍照記錄。拘捕行動期間，防暴警更多次向在場記者，立法會議員及市民施放胡椒噴劑，多人不適。全晚拘捕61人，元朗區議會主席黃偉賢一度被捕，17區區議會正副主席及離島民主派區代表聯席會議聯合聲明。
另外，網民在銅鑼灣站、杏花邨站和柴灣站發起靜坐抗議。其中在銅鑼灣，示威者於時代廣場地面廣場聚集期間，多名防暴警察突然到場截查十數名市民並驅趕圍觀的市民，更向多名圍觀的市民和記者噴射胡椒噴霧，並拘捕1名男子，其後至少3人被帶走。警方也封閉商場，只准離開不准進入。

### 22日

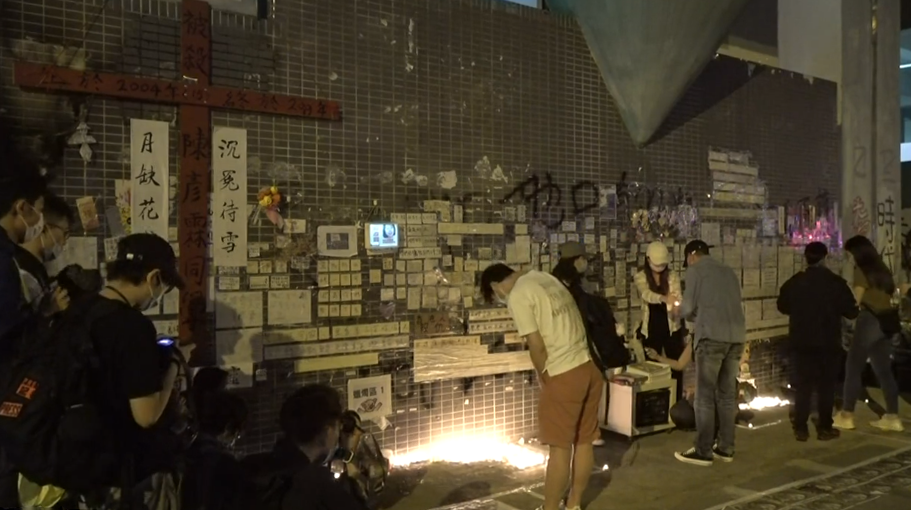
2020年3月22日尚德邨停車場外的悼念現場

#### 陳平轉發建議書
一封呼籲“緊急召開中共政治局擴大會議”的建議書，由陽光衛視董事長陳平的微信轉發後在網絡傳開，信中除了提及要討論中共總書記習近平的去留問題外，還要討論的香港議題為：「香港的繁榮重要，還是中央的權威重要，是否允許香港實行完全的地方選舉？」。

#### 呂智恆、黃嘉浩遇襲
下午近5時，呂智恆與黃嘉浩及女助手在粉嶺擺街站，呼籲途徑市民登記成為選民及加入工會，其間見到一名青年與支持23條的人發生爭執被追打，遂與黃嘉浩及女助手上前喝止與拍攝時遭對方襲擊。事後呂智恆、黃嘉浩與女助手受傷，由救護車送院治理。呂智恆用作拍攝當時情况的手機，被對方摔爛，屏幕粉碎。黃嘉浩傷勢較為嚴重，其眼角、手臂受傷，背部及身體多處瘀痕，眼鏡爆裂，經初步治理後需留院觀察。
警方接報後到場調查，有防暴裝備的警員揮舞胡椒噴劑喝令圍觀拍攝市民散開，其後安排傷者送院治理，案件列傷人及刑事毁壞案處理，由大埔警區刑事調查隊跟進。經調查後，警方在3月24日先後拘捕2名男子，涉嫌襲擊致造成身體傷害罪被扣查，之後獲准保釋。3月26日，警方在九龍城拘捕一名43歲姓王男子。

#### 流水式悼念陳彥霖同學逝世半週年
晚上7時，網民在將軍澳尚德邨停車場，知專設計學院外和觀塘海濱花園發起流水式悼念陳彥霖同學逝世半週年，放下白色鮮花及亮起燭光。由於警方下午5時已經進行嚴密部署，派出大批防暴警察戒備，故參與人數不多，氣氛大致和平。惟觀塘海濱花園舉行悼念會期間，多名警員突然衝向現場，並截查一名市民，有軍裝警察一度拿出胡椒噴霧指向市民，其後警員離開。

### 26日

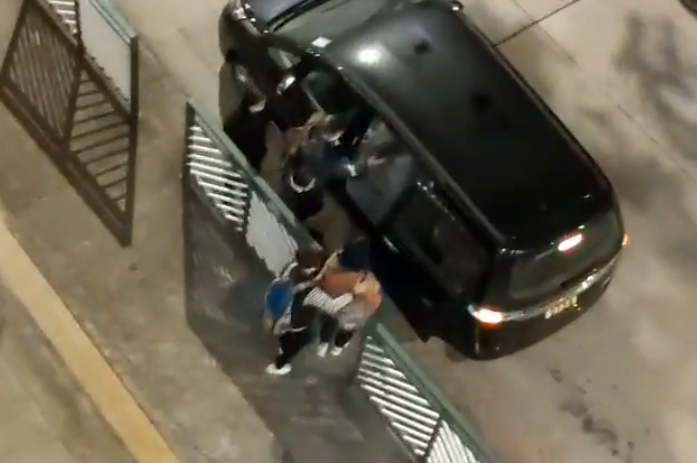
鄭麗琼疑因facebook轉發一個起底警察個人資料的帖文，凌晨警員到葵涌家中搜查，以涉嫌「煽動謠言罪」被警方拘捕

#### 鄭麗琼被捕
早前，中西區區議會主席鄭麗琼於社交網站轉載懷疑為射盲印尼女記者維比·英達警員的資料。她於3月26日凌晨被捕，帶往葵涌警署調查，律師引述她稱因為「煽動謠言罪」被捕。
警方網絡安全及科技罪案調查科警司莫俊傑表示，警方根據香港法例第200章下的第9和第10條，鄭麗琼涉嫌干犯作出具煽動意圖的作為罪。莫說，有關字句的問題，不會詳細評論，調查仍在進行，警方會再諮詢律政司意見。他說，法庭去年頒下有關禁止披露警員個人資料的禁制令仍然生效，除了禁制令，煽動的言語或鼓吹其他人用暴力，亦可能同時觸犯其他刑事罪行。莫重申，警方是針對犯法的行為，任何人犯法都應受到法律制裁，警方不會理對方的背景和工作。他又說，調查仍在進行中，不排除更多人被捕。
約50名民主派人士早上到葵涌警署聲援，要求警方釋放鄭麗琼。同屬民主黨的立法會議員許智峯批評警方引用殖民地時代的法例作拘捕，與民為敵。其後翌日下午2時許，鄭麗琼獲准以10000元保釋候查，離開葵涌警署，她指案件已交給律師團隊處理。

### 27日

#### Telegram群組管理員提堂
3月27日，警方以「煽惑他人作出傷人」及「煽惑他人作出公眾妨擾」罪拘捕一名男子。據了解，該人為有2.1萬成員的Telegram群組「開掛之達人」頻道的管理員。
3月29日傍晚，警方利用管理員帳號於頻道發出告示，稱已移除頻道內容。警方稱頻道煽動製造「汽油彈、氫氣彈」、向持不同意見人士使用暴力、堵塞道路等，將會關閉頻道，又稱參與討論可能違法。
該案件於3月30日在觀塘裁判法院提堂，報稱為保險從業員的32歲蕭姓被告，涉嫌於2019年11月12日、13日及18日，利用通訊應用程式Telegram於「開掛之達人」頻道煽動暴力及鼓勵不守法，違反《侵害人身罪條例》第17條，被控以三項「煽惑他人有意圖而傷人罪」及一項「煽惑他人作出公眾妨擾罪」。案件將押後至5月25日再提訊，被告暫時毋須答辯，須還押懲教署看管，不得保釋。
被告於4月24日向高等法院再申請保釋被法官拒絕，需繼續還押。
2020年5月25日第2次提堂，控方透露現時已確認涉案群組內有約100條煽動他人犯罪的訊息，及曾提及約300萬元可疑款項，警方正循洗黑錢方向調查，早前亦已拘捕另一名涉案人士，對方現獲警方保釋候查。裁判官應控方申請，案件押後至7月22日再訊，以待警方進一步調查，期間被告繼續不得保釋，須繼續還押，不得保釋。據了解，涉案300萬元款項中，有部分款項曾轉帳入被告的銀行戶口。

### 30日

#### 跑馬地警署縱火事件
3月30日，跑馬地警署被人投擲汽油彈，沒人受傷。
5月26日，警方灣仔警區重案組聯同港島總區刑事部經深入調查後，派員掩至黃大仙、慈雲山、柴灣及北角，以涉嫌「縱火」拘捕4名涉案人士。另在灣仔交加街一間時裝店內搜出大量易燃物品，包括一批汽罐，以及近期示威中常見的防護裝備，將一名被捕人士的20歲弟弟以涉嫌「管有物品意圖摧毀或破壞財產」拘捕，其中一名被捕人士的43歲母親以涉嫌「妨礙司法公正」拘捕。
5月27日，5名被告於東區裁判法院提堂。裁判官最終批准眾被告各以1.5萬元現金保釋，期間不得離港、每周到指定警署報到兩次及每日凌晨0時至早上7時須宵禁。案件押後至8月11日再訊。

### 31日

#### 831太子站事件7個月

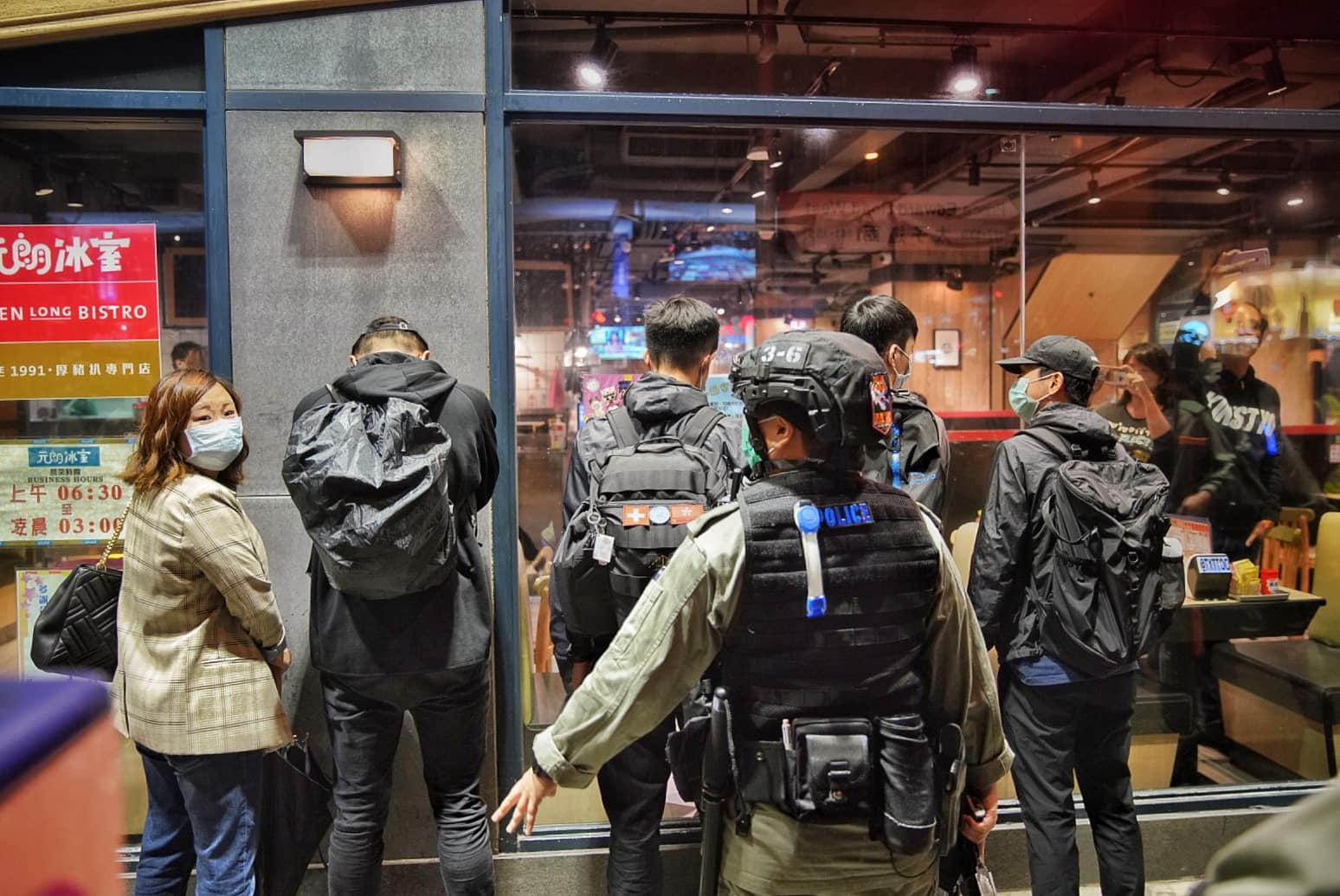
警方採用突擊行動追捕和截查多名市民，並登記他們的個人資料。有市民批評互不相識的人也被警方當成違反法例

太子站襲擊事件發生7個月，大批防暴警員在下午已經戒備，並禁止市民獻花。到傍晚，區議員和立法會議員站在警方防線外，代為接收市民獻上的鮮花。到晚上採用突擊行動追捕和截查多名市民。行動中共拘捕43男11女，並在太子站外及旺角一帶地區共截停搜查75人，並登記他們的個人資料，雖然未有拘捕或發出告票傳票，但保留日後檢控的權利。有市民批評互不相識的人也被警方當成違反法例，並拍片記錄。其間有防暴警察向5名不相識的市民發出傳票，指他們違反「限聚令」。民權觀察發言人王浩賢及沈偉男認為「限聚令」是剝奪市民行駛和平集會自由及表達自由的權利。

#### 多處被擲汽油彈
晚上約10時半及近11時，警方接報太子警察體育遊樂會及港鐵旺角東站路軌有人投擲汽油彈，無人受傷。到4月1日凌晨2時許，有人向大埔警署投擲5枚汽油彈，在場巡邏的便衣警及負責量體溫的警員即時拘捕其中兩名男子，糾纏期間兩名警員受傷。最後拘捕3名男中學生，涉嫌縱火。

## 4月

### 1日

#### 7.1衝擊立法會被告與其餘同涉闖立法會事件的案件合併處理
2019年7月1日衝擊立法會案件4月1日在東區裁判法院再提訊，控方表示本案將會與其餘同涉闖立法會事件的案件，以及3宗新傳票案合併，案件押後6月15日再提訊。

### 6日

#### 區諾軒揚聲器襲警罪成
前立法會議員區諾軒涉嫌去年7·7九龍區大遊行當日，以揚聲器襲警及推撞警員盾牌，區諾軒否認兩項襲警罪，裁判官梁嘉琪裁定區諾軒兩項襲警罪罪成，案件押後至4月24日判刑。

### 8日

#### 周梓樂逝世5個月

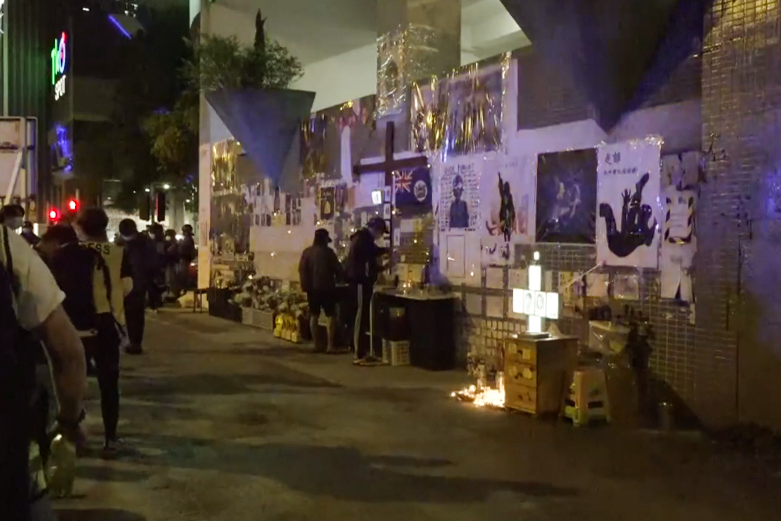
在「限聚令」下，尚德停車場外只有少量市民獻花

網民發起悼念周梓樂逝世5個月活動，大批防暴警已經在下午5時在將軍澳站及尚德邨停車場一帶戒備，並在停車場高層觀察及拍攝地面情况。在「限聚令」下，尚德停車場外只有少量市民獻花。有市民不滿被警員要求離開。

### 9日

#### 高院裁定《緊急法》無違憲
高等法院上訴庭裁定，政府引用《緊急法》訂立《禁蒙面法》並無違憲。政府部分上訴得直，《禁蒙面法》在非法集結或未經批准集結時有效。“于合法游行集会下禁止蒙面”与“警员有权要求身处公众地方人士除去蒙面物品”这两条文维持违宪。上訴庭說，不論是非法集結或未經批准集結，同樣要阻遏人群通過佩戴蒙面物品，妨礙《公安條例》條文的正當執行。在這種情況下《禁蒙面規例》合憲有效。但在警方發出「不反對通知書」的遊行和集結，如果使用《禁止蒙面規例》則屬違憲。

### 15日

#### 燒國旗被判社會服務
屯門裁判法院判處一名在2019年9月21日屯門衝突時在屯門大會堂外焚燒及踐踏國旗的21歲男咖啡師需要進行240小時社會服務令。

### 16日

#### 社工呂智恆指監警會涉越權敗訴
社工呂智恆早前質疑監警會審視2019年6月起發生的相關示威活動是越權，之後提出請司法覆核。高等法院頒下判詞，表示監警會並無越權，判呂智恆敗訴，需支付訟費。

### 17日

#### 油尖旺區議會通過「重組警隊」議案

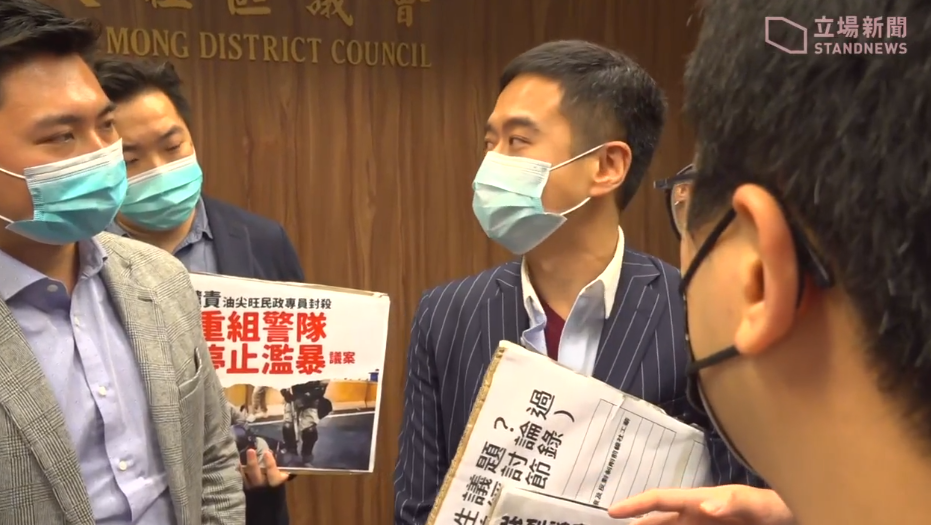
余健強指議案不符合區議會職能，因而離開會議室，引起區議員包圍余健強

油尖旺區議會舉行大會，當討論「重組警隊，停止濫暴」議案前，油尖旺民政事務專員余健強指議案不符合區議會職能，秘書處也不願支援。而出席會議的油尖警區指揮官林鴻釧批評，討論文件是子虛烏有、無的放矢、以偏蓋全，更表示「呢個討論文件係失實之外，除咗仇警，就只有仇警。」當區議員高呼「重組警隊，停止濫暴」後，余健強其後離開會議室，引起區議員包圍余健強，要求他返回會議室內，但余多次拒絕。而林鴻釧指揮官在會議結束後見記者時表示不會討論沒有價值的議題，批評區議員的議案毫無事實根據，藉抹黑警隊，而令青少年犯法，等同賺取政治紅利。

### 18日

#### 15名民主派人士被捕

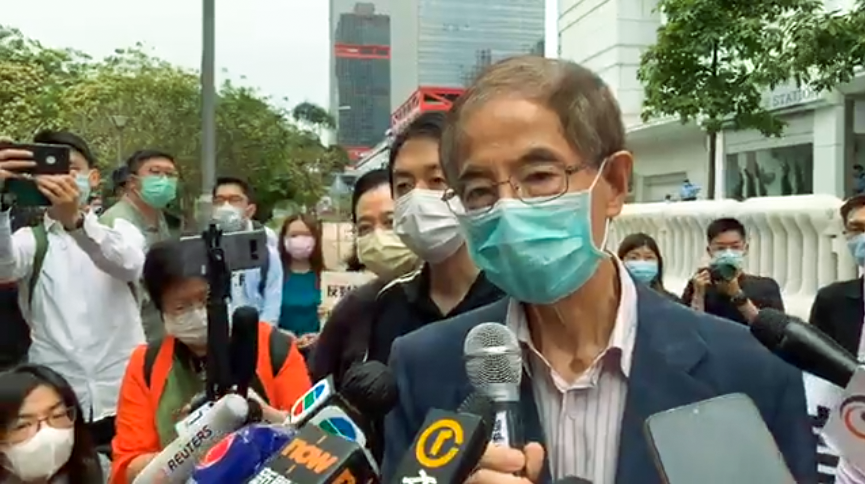
民主黨創黨主席李柱銘，早上被警方以涉嫌非法集結被捕，他下午 4 時許獲准保釋，離開中區警署

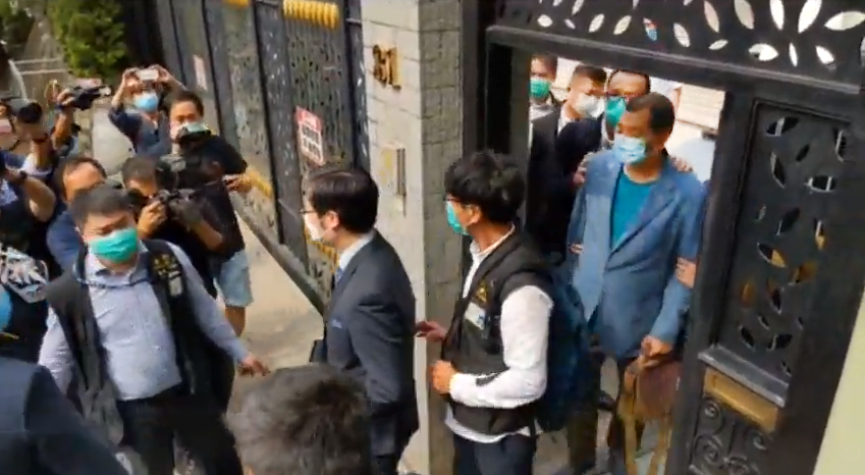
黎智英被捕後遭警員押離寓所

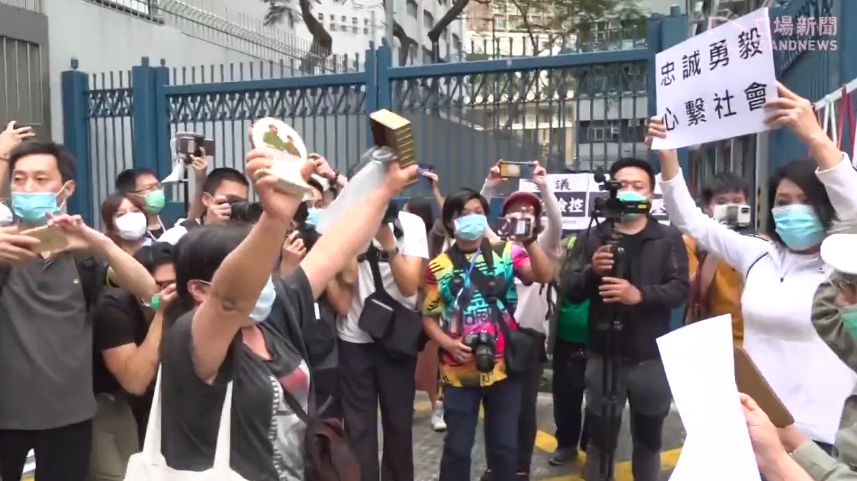
保衛香港運動到長沙灣警署外慶祝，引起抗議的泛民人士不滿

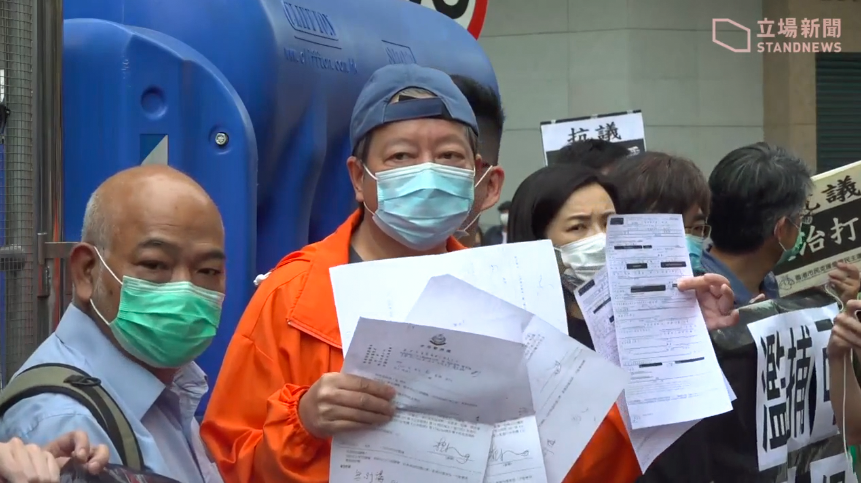
李卓人獲准以2000元保釋，他形容案件是對本港法治的挑戰，呼籲市民繼續上街

警方自早上起，先後拘捕15名民主派人士。據知被捕人士涉及的是去年的示威活動，包括8月18日、10月1日和10月20日，將被控非法集結和非法遊行等罪。
民主黨主席胡志偉認為拘捕遊行示威的帶頭人士是要製造寒蟬效應，為社會添煩添亂。公民黨黨魁楊岳橋說，政府趁財委會審議防疫抗疫基金期間進行大搜捕，是要作政治上的秋後算帳，質疑政府是無心抗疫。
下午2時起，社民連、職工盟及工黨等約30人到長沙灣警署外聲援各被捕人士。期間警署內的警員曾3度開咪，指現場人士涉違反「限聚令」，要求散去。而衝鋒車返回警署時，更開咪辱罵他們為「曱甴」。到下午4時，保衛香港運動召集人傅振中連同多名撐警人士到場，對罵靜坐抗議的泛民人士，但警員沒有進行任何行動阻止，其後呼籲撐警人士離開。
大搜捕事件也引起英美政府，國際人權組織和媒體關注。國際律師協會、英格蘭和威爾士律師協會及國際法學家委員會等共5個組織發聲明，關注有15名民主派人士被捕，認為拘捕行動反映香港的言論自由及集會權利持續受衝擊，是「政治性及目的性的起訴」，強烈呼籲當局撤控所有人。前港督彭定康批評這不是法治，而是威權政府的所作所為（This is not the rule of law. This is what authoritarian governments do.）。美國國務卿蓬佩奧發聲明譴責拘捕行動，不符合《中英聯合聲明》所提及的法治。而眾議院議長佩洛西在Twitter表示，香港的民主和人權持續受到侵害，促白宮執行《香港人權民主法案》。4月23日，逾30名歐洲議會議員發表兩封聯署公開信，譴責港府政治檢控多名香港民主派人士。
政府發言人指相關案件已進入司法程序，任何人都不應作出評論和作毫無根據的揣測。外交部駐香港特派員公署發言人表示，對歐洲議會的控批評表達強烈不滿和堅決反對，指所謂公開信「通篇謬論、滿紙荒唐，是非不分、顛倒黑白，再次暴露了這些人在香港問題上的無知與偏見、虛偽與傲慢」，赤裸裸地干預特區政府依法施政。
| 政黨 | 政黨   | 被捕者 | 曾任／現任公職           | 其他職務                 | 被帶往的警署 |
| ---- | ------ | ------ | ------------------------ | ------------------------ | ------------ |
|      | 民主黨 | 李柱銘 | 前立法會議員             |                          | 中區警署     |
|      | 民主黨 | 何俊仁 | 前立法會議員             | 支聯會副主席             | 北角警署     |
|      | 民主黨 | 楊 森  | 前立法會議員             |                          | 西區警署     |
|      | 民主黨 | 單仲偕 | 現任葵青區議會議員兼主席 |                          | 葵涌警署     |
|      | 民主黨 | 蔡耀昌 |                          | 支聯會秘書長             | 北大嶼山警署 |
|      | 社民連 | 梁國雄 | 前立法會議員             |                          | 牛頭角警署   |
|      | 社民連 | 黃浩銘 |                          |                          | 沙田警署     |
|      | 社民連 | 吳文遠 |                          |                          | 長沙灣警署   |
|      | 工黨   | 李卓人 | 前立法會議員             | 職工盟秘書長兼支聯會主席 | 長沙灣警署   |
|      | 工黨   | 何秀蘭 | 前立法會議員             |                          | 香港仔警署   |
|      | 公民黨 | 吳靄儀 | 前立法會議員             |                          | 中區警署     |
|      | 街工   | 梁耀忠 | 現任立法會議員           |                          | 油麻地警署   |
|      | 无党籍 | 區諾軒 | 前立法會議員             |                          | 秀茂坪警署   |
|      | 无党籍 | 黎智英 | 壹傳媒創辦人             |                          | 九龍城警署   |
|      | 无党籍 | 陳皓桓 |                          | 民間人權陣線副召集人     | 荃灣警署     |

#### 法庭提堂
警方拘捕1名男子，2020年4月21日於粉嶺裁判法院提堂。
21歲謝姓維修工人被控2項刑事毀壞罪，他被控於4月18日損毀天水圍香島中學的外牆，及屬於康文署的天秀路公園公廁外牆。
辯方申請押後案件以待索取文件及給予法律意見。被告獲准以2000元保釋，不可離港，並須守宵禁令及居於報稱地址。
案件押後至6月16日再訊。

### 19日

#### 吸催淚煙後猝逝家屬促警公開成分
死者女兒和友人接受明報專訪，談及自己患有哮喘的50多歲「和理非」的母親，2019年10月起多次到示威現場保護年輕示威者，先後在沙田好運中心、香港中文大學和理大吸入催淚煙，其後曾因呼吸困難入院留醫，但最終在同年12月2日，她因呼吸困難在家離世。二人質疑催淚煙有害導致母親離世，要求警方公開催淚彈成分。

### 20日

#### 一名警長涉妨礙司法公正被捕
一名38歲葵涌警區警長策劃在葵涌警署外搜出汽油彈案件，涉嫌妨礙司法公正被捕，將會被停職。有傳該警長懷疑自編自導破案。

### 21日

#### 元朗襲擊事件九個月

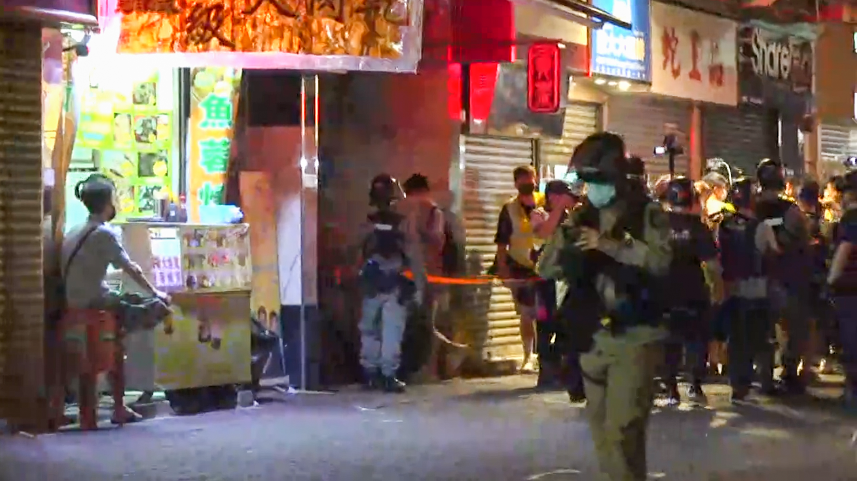
防暴警員在元朗又新街一帶進行截查，有人被發出定額罰款告票

晚上8時，20多名市民在YOHO MALL商場中庭靜坐和叫口號。同一時間，警方在同益街市對出調查一宗交通意外後，前往同益街市後面的公園截查部分路過的市民。晚上近10時，大批防暴警員突然衝上青山公路行人天橋，截查多名路過的市民，有防暴警員更向兩名市民大叫勒令離開，之後施放胡椒噴劑。到晚上近11時，防暴警員在又新街舉起藍旗警告，同時在阜財街截查6名男女，其後以「限聚令」發出定額罰款告票。有市民表明會在法庭上抗辯。當日至少兩名男子被捕。
到2021年7月14日，屯門裁判法院裁判官施祖堯裁定一名義務急救員違反「限聚令」罪名成立，罰款$10,000。法官指被告在現場與其他人談話，不是作為急救員應該行為，並不接受其為義務急救員的說法。

### 22日

#### 掟磚命案 兩少年控謀殺暴動傷人

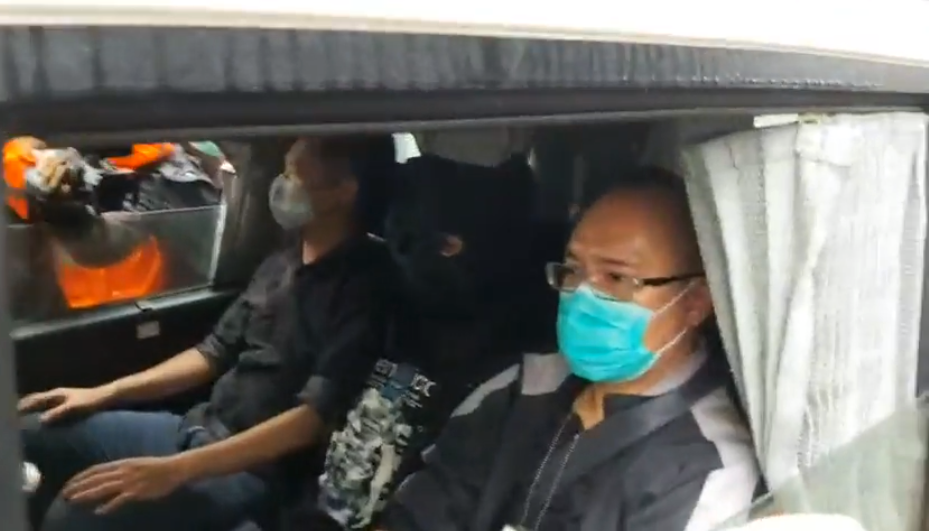
次被告在警員陪同下乘坐警車抵庭應訊

去年11月13日，70歲食環署外判清潔工人於上水北區大會堂附近示威現場遭磚頭擊中擲斃。警方重案組其後拘捕6名15至18歲男女，其中兩名16歲及17歲少年被控「謀殺」、「蓄意傷人」及「暴動罪」，下午於屯門法院提堂。警方表示早前懸紅80萬元緝兇依然有效。

### 24日

#### 中環和你Lunch

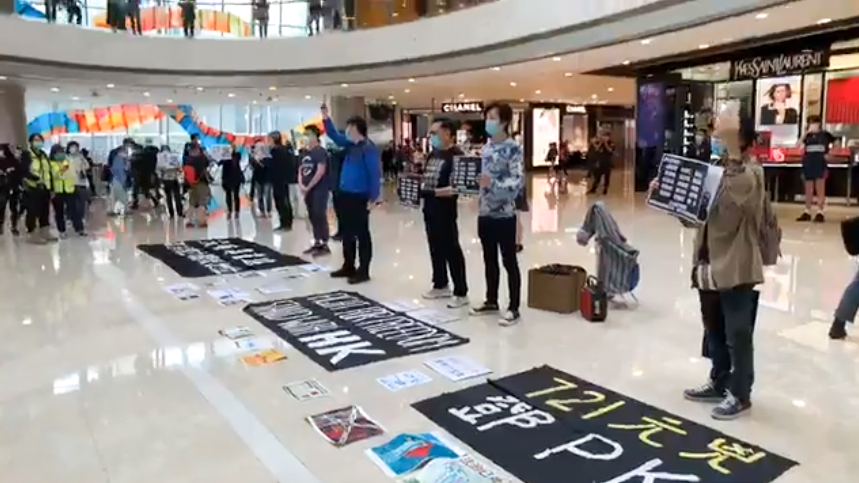
約10多人在中環國際金融中心商場中庭發起「和你Lunch」活動

下午1時許，約10多人在中環國際金融中心商場中庭發起「和你Lunch」活動，多次高叫「光復香港，時代革命」、「五大訴求，缺一不可」等口號。受「限聚令」影響，參與者都保持距離，並將文宣擺放放於地上。至下午約2時，現場人士和平散去。而商場各出口的天橋及交易廣場門口均有警員駐守。

#### 辱國旗案改囚20日
一名青年2019年在反修例运动中践踏中华人民共和国国旗，认罪後最初被判200个小时社会服务令，港府不服提出上訴，上诉法院於是改判该名青年入狱20日，該青年成为首个在反修例运动中因侮辱国旗而需入狱者。

#### 連儂隧道斬人案 被告判囚45個月
2019年8月20日，51歲被告承認在將軍澳連儂隧道內，斬傷三名留守人士，被控三項蓄意傷人罪。法官郭偉健宣讀判詞期間未有斥責行兇的被告，讚揚被告「這情操在一些接受高等教育的知識分子及專業人士身上都沒有」，相信被告沒有預謀犯案，帶牛肉尖刀用來剷走連儂牆上的單張，而長方形菜刀則是用來自衛。而被告行為歸咎於社運，實屬合理，是「奄奄一息、滿身鮮血的受害者」。考慮被告認罪及有悔意，扣減1/3刑期，判監禁45個月。
法官批評一度身受重傷女傷者行為是「令被告情緒火上加油」，其後更以三分之一時間狂轟示威者的行為對平民缺乏同理心，作出「文革式」的極端行為，其行為是「不折不扣的恐怖活動」。
立法會議員林卓廷稱對判詞感到極為震驚，批評判詞顛倒是非黑白，美化兇徒犯案動機，淡化案情嚴重性，質疑法官是否想美化斬人行為，要求律政司覆核刑期。

### 26日

#### 太古城和你唱  警方進入商場要求群眾離開

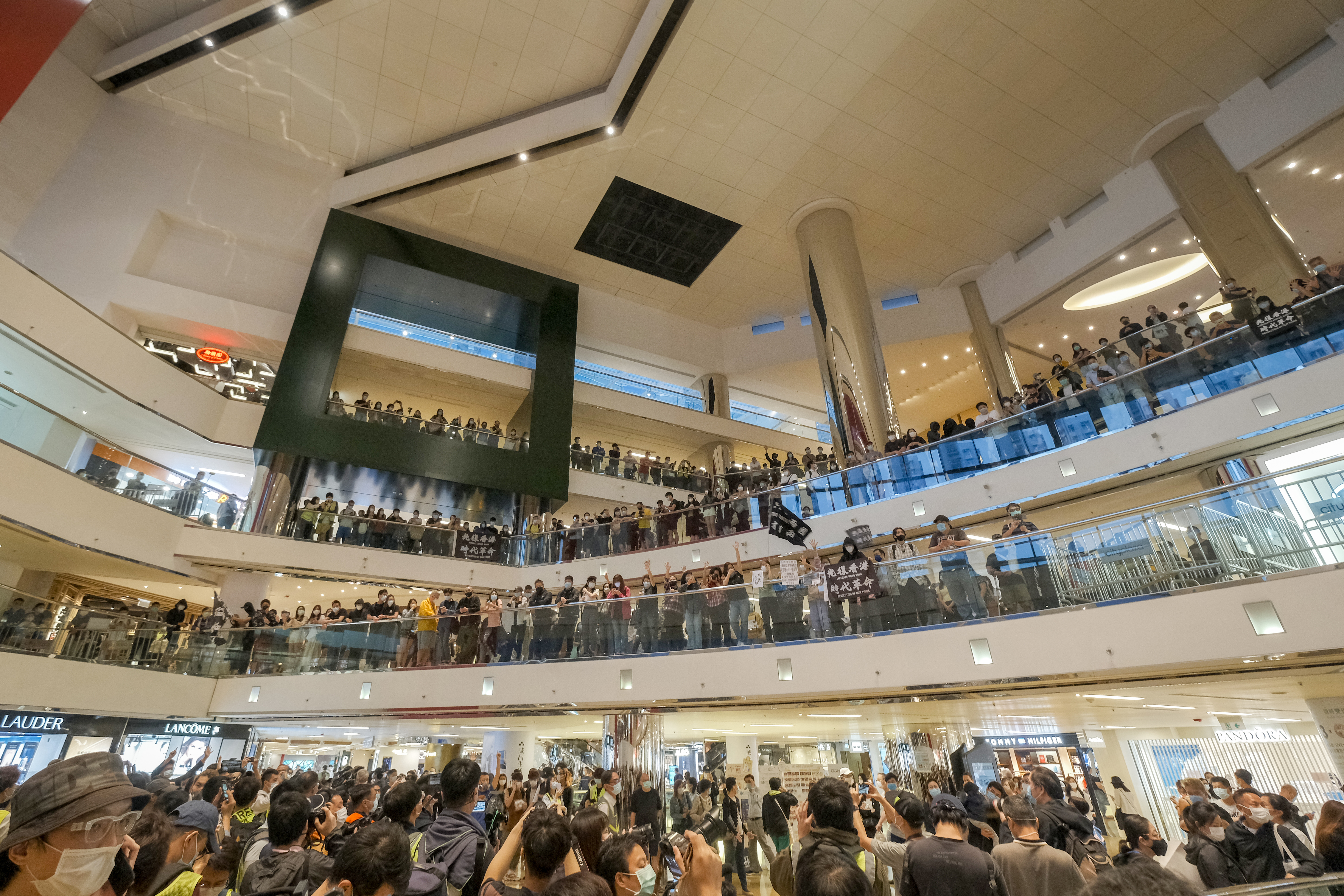
約300人在太古城中心一期中庭參與「和你唱」活動

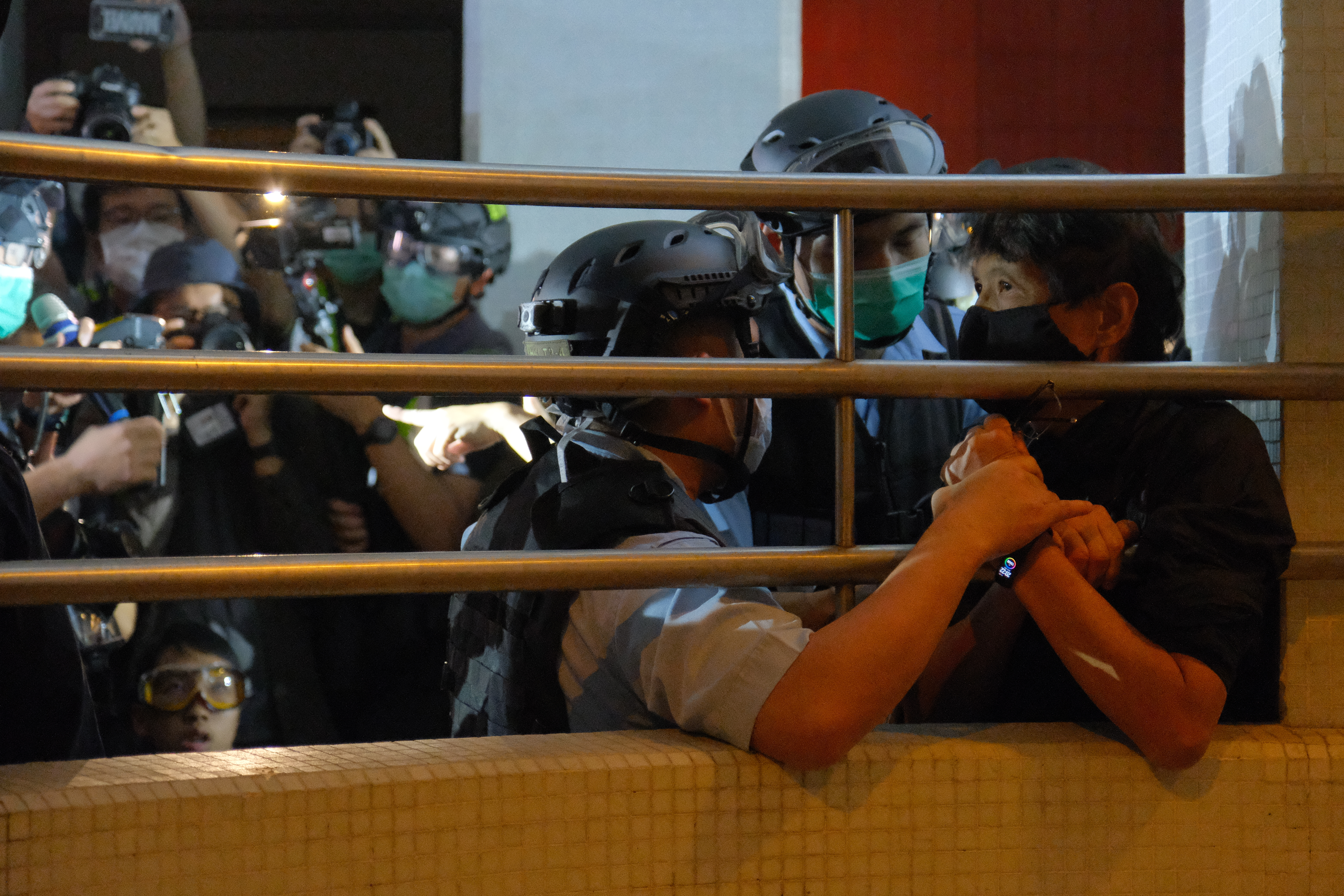
一位伯伯在住宅平台樓梯位置被扣查

傍晚6時20分，有約300人在太古城中心一期中庭多個樓層參與「和你唱」活動，不少人多次呼叫反修例運動口號和揮動不同的旗幟，而警方派出大批警員和警車在周邊戒備。到約6時40分，東區指揮官韋志達聯同大批手持盾牌及胡椒噴霧的大批軍裝及防暴警員從不同位置闖入商場驅散市民，指商場內有市民違反「限聚令」，並「洗樓式」逐層要求商場內的人士離開。晚上約7時，持防暴槍的防暴警察從地下進入商場2樓，現場一度混亂，期間有警員用胡椒噴霧指向一名記者，雙方發生推撞。警員其後拉起封鎖線，有市民在商場外被截停搜查。約8時，商場發出廣播指即將關閉。
部分市民在附近道路逗留，警方以擴音器宣讀「限聚令」，在燕宮閣對出舉起藍旗警告，開始驅趕人群。區議員趙家賢與警員要求調停期間，遭到粗言辱罵，並嘲笑他「冇咗隻耳聽唔到」。其後包圍趙家賢和助理，助理更被來自水警的多名防暴警員暴力推倒地上，之後只能眨眼，一度昏迷。現場街坊表示警方延誤5分鐘後才准急救員入內協助送院。趙家賢對警方的行動表示強烈譴責及遺憾，認為在太古城內的行動是無法解釋，是打壓的行為。希望拍攝到有關片段人士可以向他聯絡及提供證據。而警方在燕宮閣外制服一名男子，事後暈倒被送往醫院治理。
有參與的市民認為，警方的驅散行動是「多餘、小題大造」，明顯是想打壓聲音，不想市民成功舉行任何集會。而警方發新聞稿表示，任何出席公眾活動的人士如抱有共同聚集目的，均屬群組聚集，而多於4人參與，所有參與者均屬違例。強調絕不容忍任何違法行為。

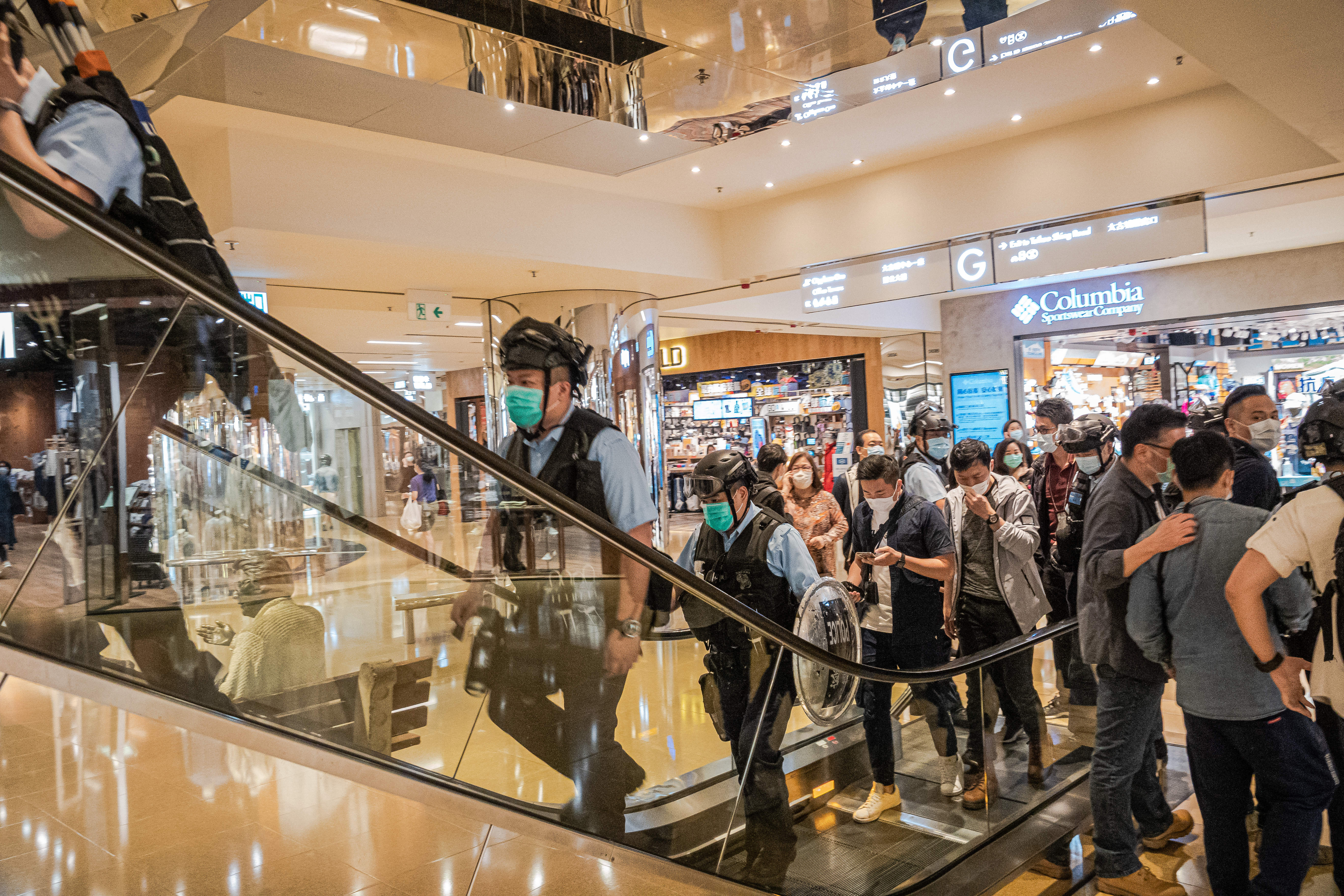
在地下的軍裝和便衣警員進入商場
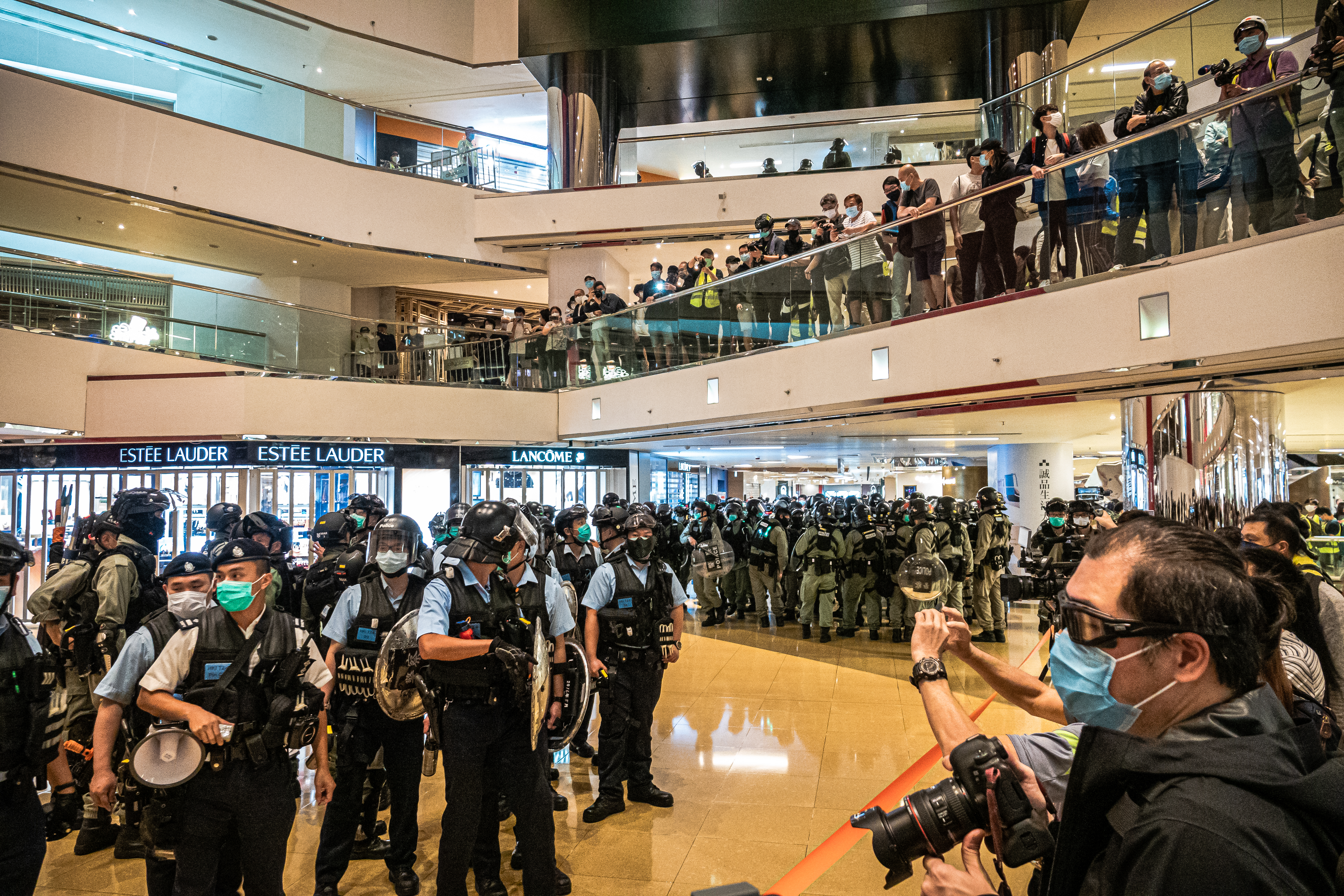
大批軍裝及防暴警員在商場2樓中庭
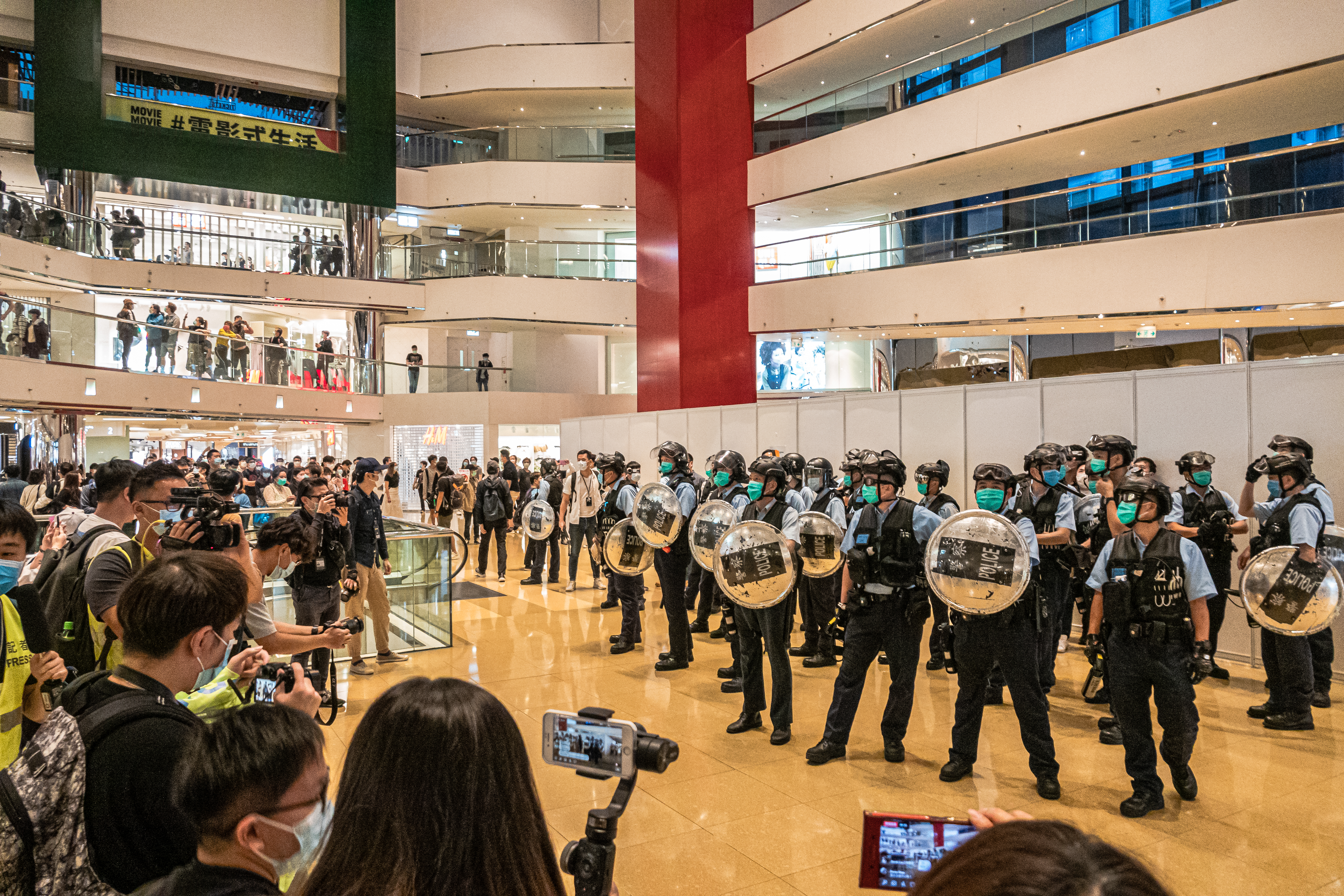
手持盾牌的軍裝警員在商場中庭，而4樓有警員要求市民離開
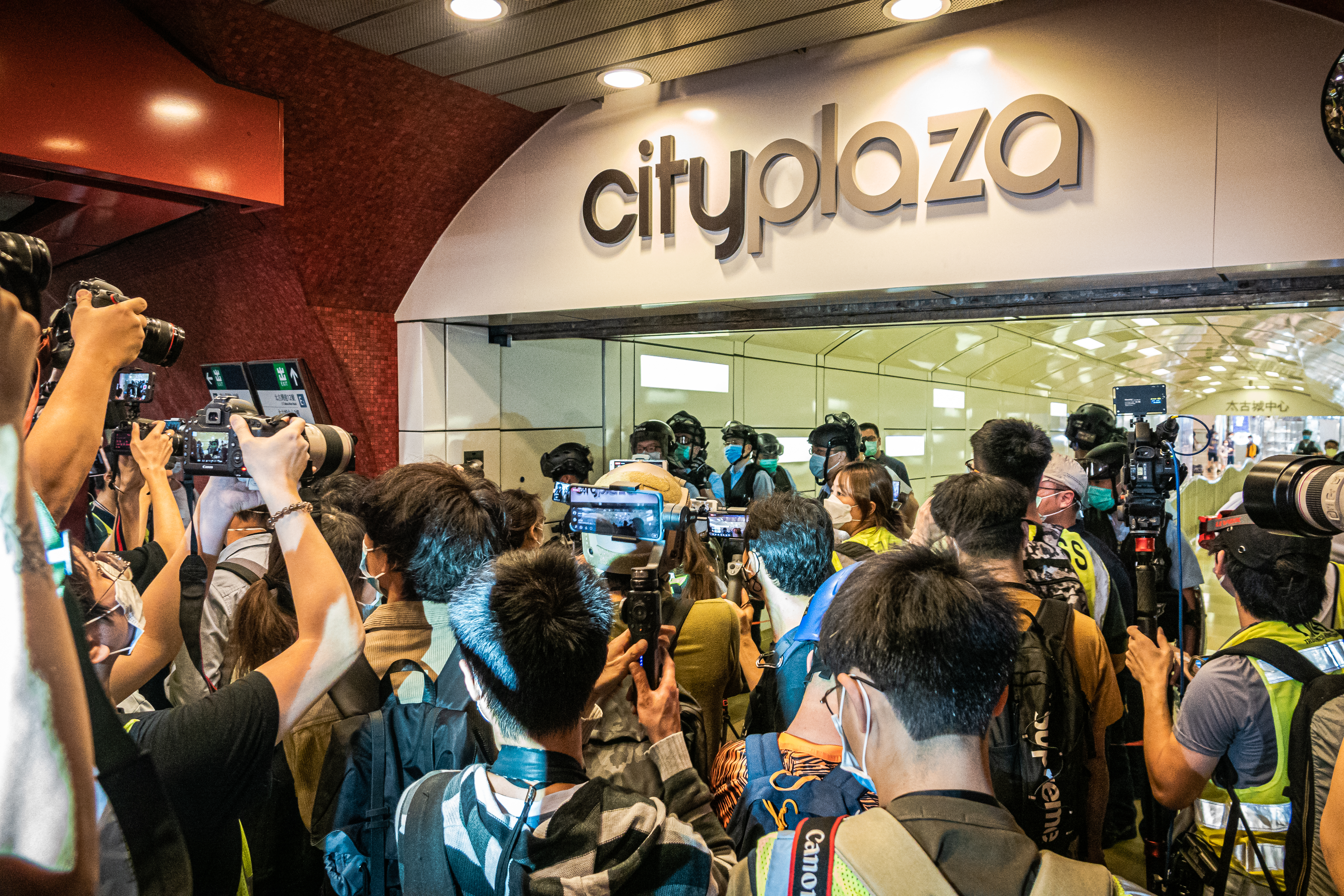
警員趕走商場內的遊人和記者到港鐵站出口
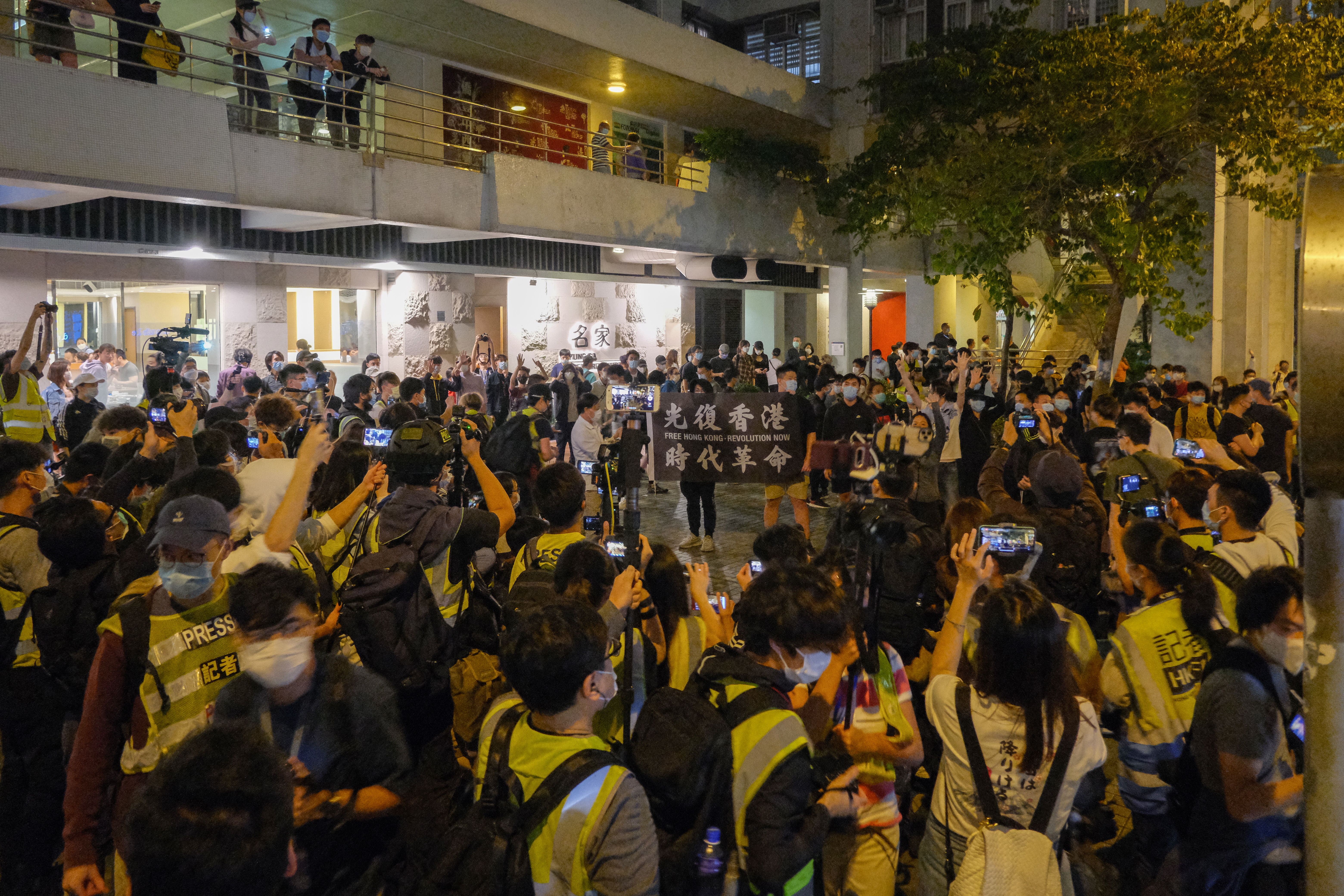
晚上8時，部分市民在附近道路逗留
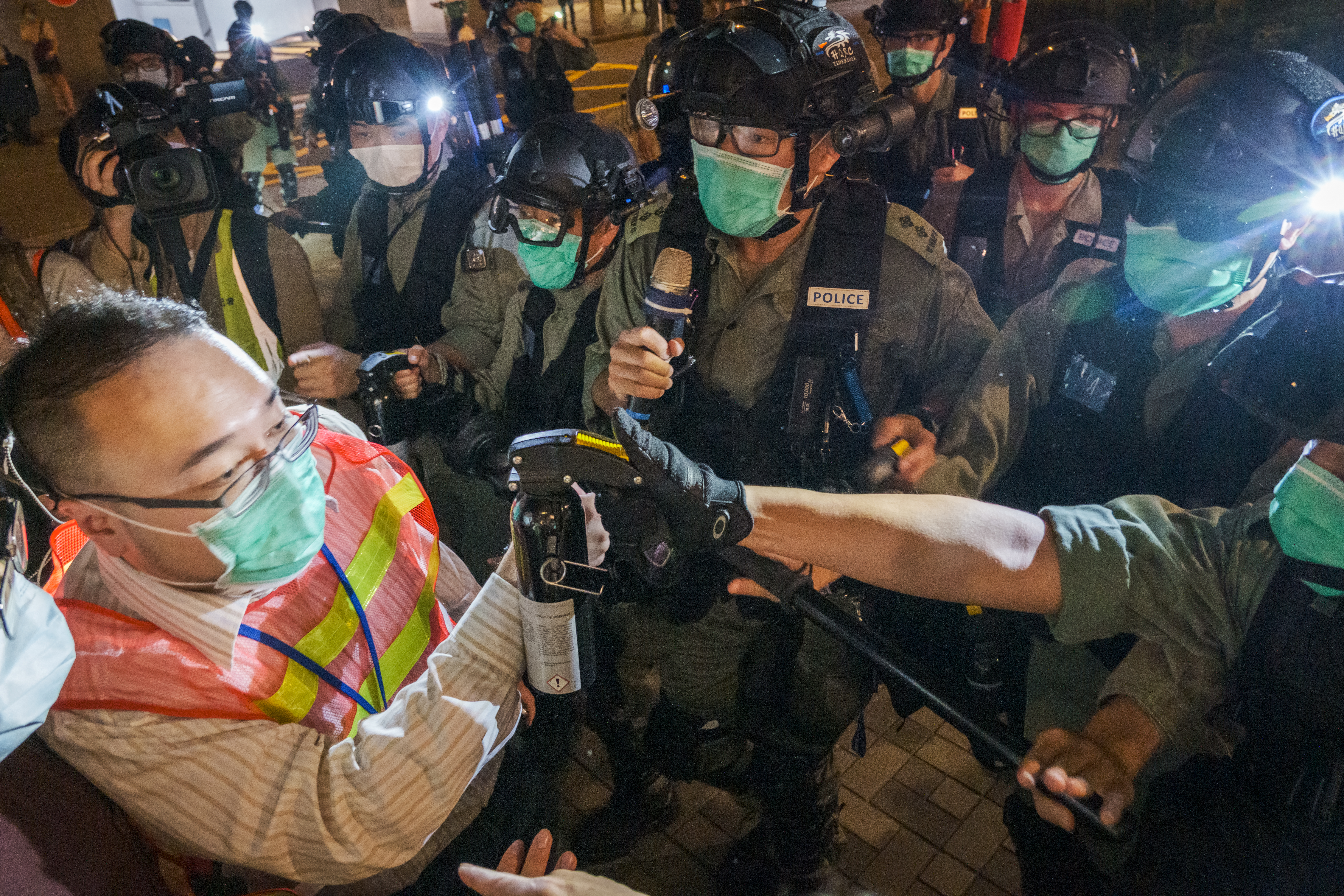
區議員趙家賢與警員要求調停期間，遭到粗言辱罵和近距離用胡椒噴霧

### 28日

#### IFC和你唱

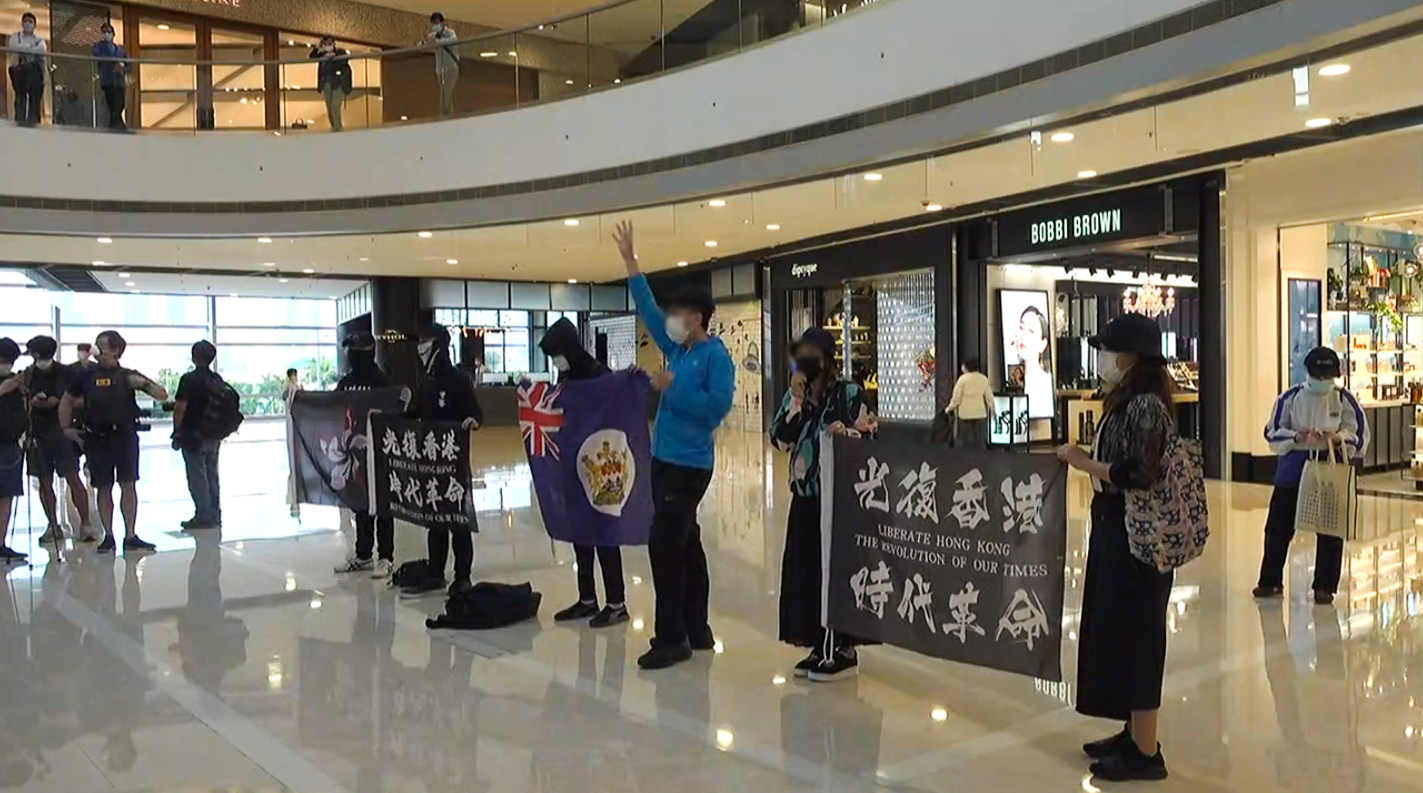
數名市民在中庭參與「和你唱」活動

傍晚6時許，數十名市民在中環國際金融中心商場中庭參與「和你唱」活動，多次叫口號和唱《願榮光歸香港》。而活動舉行前，郵政總局，港鐵香港站外及交易廣場巴士站合共停泊了至少14輛警車，大批軍裝警員在多個商場入口戒備。到6時30分，兩批警員闖入商場多個樓層，並在中庭位置設起封鎖線，驅趕在場的市民及記者。警方開咪稱限聚令生效，警告在場市民不要在商場聚集，多間商店拉閘。另一批警員在中庭和商店外截停數名市民，包括劉定成，並發出定額罰款通知書。劉定成批評警方沒有給予時限讓市民離去，也沒有進行警告，認為警員做法無理，不會繳交罰款。有剛下班的人士認為警方濫用「限聚令」票控市民。
到晚上約7時，立法會議員許智峯到場，要求警員不要再進入商場內滋擾市民，認為警員入內令場面更混亂和讓更多人聚集。其後中西區區議員葉錦龍、黃永志及任嘉兒也到場。警員一度曾短暫離開IFC商場，期間有打扮成領導人金正恩的市民出現。到晚上約7時半，近200名軍裝警員再度闖入商場截查多人，引起在場的市民不滿，也有人留在商場內唱歌及叫口號。警員於晚上9時許離開商場，到香港站B1出口截查市民，有7名由長洲回市區的青少年表示在進入商場時被截查，之後帶到站內登記身份證後才獲得放行。
當日警方票控四男二女，乃首次有人於商場內被票控。

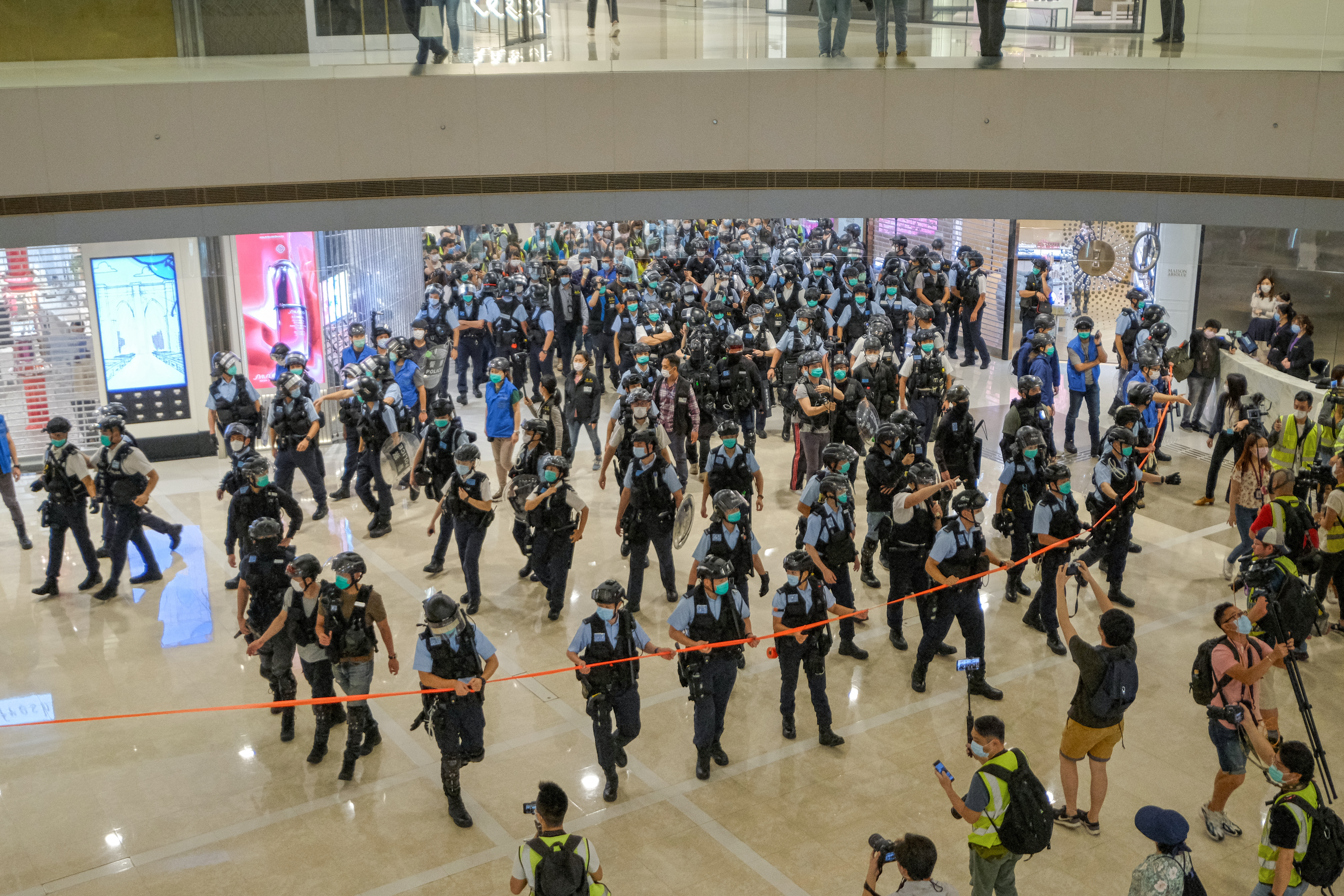
警員在中庭設封鎖線，並用攝錄機拍攝在場的市民
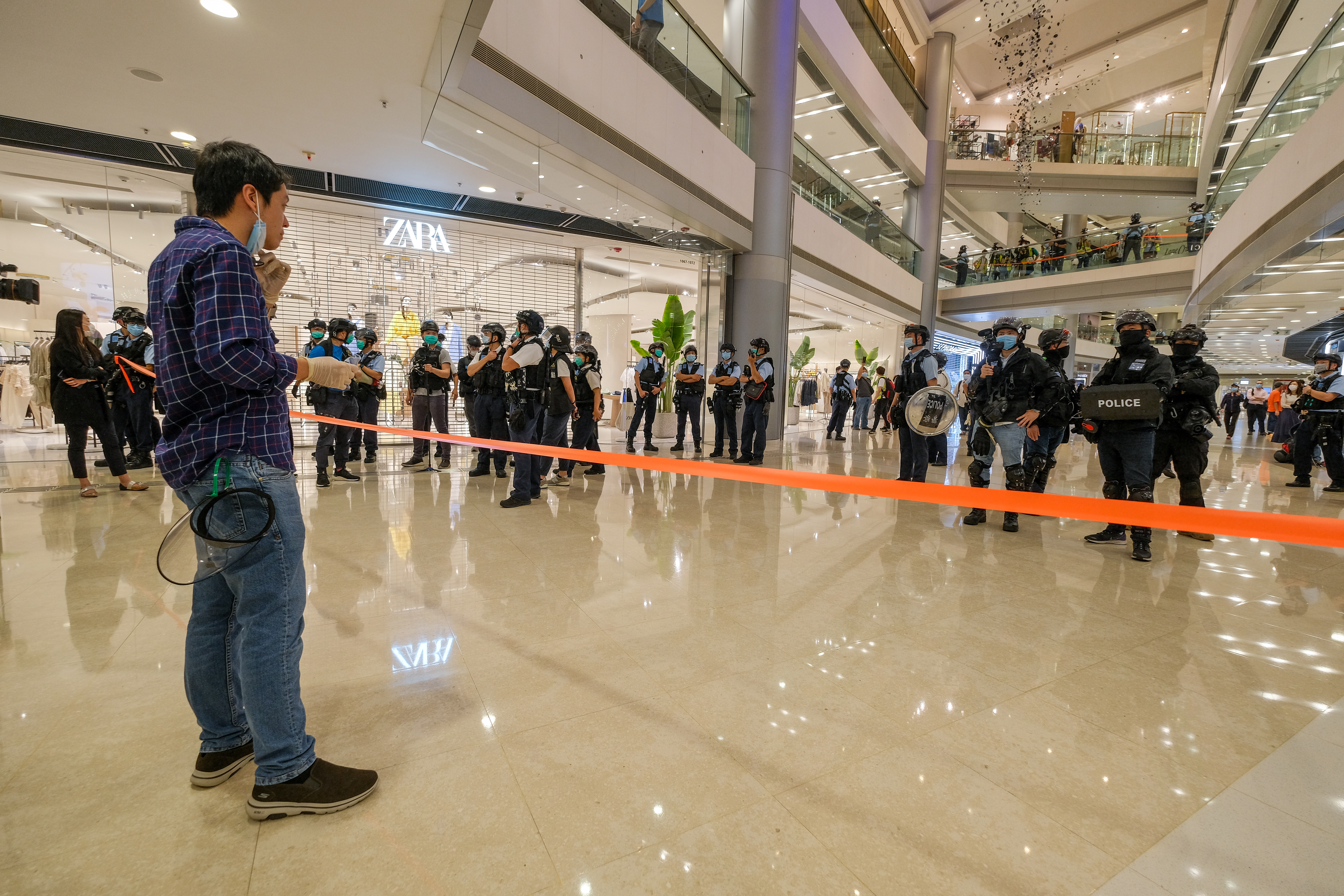
立法會議員許智峯到場，要求警員不要再進入商場內滋擾市民
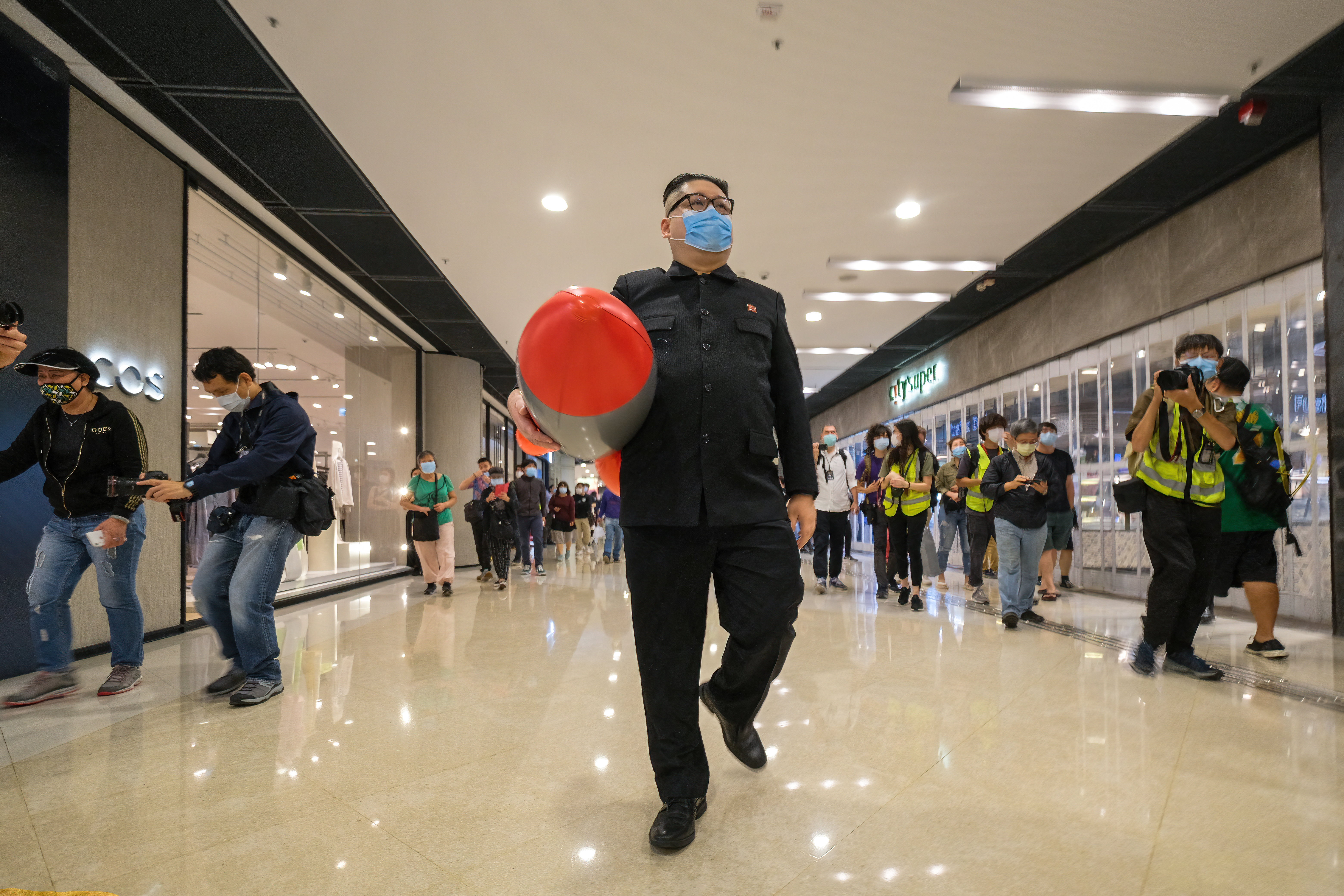
打扮成領導人金正恩的市民在商場出現
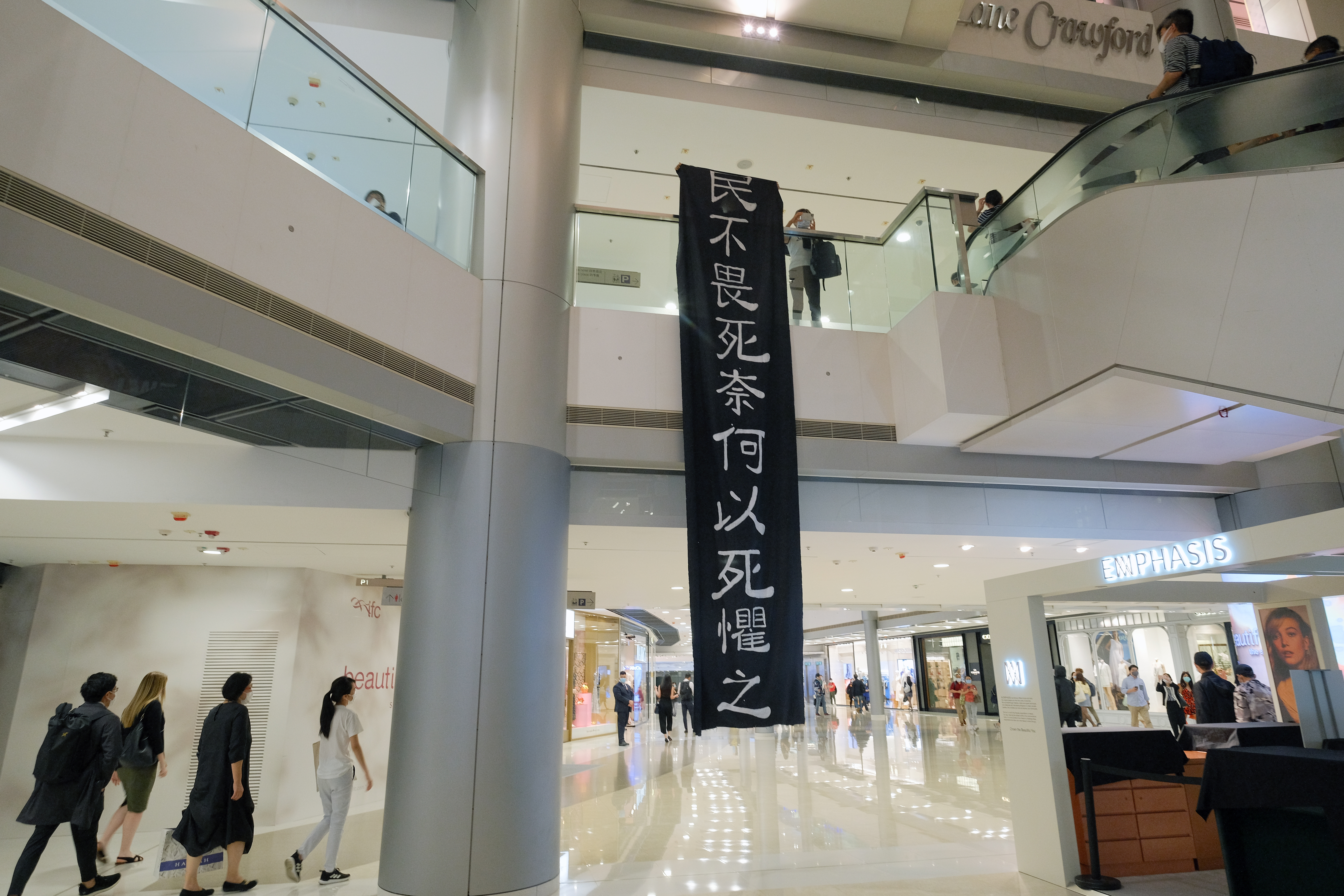
有人在商場掛起寫有「民不畏死奈何以死懼之」的直幡
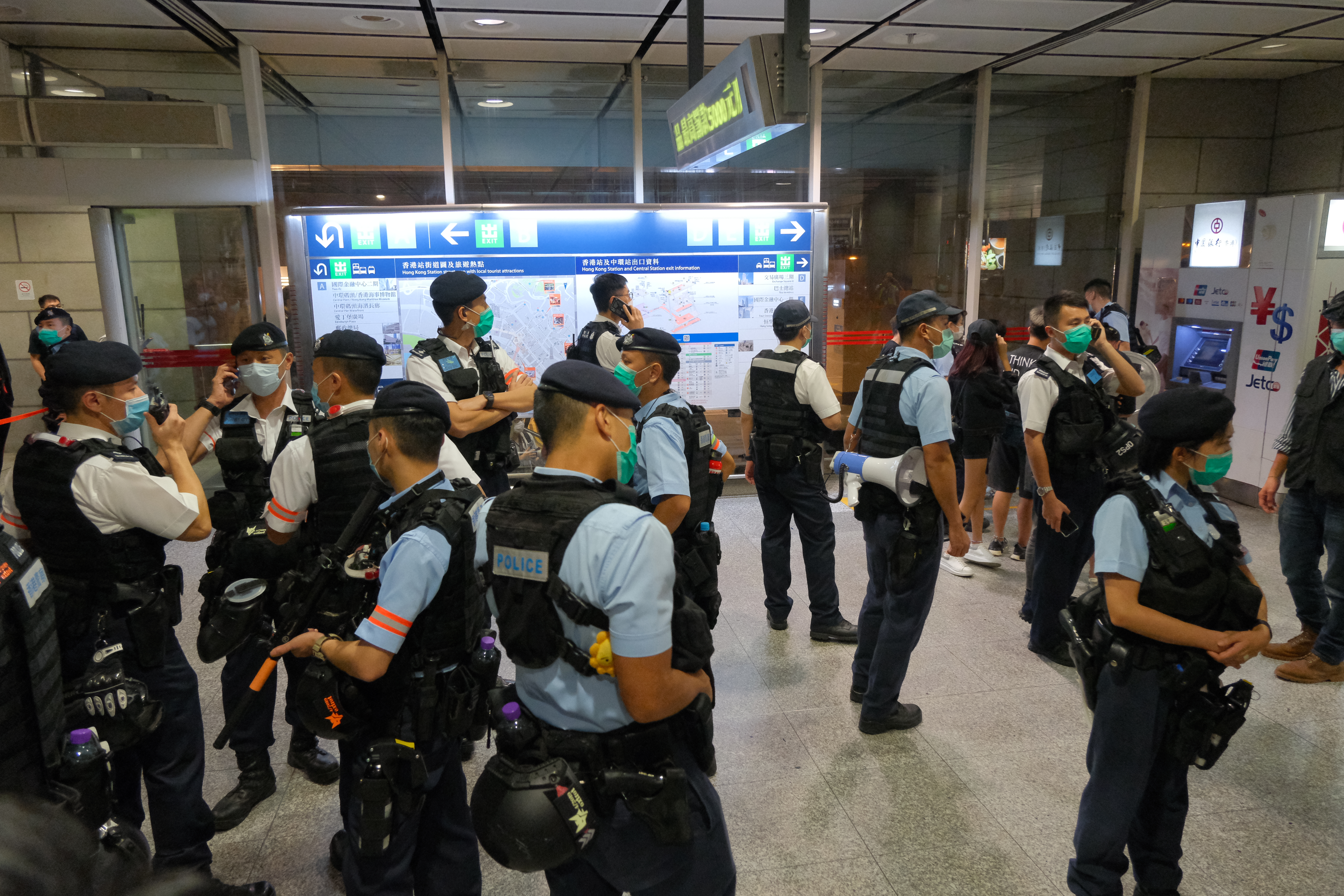
警員於晚上9時許離開商場，到香港站B1出口截查市民

### 29日

#### 中環和你lunch

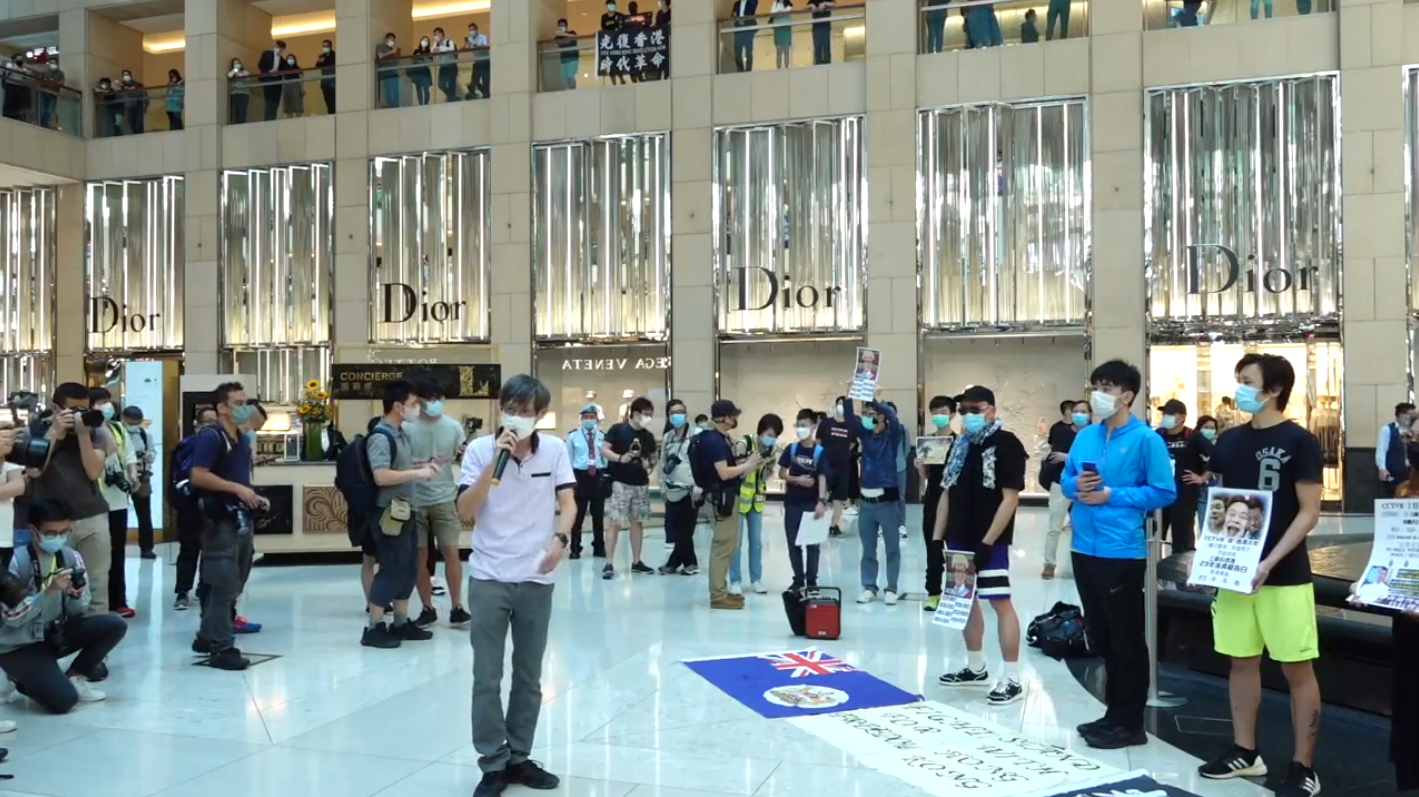
中環置地廣場和你lunch有約30人參與

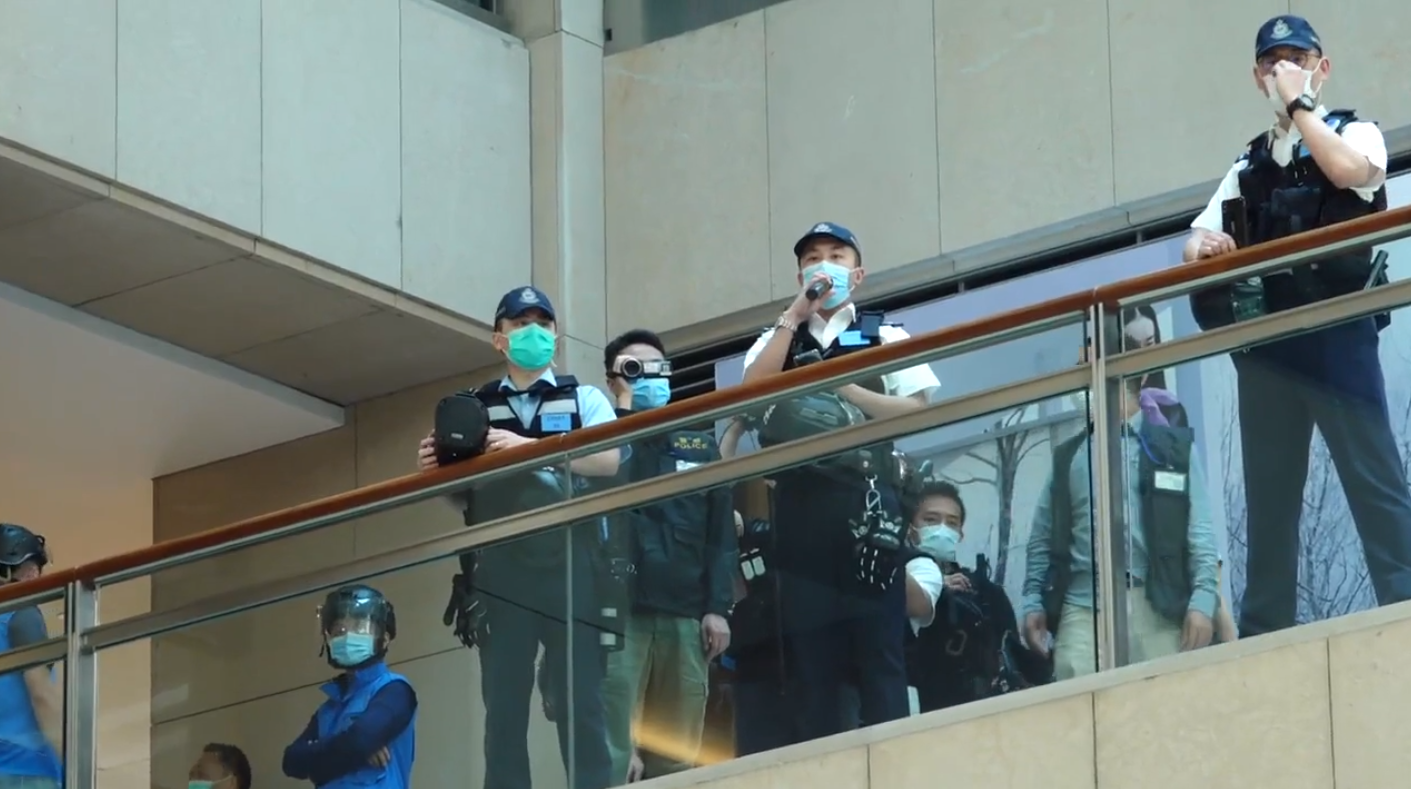
下午1時半，約10名警員到場，有警員利用攝錄機記錄

網民原訂於下午1時在中環國際金融中心商場中庭聚集，不過活動未開始前，商場周邊已有大批軍裝警員到場戒備，其後將集合地點改為置地廣場，並在現場派發防疫物資。在場集會的人士不超過4人為一組，並保持1.5米距離，有約30人參與。而商場保安手持「保持安全社交距離」標示，未有驅趕市民。下午1時半，約10名警員到場，開咪警告在商場聚集的人士違反「限聚令」，呼籲他們立即離開，否則向他們發出告票。有警員利用攝錄機記錄。中西區區議員葉錦龍到場，用大聲公向警方稱在場人士正舉行「健康講座」，要求警方不要濫用599G條例。擾攘約15分鐘後，參與人士散去，警員離開置地廣場。

### 30日

#### 天水圍和你唱

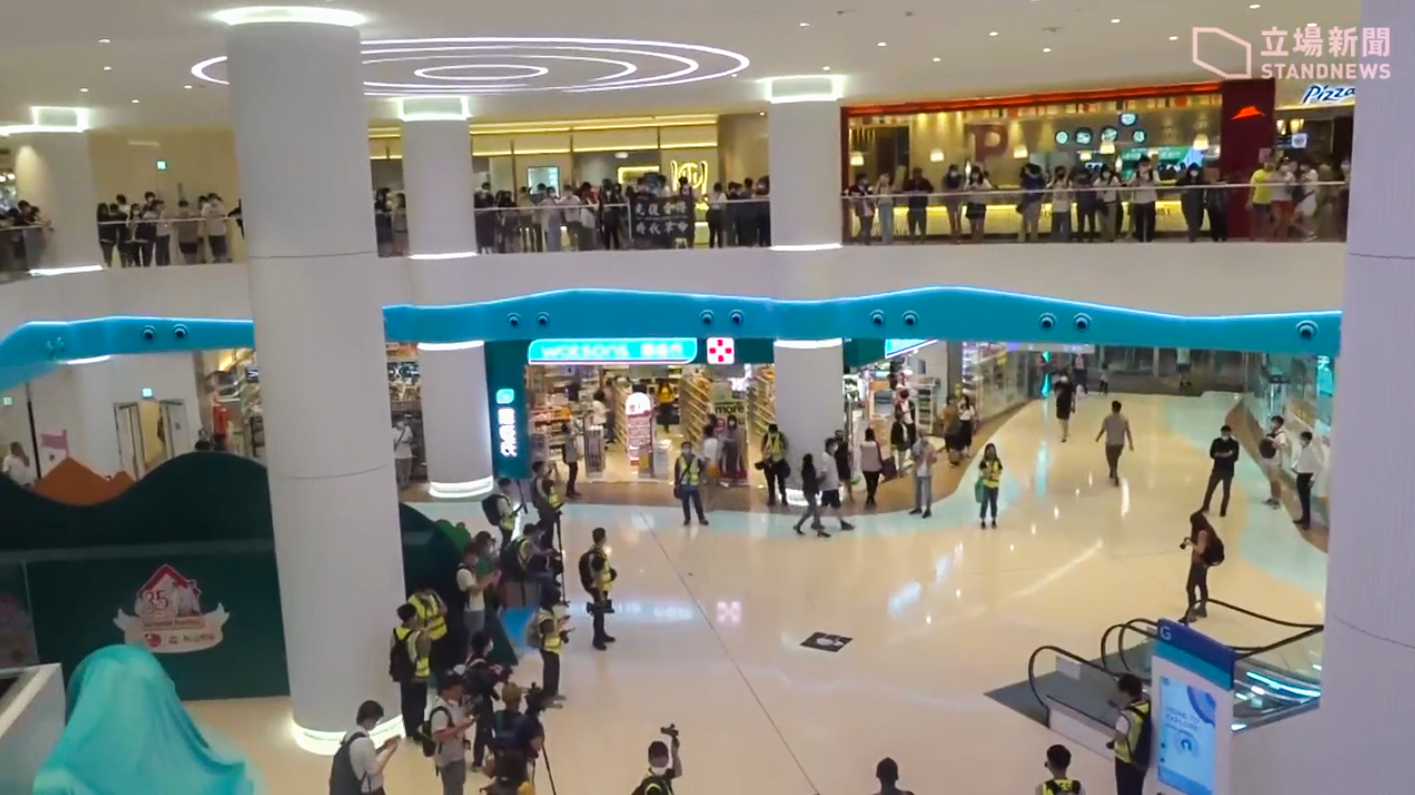
近80名市民在天水圍銀座商場二期中庭叫口號，有人展示「光復香港，時代革命」的旗幟

傍晚7時起，有超過80名市民響應網上號召，在天水圍銀座商場二期中庭附近叫口號，亦有人展示「光復香港，時代革命」的旗幟。7時半左右，有警員進入商場，警告會以「限聚令」票控商場內的市民，逗留5分鐘後離開。到了8時許，防暴警察在商場1期外舉起黃旗驅散市民，並拉起橙色封鎖線，期間一名市民向警員投擲玻璃樽，警員隨即衝前尋找該名市民，但未能找到。到9時許，防暴警察突然舉起藍旗執行驅散行動，一名警員衝到商場門口外箍頸制服一名男青年，此男子其後與4名年輕人被搜查，警員以「限聚令」向他們發出告票。其中1名女子因沒有帶身份證而被帶走。防暴警在晚上10時16分登上警車離開。

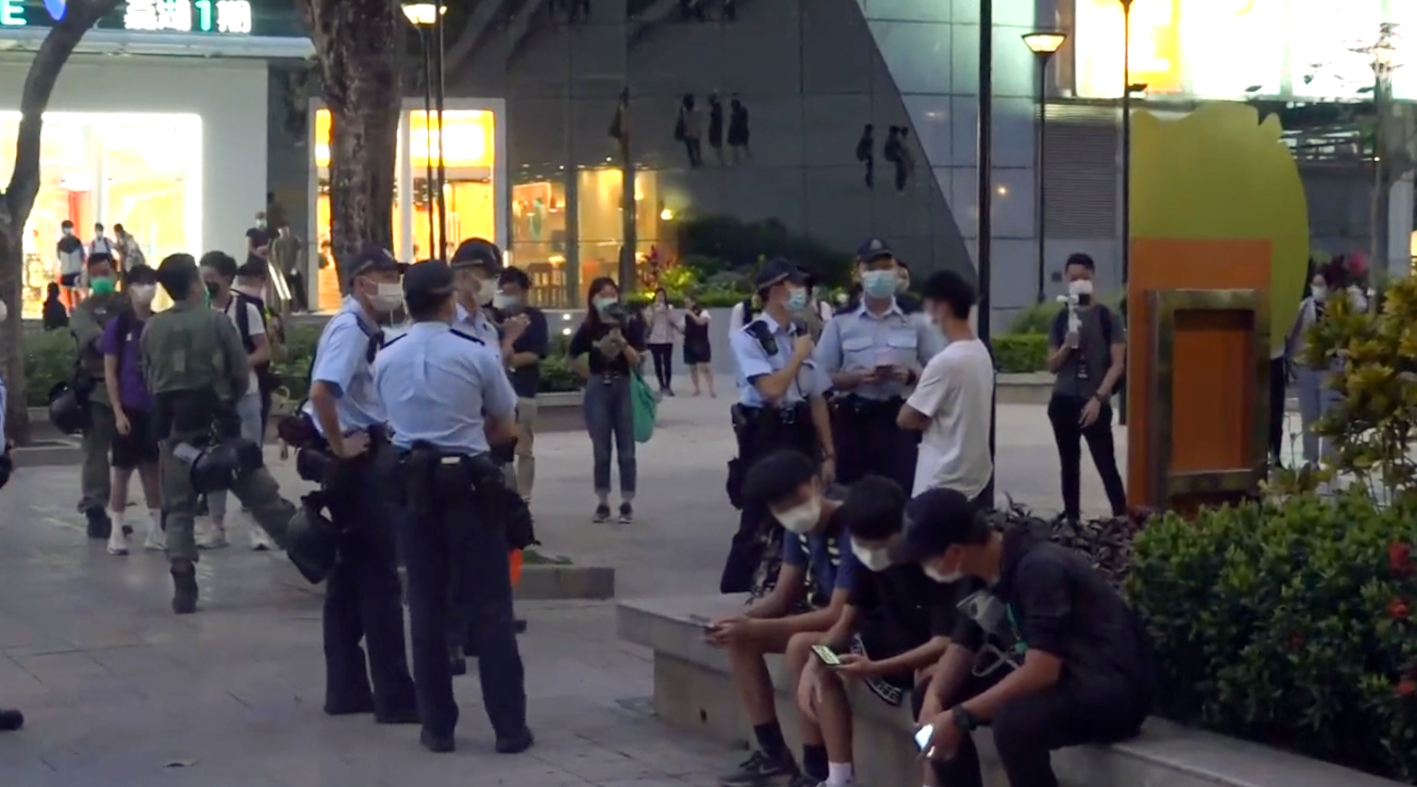
活動舉行前，大批警員在商場外截查年輕人
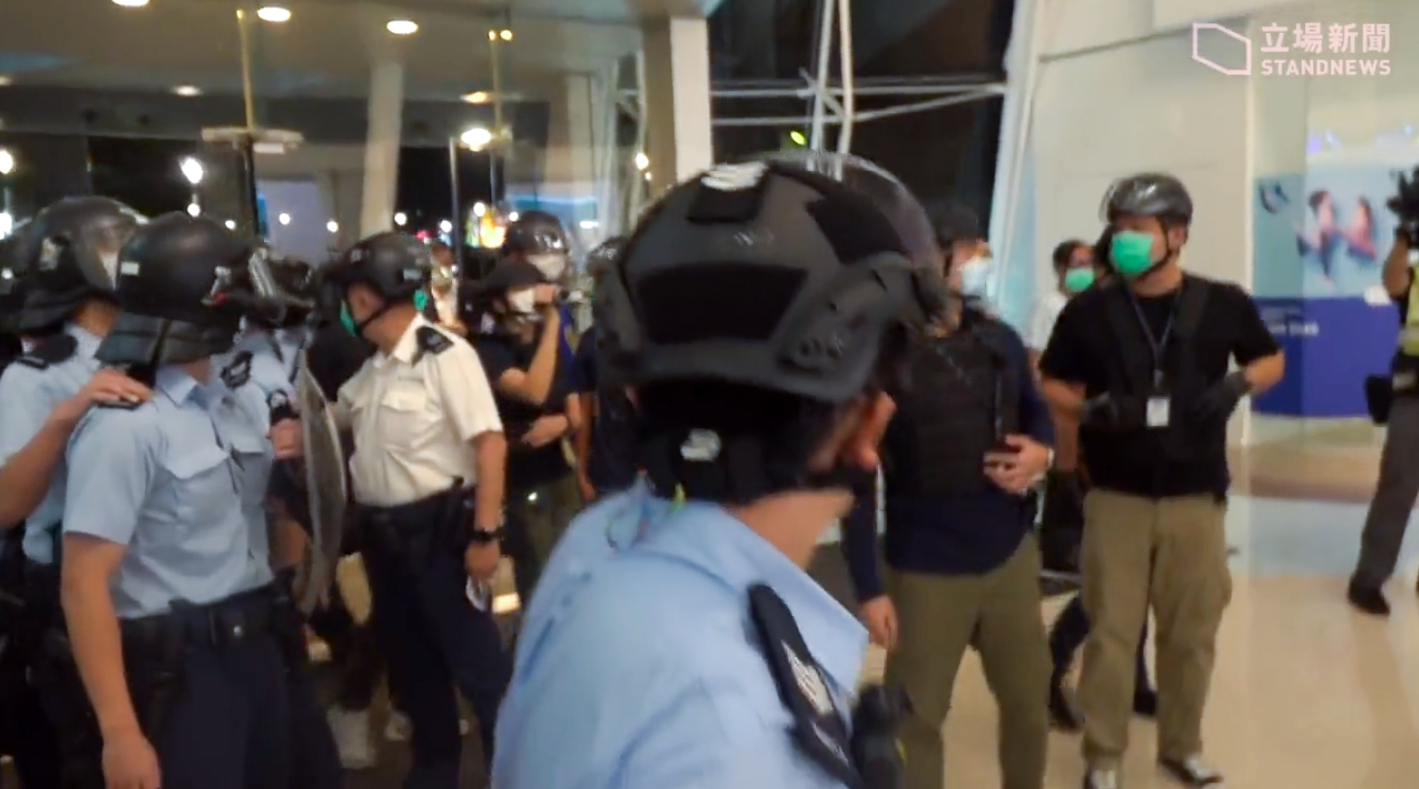
7時半左右，有警員進入商場，警告會以「限聚令」票控商場內的市民
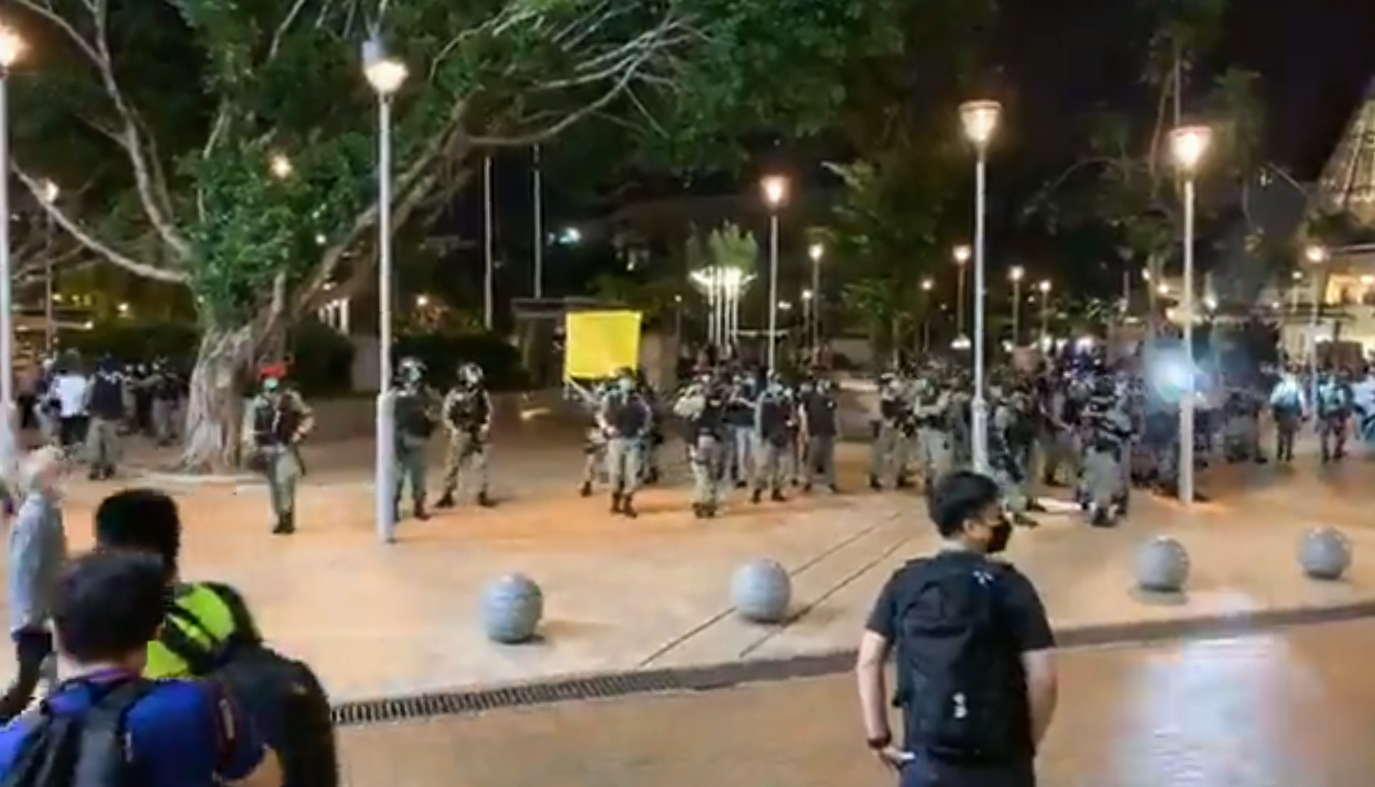
8時許，防暴警察在商場1期外舉起黃旗
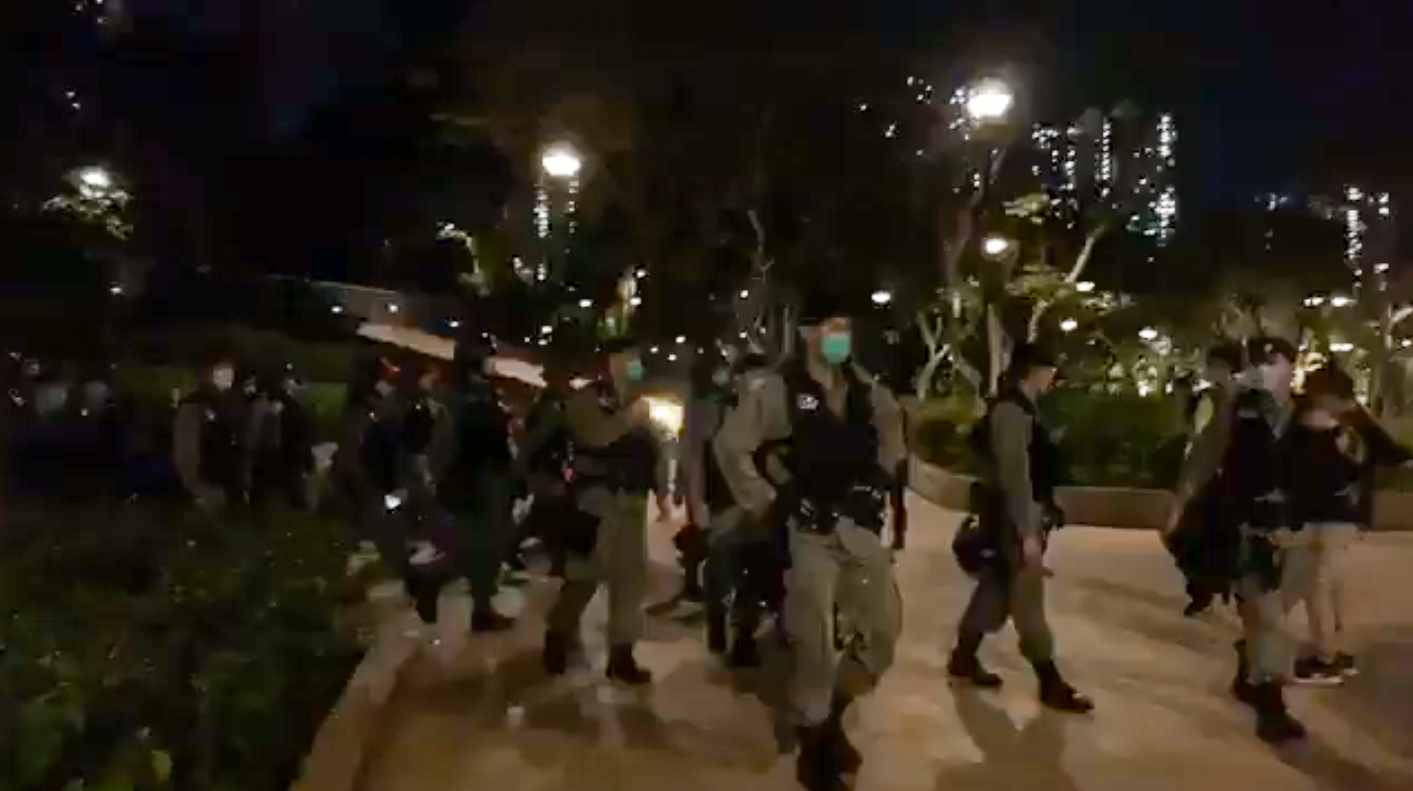
防暴警察在天水圍公園搜索
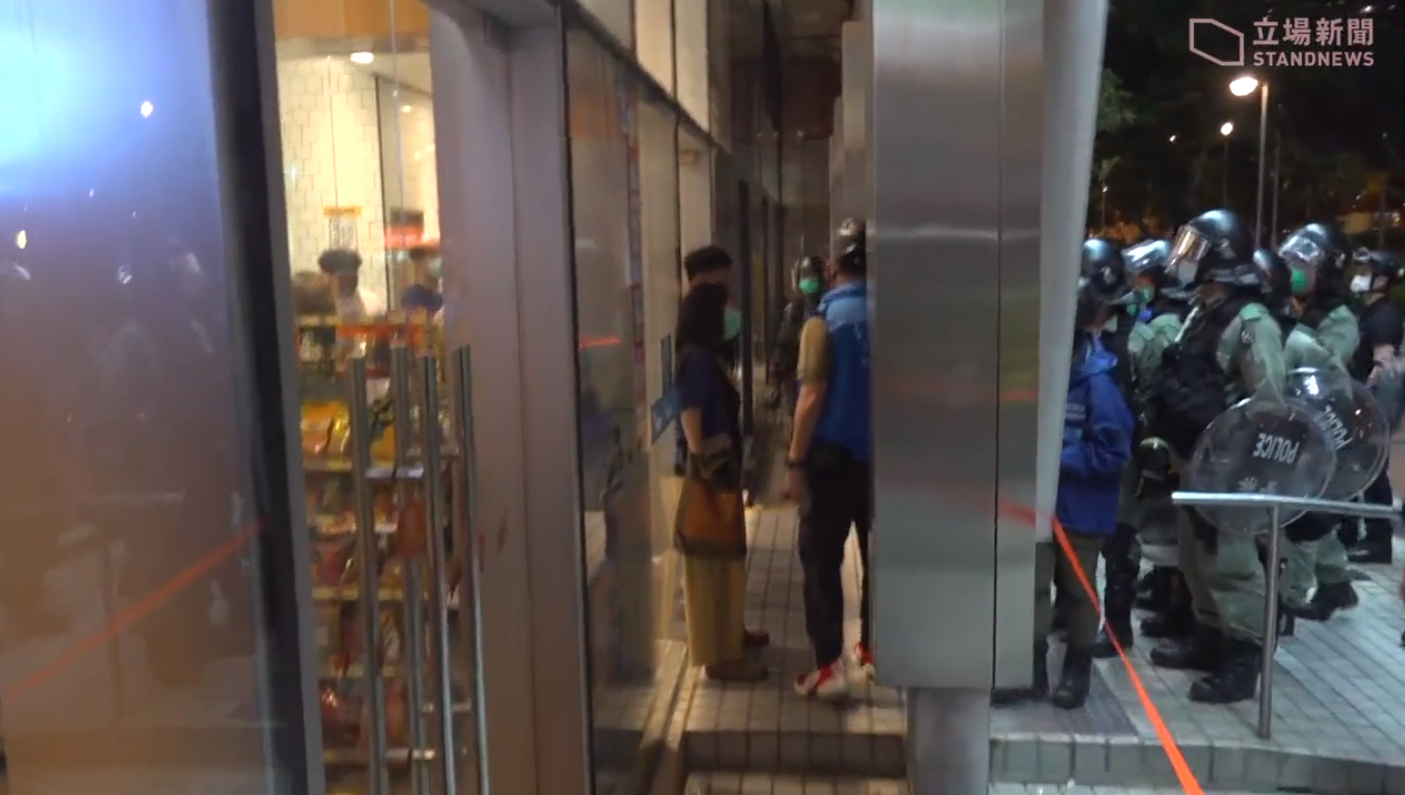
到9時許，警員以麥當勞內多於4人聚集為由要求進內，區議員拒絕
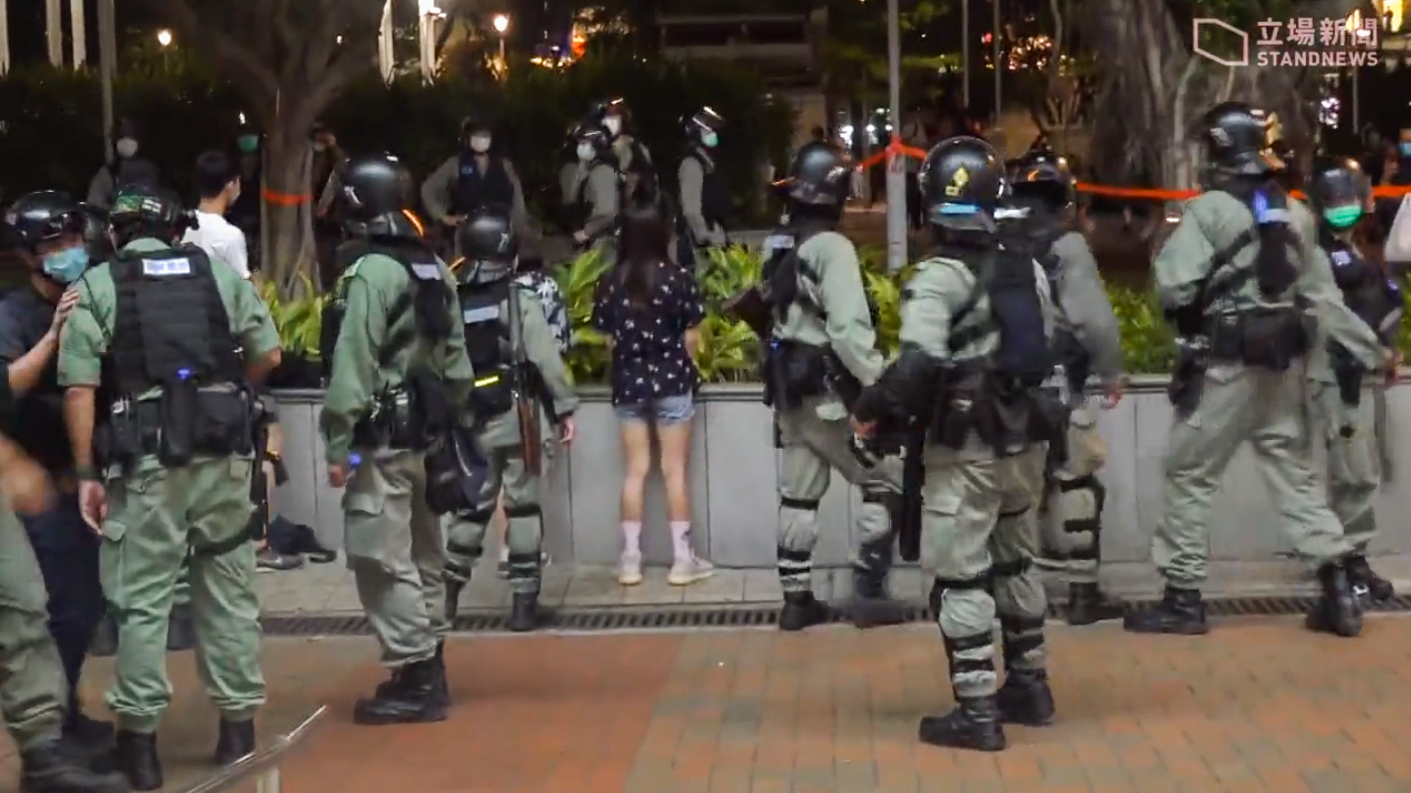
4名年輕人被搜查

### 網傳鄧樸方公開信
兩會前夕，一封署名鄧樸方的公開信在網上流傳，提及香港時表示，香港動盪已持續近一年了，究竟是誰破壞了香港一國兩制的大好局面？中央主要領導人對此又該承擔什麼責任？